# Iconografía

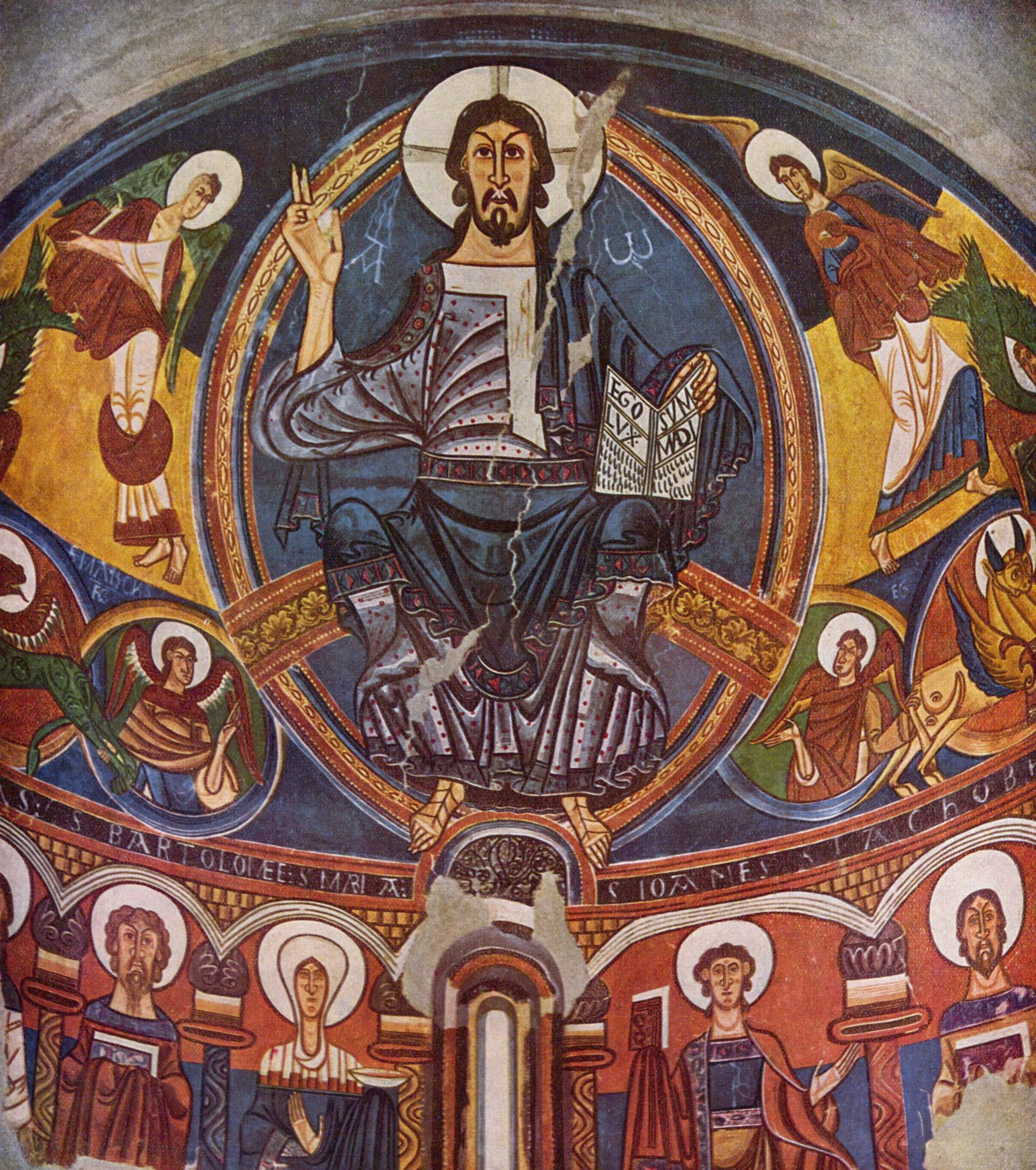
Fresco del ábside de San Clemente de Tahull, del Maestro de Tahull (ca. 1123). El Pantocrátor o Cristo en Majestad aparece bendiciendo, con un libro (que muestra el texto EGO SVM LVX MVNDI), flanqueado por el alfa y el omega, rodeado por una mandorla y el Tetramorfos (los símbolos de los cuatro evangelistas). Los personajes del plano inferior están identificados tanto por sus símbolos iconográficos como por cartelas con sus nombres.

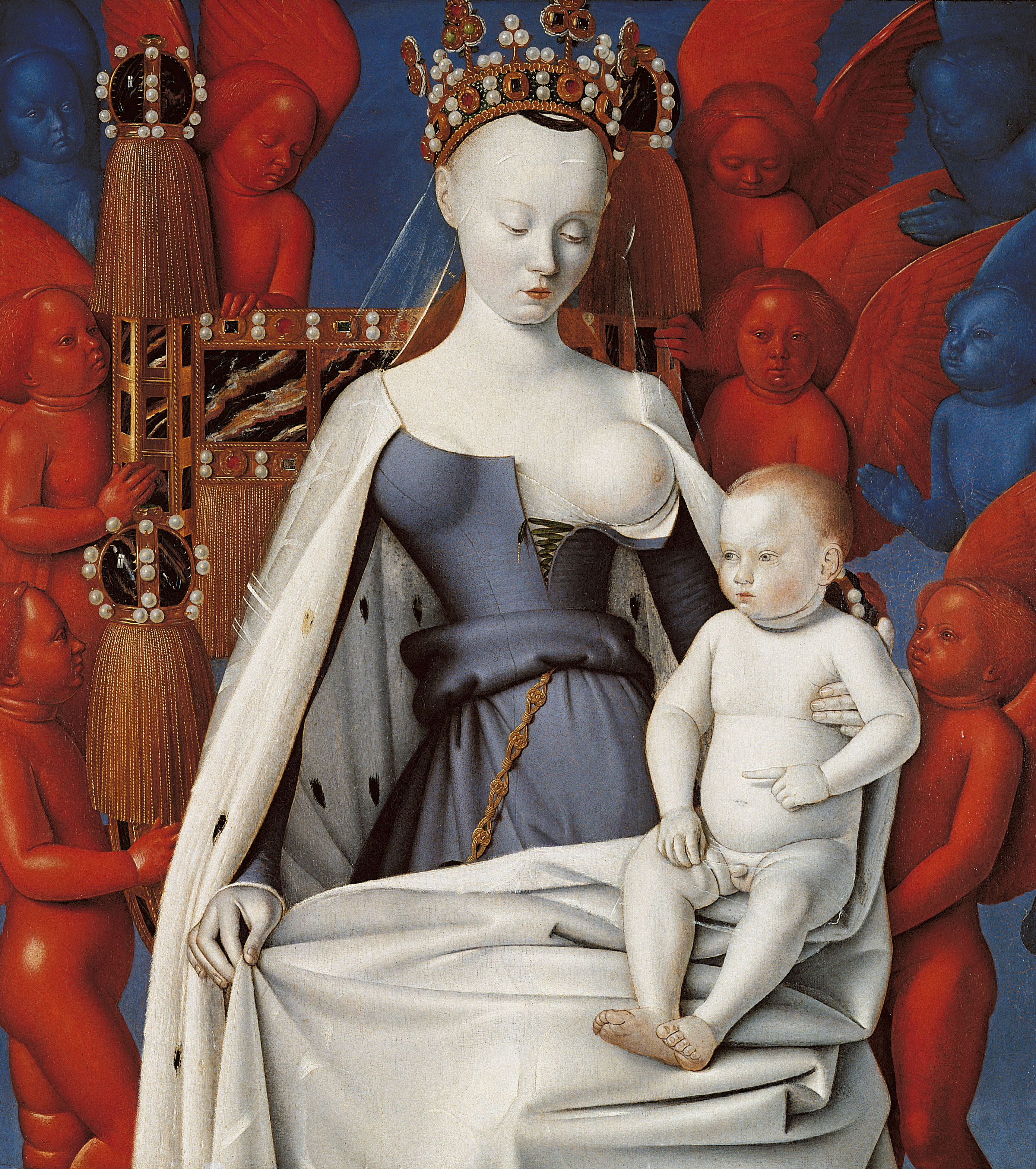
Díptico de Melun, de Jean Fouquet (ca. 1450). El tema, una Virgen con el Niño rodeados por ángeles, se identifica con el motivo de la Galaktotrophousa o "Virgen de la leche", que se populariza en los últimos siglos de la Edad Media (en general, todas las representaciones marianas se extienden con el culto mariano a partir del siglo XII, en el final del Románico y en el Gótico). A partir del Concilio de Trento se procuró evitar este tipo de representaciones en favor de otras más acordes con las orientaciones conciliares.

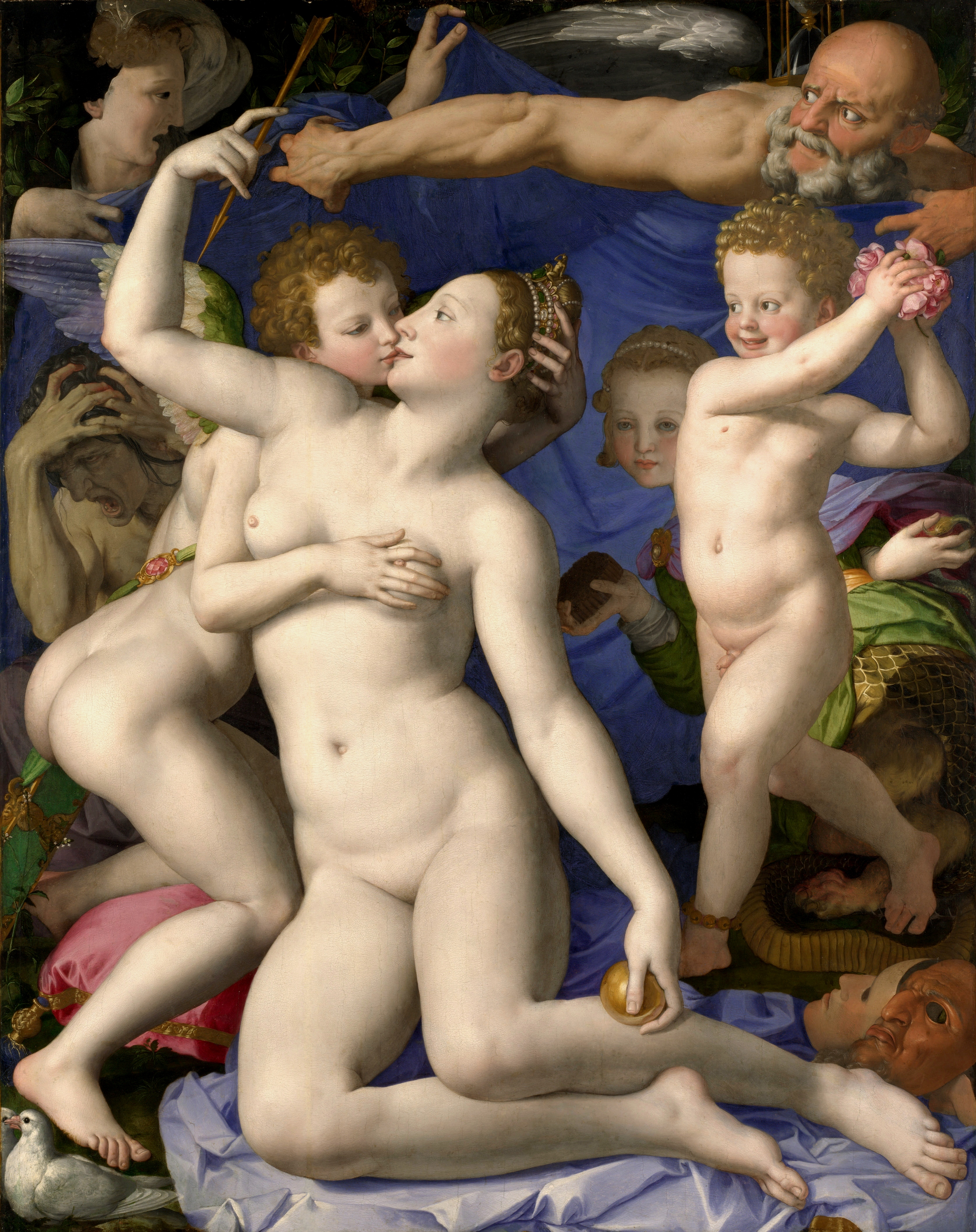
Alegoría del triunfo de Venus, de Bronzino, ca. 1540. En una compleja iconografía, aparecen también representados Cupido y Saturno, así como la manzana de Discordia, los celos, el engaño, el olvido...

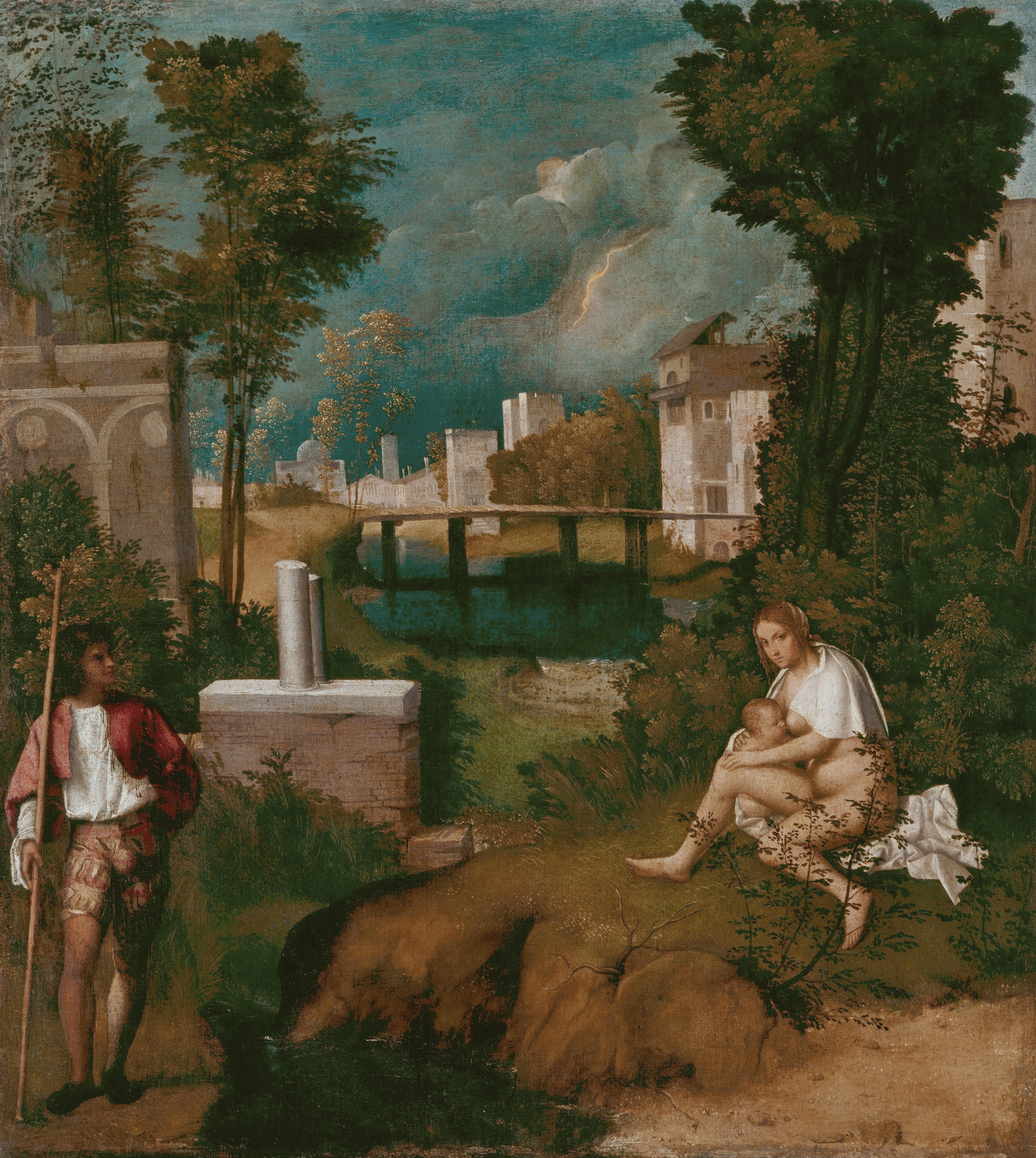
La tempestad, de Giorgione (1508), es uno de los enigmas iconográficos más estudiados de la historia de la pintura, y que no se ha llegado a determinar.

Los embajadores, de Holbein, cuya compleja iconografía todavía es objeto de debate. Incluye una calavera en anamorfosis junto con otros elementos de lectura simbólica (relojes, un globo celeste, libros, instrumentos musicales, etc.)

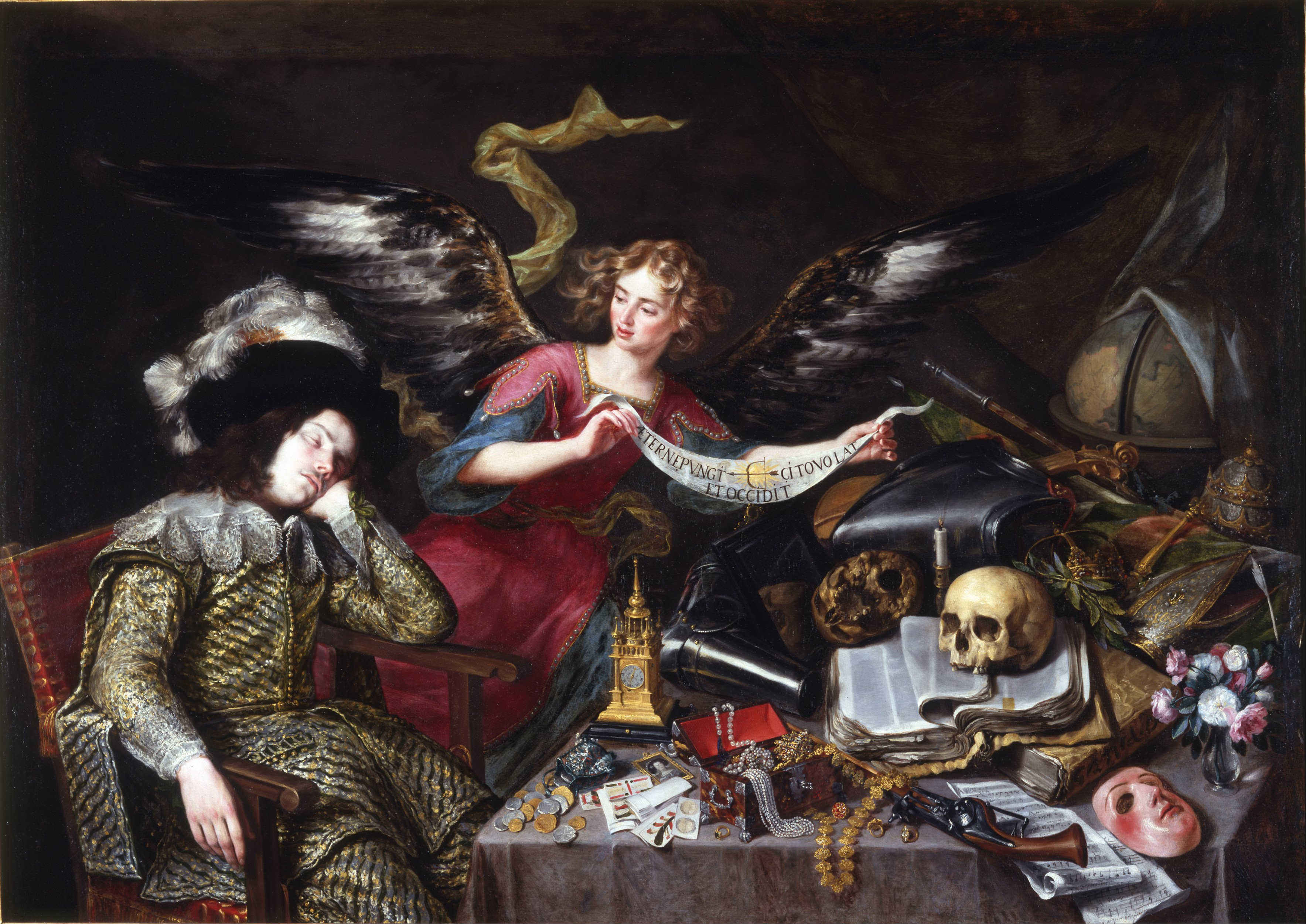
El sueño del caballero, Antonio de Pereda (1655). Está considerada como una de las más complejas y ricas Vanitas.

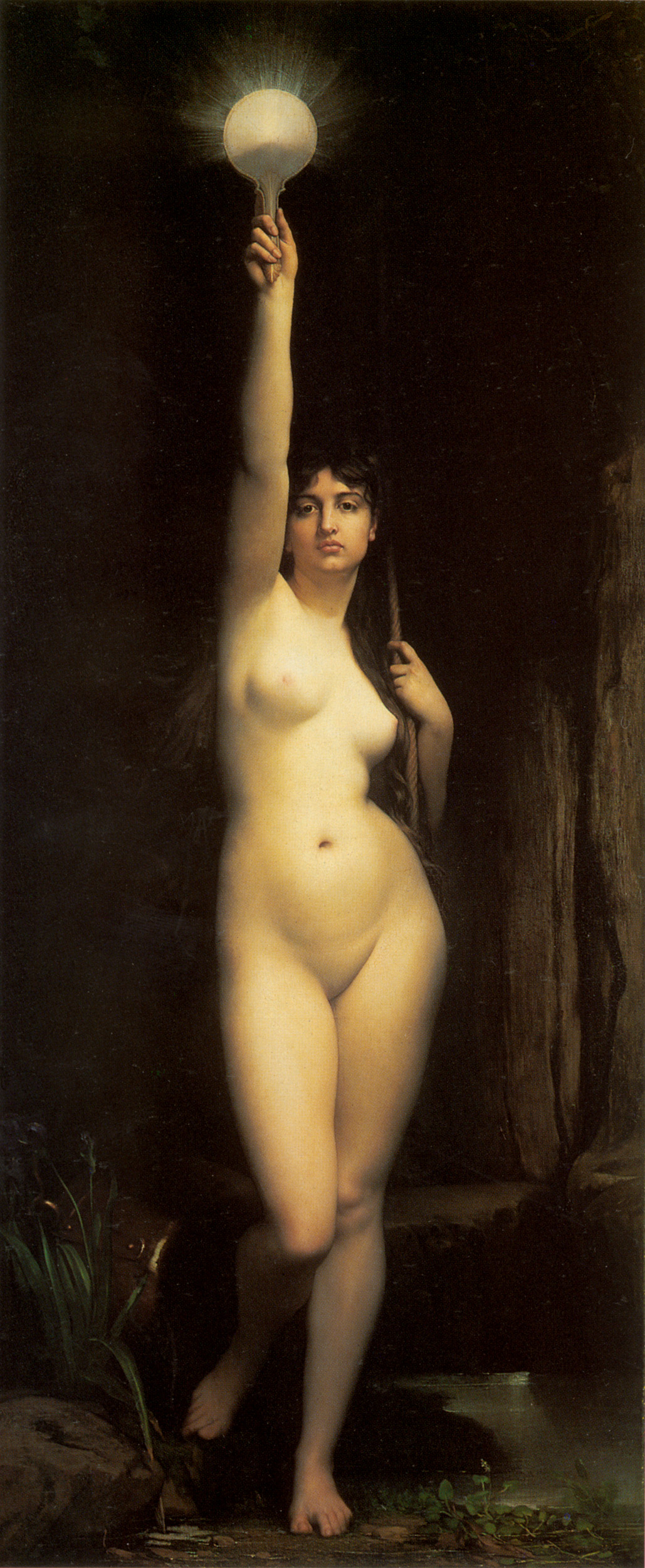
La Vérité, de Jules Joseph Lefebvre (1870). Veritas o la verdad desnuda es un motivo iconográfico de origen clásico que suele representarse con un espejo y saliendo de un pozo.

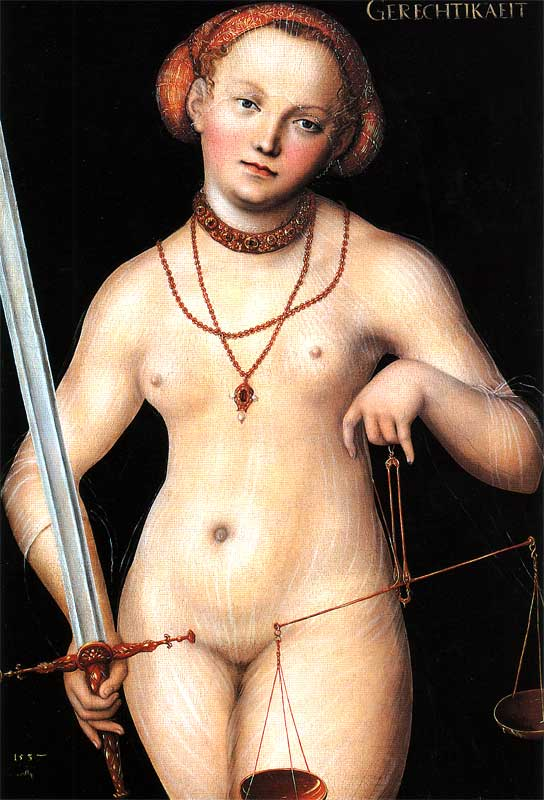
Gerechtigkeit ("justicia"), de Lucas Cranach el Viejo (1537). Este esquivo principio abstracto, cuyos atributos (balanza, espada, ojos vendados) simbolizan sus distintas facetas, se encarna en una multiplicidad de divinidades grecorromanas y en una virtud teologal cristiana.

La iconografía es la descripción del tema o asunto representado en las imágenes artísticas, así como de su simbología y los atributos que identifican a los personajes representados. El término está construido por las raíces griegas εἰκών (eikón, Imagen) y γράφειν (grapheïn, escribir). Aunque el DRAE recoge la existencia de la palabra latina iconographĭa proveniente de la griega εἰκονογραφία, tales términos no podían tener el sentido con el que se usa por la bibliografía actual, sino otro, similar pero no idéntico: Descripción de imágenes, retratos, cuadros, estatuas o monumentos, y especialmente de los antiguos. Tratado descriptivo, o colección de imágenes o retratos.
Los matices de su diferencia conceptual con la iconología son poco precisos; y en realidad se complementan. La iconografía se ocupa del origen y desarrollo de los temas figurados que se representan en las obras de arte, mientras que la iconología descifra su significado. Según señala el eminente crítico alemán Erwin Panofsky en su clásica obra El significado en las artes visuales (1953), la iconografía analiza la función de las imágenes, mientras que la iconología estudia su significado y simbolismo, ya que se trata de una ciencia que investiga los conceptos e ideas que la obra expresa, tanto en sentido místico o religioso como social o cultural.
Se denomina iconografía a la ciencia que estudia el origen y la formación de las imágenes, las relaciones de las mismas con lo alegórico y lo simbólico, así como sus respectivas identificaciones por medio de los atributos que casi siempre las acompañan. Como parte de la historiografía del arte, nació en el siglo XIX, pero se desarrolló en las décadas centrales del siglo XX, vinculada estrechamente al Instituto Warburg de Londres, bajo la dirección del historiador y crítico de arte Erwin Panofsky (Studies in Iconology -"Estudios sobre iconología"-, 1939). Definía "iconografía" como "la rama de la Historia del Arte que se ocupa del contenido temático o significado de las obras de arte en cuanto algo distinto de su forma"; y estableció un "método iconológico" para ello, en tres pasos: "descripción preiconográfica" (únicamente sensorial), "análisis iconográfico" (identificación de las imágenes, historias y alegorías contenidas en la obra, pero de forma meramente descriptiva, no interpretativa) y "análisis iconológico" (donde se desarrolla la interpretación en función del contexto histórico, cultural y social -"dilucidar la significación intrínseca o contenido, que se aprehende investigando aquellos principios subyacentes que ponen de relieve la mentalidad básica de una nación, de una época, de una clase social, de una creencia religiosa o filosófica, matizada por una personalidad y condensada en una obra"-).
A partir de entonces aparecieron numerosas monografías, enciclopedias y diccionarios de iconografía. Entre los iconógrafos españoles está el historiador del arte Santiago Sebastián.
Los tres grandes campos de la iconografía son la mitología clásica, la mitología cristiana (ambos, en principio inspiradores de arte religioso) y las representaciones seculares.
La pintura secular se hizo común a partir del Renacimiento, y desarrolló sus propias tradiciones y convenciones iconográficas en la pintura de historia, que incluía los temas mitológicos (desprendidos del valor religioso que tuvieron en la Antigüedad clásica, y que, aunque teóricamente revivían la iconografía grecorromana, lo hacían con sus propias convenciones y propósitos) la pintura de género e incluso la pintura de paisajes. En época aún más reciente, la fotografía, el cine, el cartelismo y el cómic desarrollaron iconografías propias. En cuanto a cada artista individual, muchos de ellos desarrollaron iconografías tan peculiares que quizá solo hayan sido accesibles a ellos mismos (El Bosco, Fussli, William Blake, Goya, Gauguin, Picasso, Marc Chagall, Frida Kahlo, Joseph Beuys).
La iconografía de la cultura popular ha sido objeto de la atención de la semiótica, la antropología, la sociología, los estudios culturales y los estudios sobre los medios de comunicación (Media Studies). Tales análisis han afectado a la forma en que la propia historiografía del arte entiende la iconografía, especialmente por el concepto semiótico de signo. Implica una lectura crítica de las imágenes y la exploración de los valores culturales y sociales. En teoría cinematográfica (Film theory) los aspectos iconográficos se centran en el lenguaje visual, particularmente en el campo de los estudios de género (cine de género -Film genre-).

## Iconografía grecorromana o clásica

### Los Dioses
Los dioses de la religión griega antigua fueron integrados en el panteón romano mediante su asimilación por los dioses tradicionales con los que compartían características comunes, manteniéndose los nombres latinos y los nombres griegos.
Los llamados dioses olímpicos fueron muy representados por las artes figurativas, especialmente los de la denominada tríada capitolina. El arte clásico, la cerámica griega y los mosaicos romanos fueron vehículos destacados para la narrativa visual de sus mitos, mientras que la estatuaria fue empleada de forma particular para el culto.

#### Zeus o Júpiter
A Zeus-Júpiter, rey de los dioses, que preside el Olimpo, se le representa como un adulto barbado (como sus hermanos Poseidón-Neptuno y Hades-Plutón, con los que se repartió el mundo). En su aspecto de Jove tonante se le representa lanzando el rayo, su principal arma, que le forjó Hefesto. Como arma defensiva, le forjó la égida con la cabeza de Medusa ( aunque también forma parte del armamento de otros dioses guerreros -especialmente Ares y Atenea-).
Su insaciable lujuria le hizo buscar todo tipo de amantes entre los mortales, y para conseguirlos se transformaba en todo tipo de animales o incluso objetos (toro -Europa-, cisne -Leda-, águila -Ganímedes-, lluvia de oro -Dánae-). La principal fuente para los artistas de época moderna fueron Las metamorfosis de Ovidio.

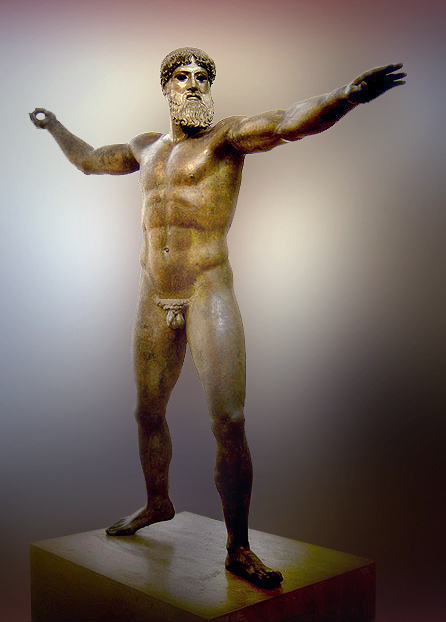
Bronce del cabo Artemisio, que podría representar a Zeus lanzando el rayo o a su hermano Poseidón (el dios del mar) con su tridente.
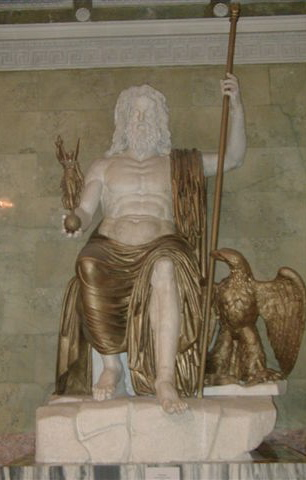
Zeus entronizado, de época romana pero muy restaurado, que reproduce el modelo del Zeus de Olimpia original de Fidias.
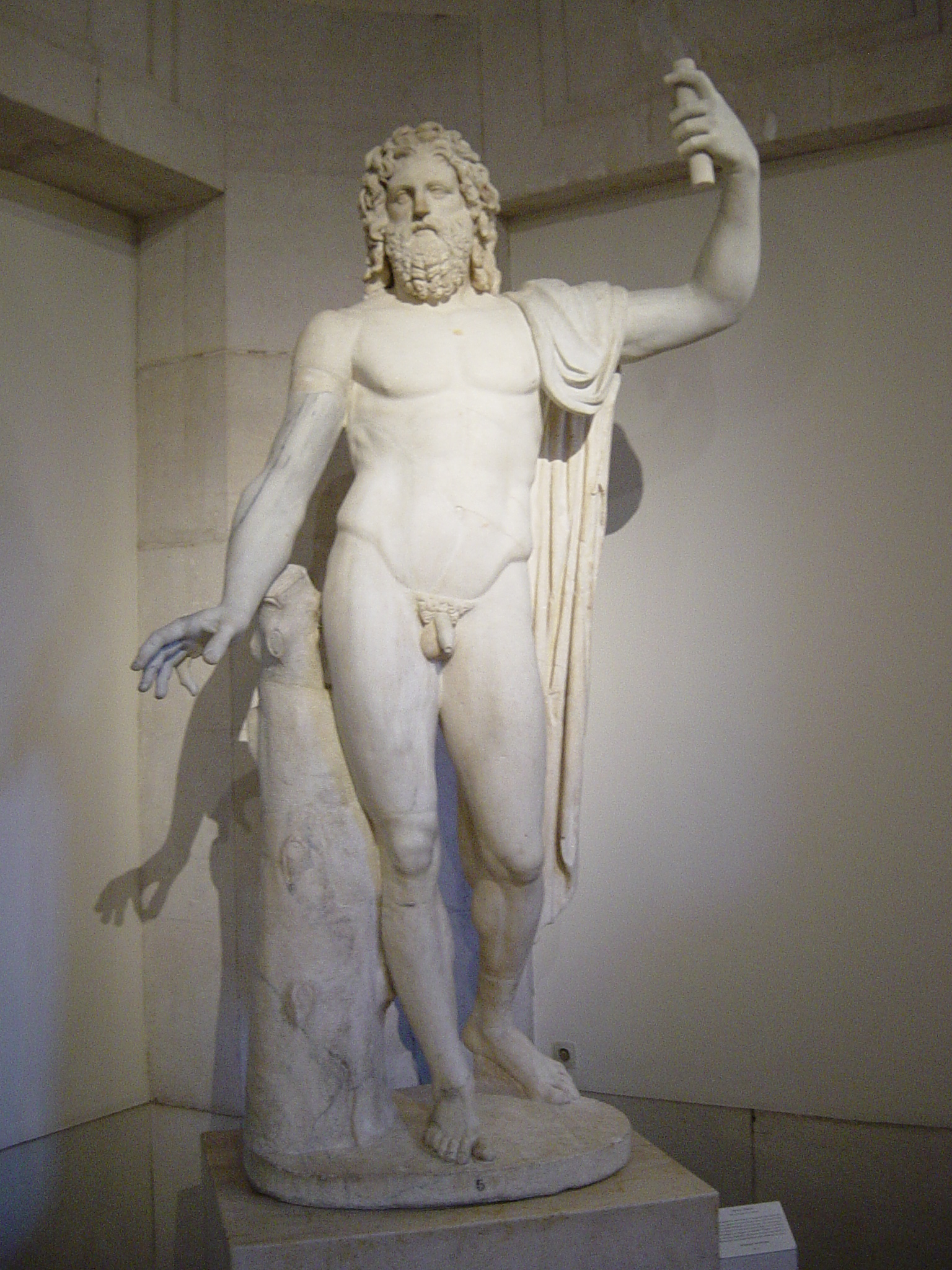
Jupiter Tonans, posiblemente el utilizado para el culto en Roma, que reproducía un Zeus de Leocares.
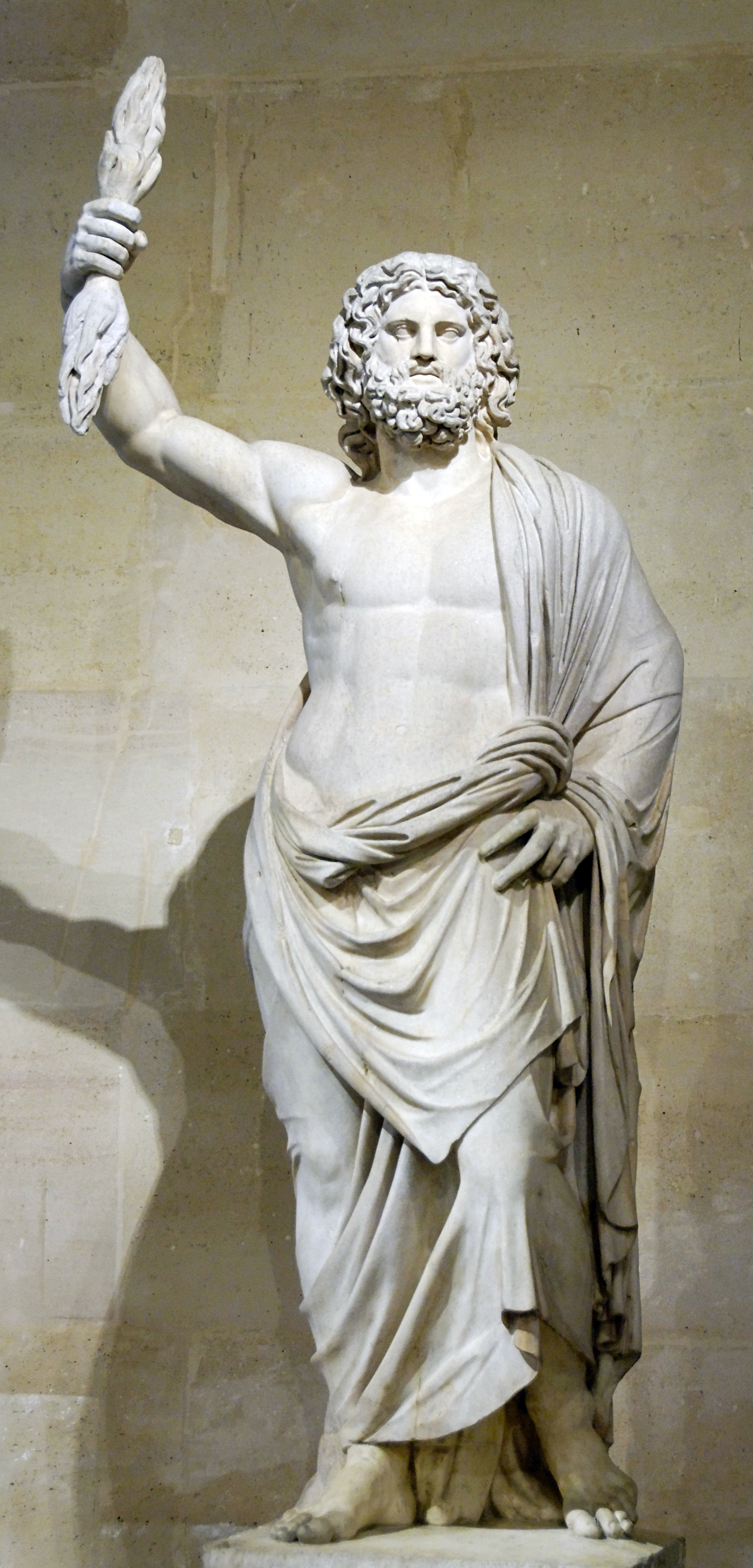
Júpiter de Esmirna.

#### Hera o Juno
A Hera-Juno, reina de los dioses y diosa del matrimonio y del gobierno del hogar, se la representa como una matrona, con un largo cetro y una pátera. El pavo real era su atributo (los ojos que aparecen en las plumas de su cola se interpretaban como muestra de sus celos por las infidelidades de Zeus, especialmente en la vigilancia que encargó al gigante Argos Panoptes -de mil ojos, que no cerraba totalmente ni durante el sueño- sobre la ternera blanca pretendida por el rey de los dioses -Zeus mató a Argos y este se transformó en pavo real-). También se consagraron a Juno el halcón y el ganso, apareciendo en algunas de sus estatuas. No se sacrificaban vacas a Juno (porque durante la gigantomaquia se ocultó en Egipto transformada en este animal), sino una oveja joven o un cerdo. También se le ofrendaban el díctamo, la amapola, la granada. Sus sacerdotisas eran particularmente respetadas. En las representaciones alegóricas de los cuatro elementos, Juno representa al aire. El episodio en el que amamanta a Heracles, hijo extramatrimonial de su marido, y un chorro de leche se pierde en el cielo, es el origen mítico de la Vía Láctea.

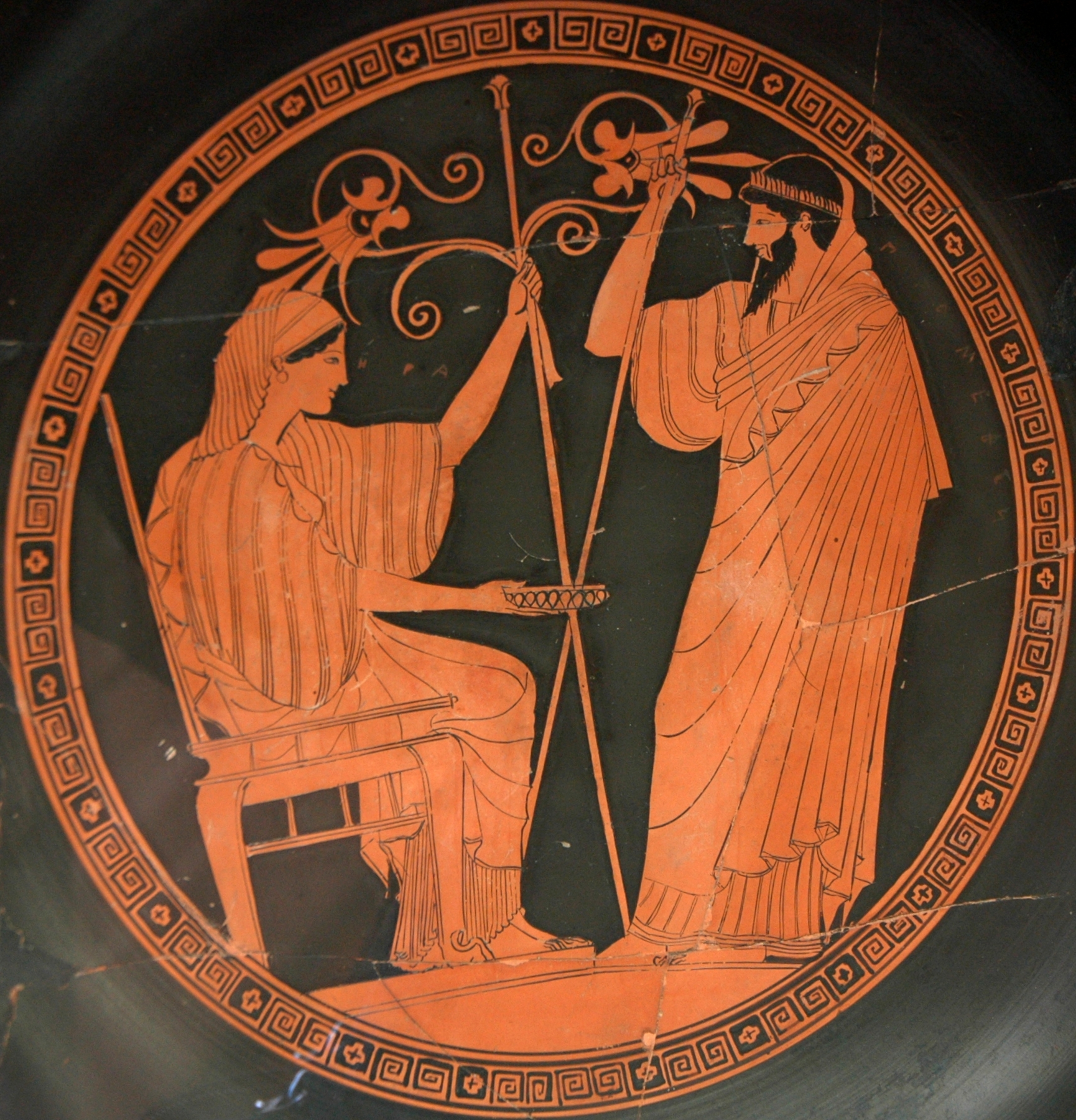
Hera y Prometeo, plato del siglo V a. C. procedente de Vulpi.
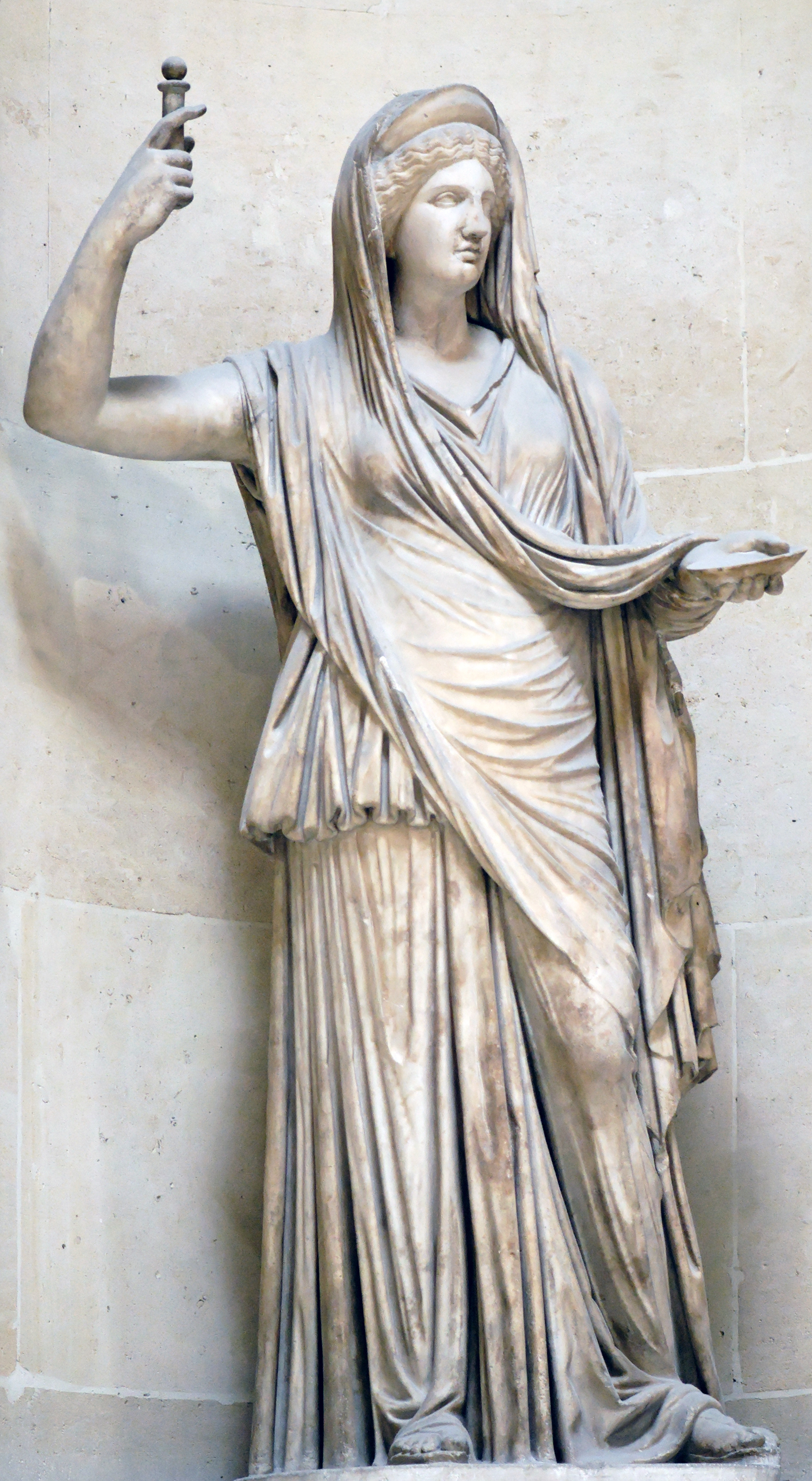
Hera Campana, copia romana de un original helenístico.
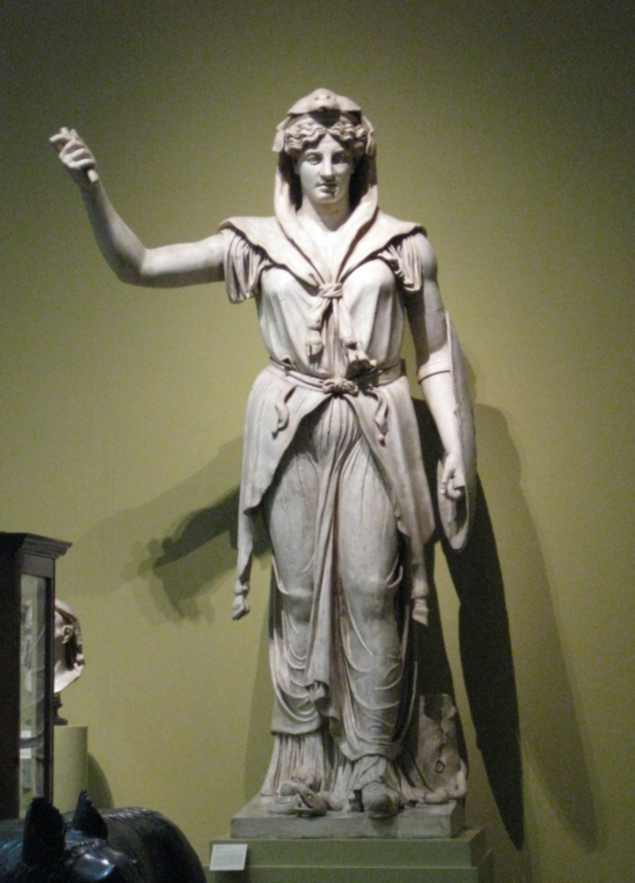
Juno Sospita.
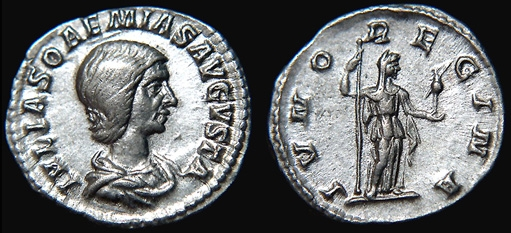
IVNO REGINA ("Reina Juno") en una moneda que conmemora a Julia Soaemias.
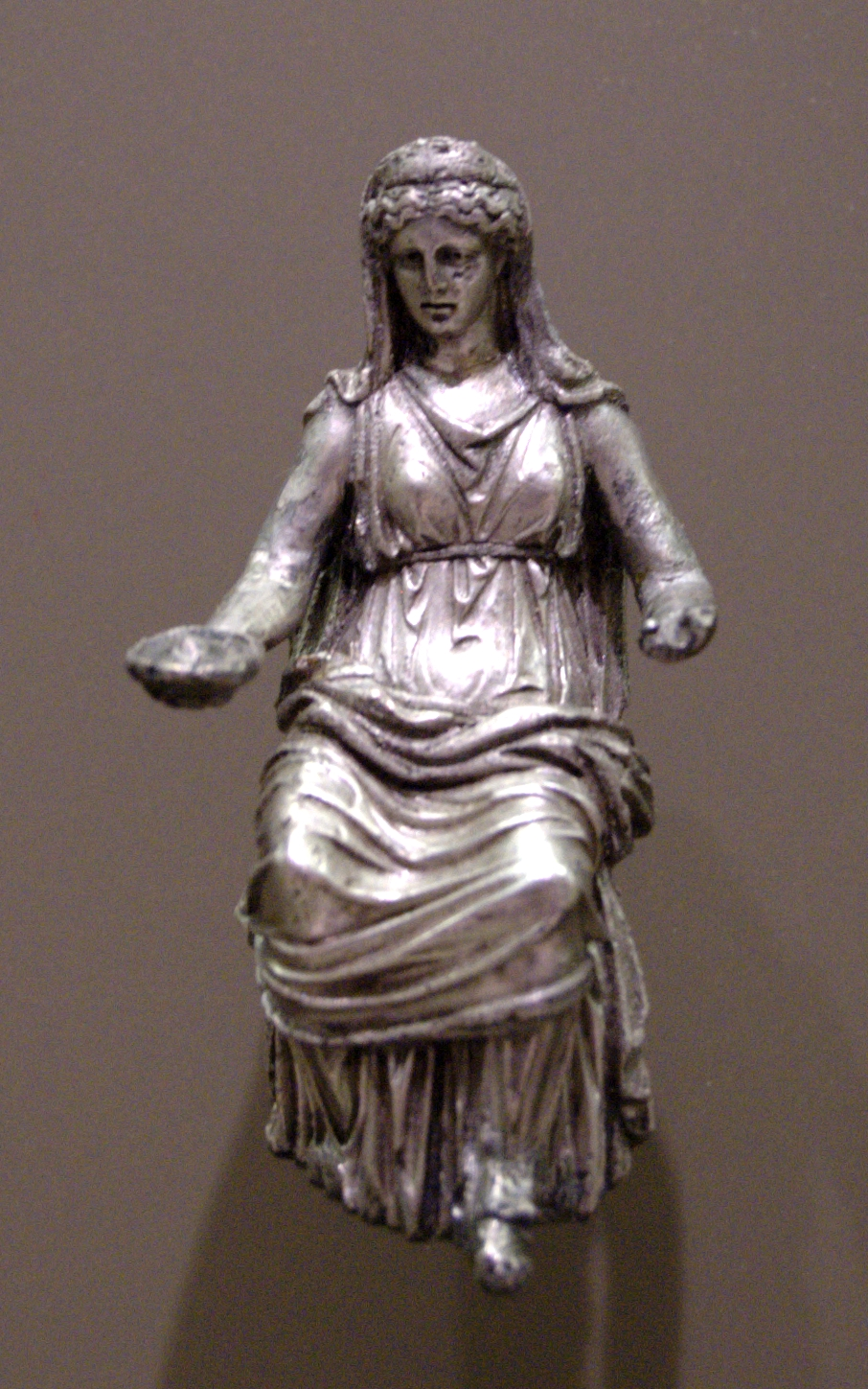
Estatuilla de plata de los siglos I o II.

#### Atenea o Minerva
Atenea-Minerva, la diosa virgen (Atenea Pártenos), también llamada Palas, nacida de la cabeza de Zeus ya armada como un hoplita (con casco, escudo y lanza), tiene como símbolo la lechuza. Otorgó a los atenienses, para obtener su patronazgo, el olivo (surgido de su lanza, en competencia con Poseidón, de cuyo tridente surgió el caballo).

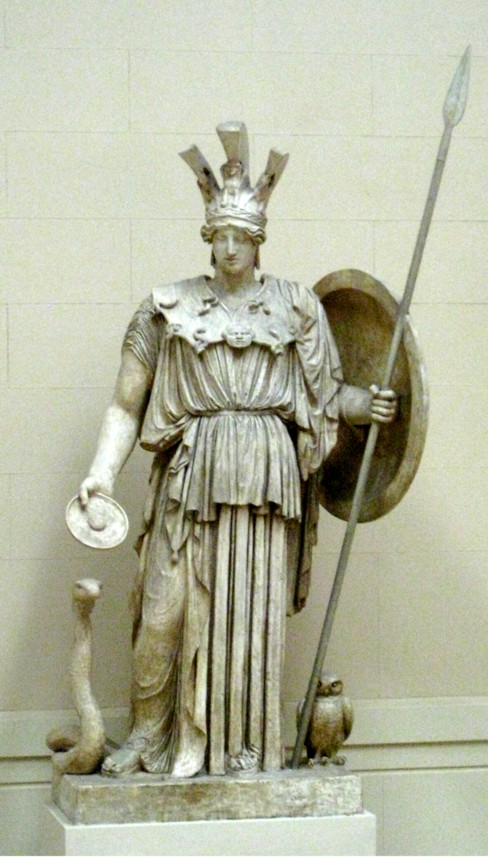
Réplica romana de la Atenea Pártenos de Fidias.
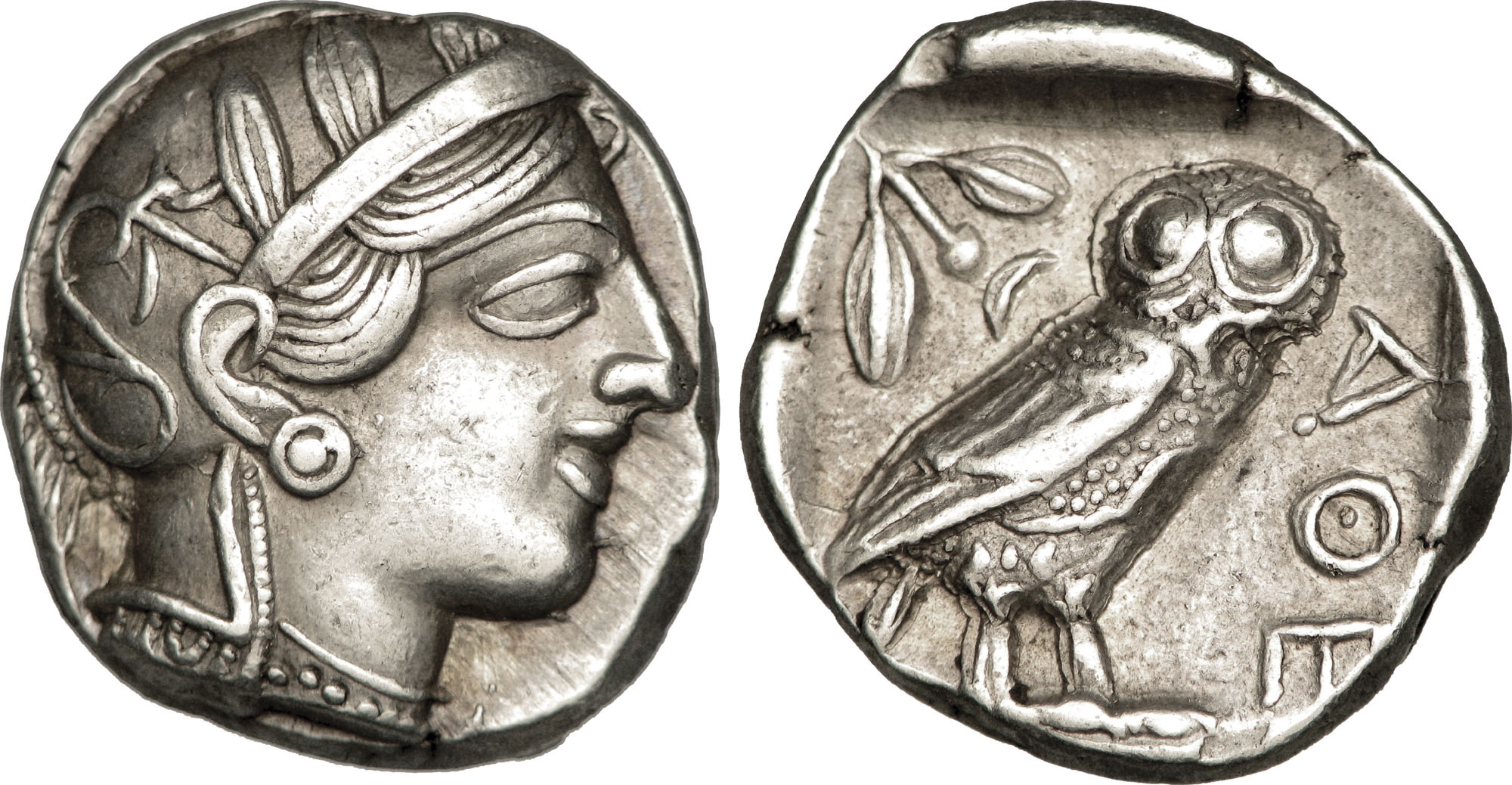
Moneda ateniense con efigie y símbolos de Atenea.
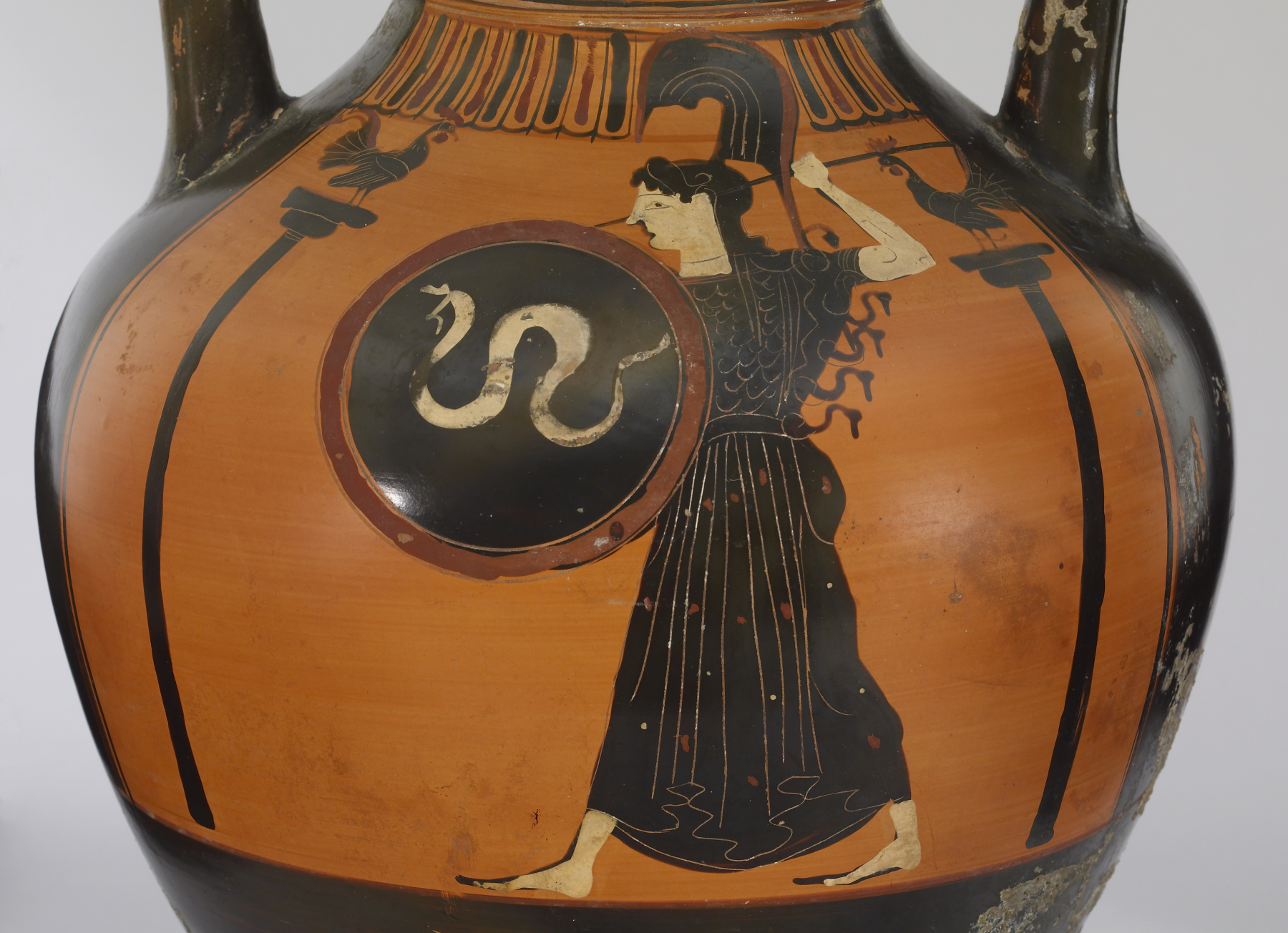
Cerámica griega con Atenea.
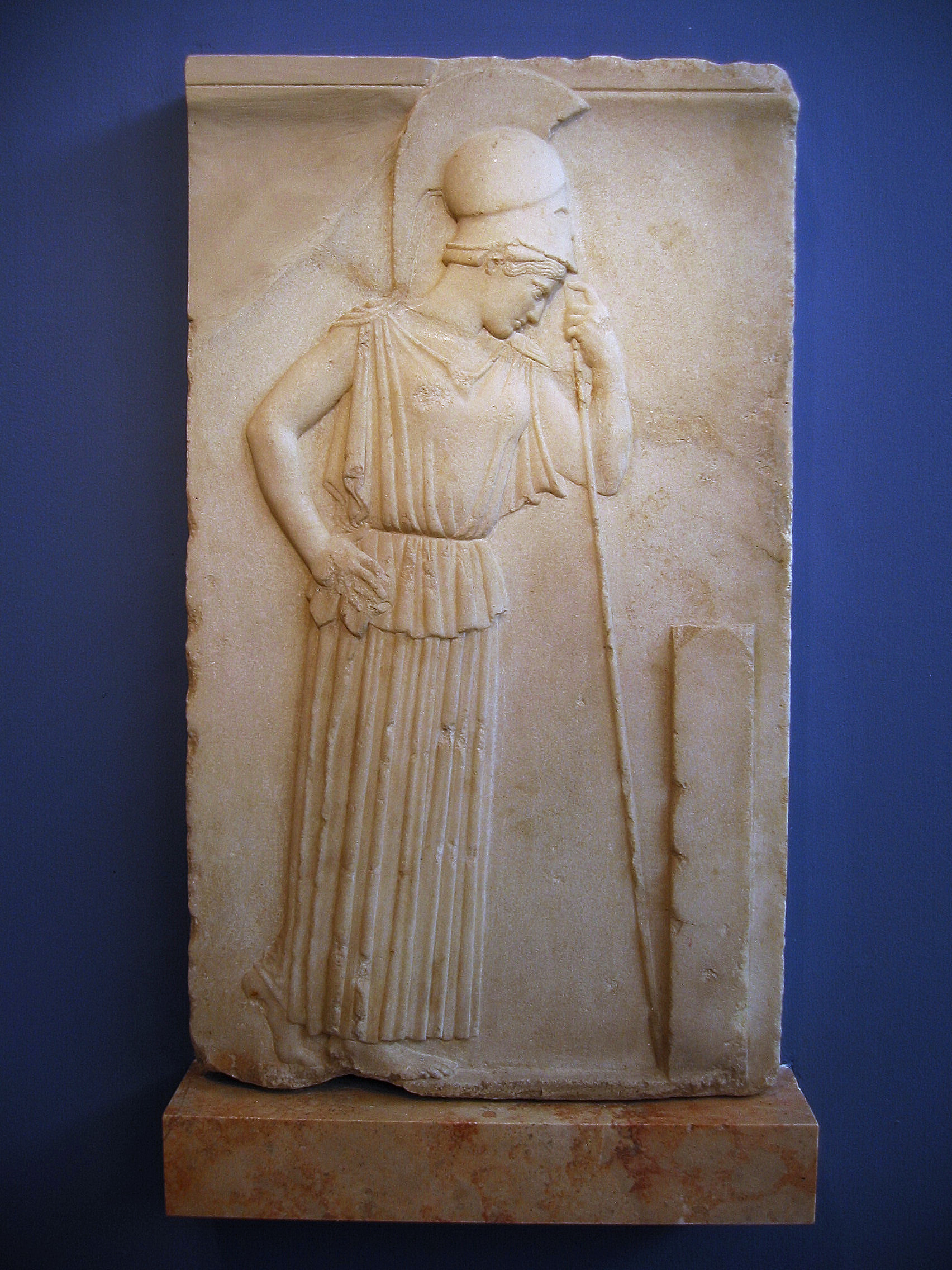
Atenea pensativa.

#### Afrodita o Venus
Afrodita-Venus, la diosa de la belleza y el amor, nació la espuma del mar (en el episodio en que Cronos-Saturno -el tiempo- cortó los testículos de su padre Urano -el cielo-) y sobre la concha de una venera llegó a las costas de Chipre. Fue la vencedora del juicio de París, llevándose la manzana dorada de Discordia que también pretendían Juno y Atenea (para lo que tuvieron que desnudarse -en el trance de desnudarse o vestirse se la representa muy a menudo-). Zeus la casó con el más feo de los dioses (Hefaistos-Vulcano, al que debía la forja de sus rayos), pero tuvo amores ilícitos con Ares-Marte (la guerra) de los que nació Eros-Cupido. Entre sus atributos están muchos animales (la cabra, la tortuga, la liebre, el delfín, y especialmente aves -la paloma, la golondrina, el cisne, el gorrión-), las flores, árboles y frutos (especialmente la manzana, la rosa, el mirto, el orégano, el espárrago -en general los olorosos o de forma peculiar, a los que se atribuyen virtudes afrodisíacas, también se le consagraban bosques y jardines-), el lapislázuli, el ceñidor (o cinturón de Afrodita) y el espejo. Se distingue su aspecto de Afrodita Urania ("celestial" o espiritual, que representaba el amor puro -de cuerpo y alma-, para la que no se usaban las libaciones de vino) del de Afrodita Pandemos (la "de todos", que representaba el amor carnal, lujurioso). Esa dicotomía se reinterpretó en la civilización cristiana (Amor sacro y amor profano -significativamente, desnuda en el sacro y vestida en el profano-). Comparte muchas características y atributos de otras diosas del ámbito mediterráneo (todas ellas identificadas con el planeta Venus), como Astarté-Ishtar.

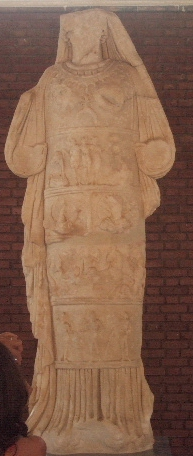
Afrodita de Afrodisias.
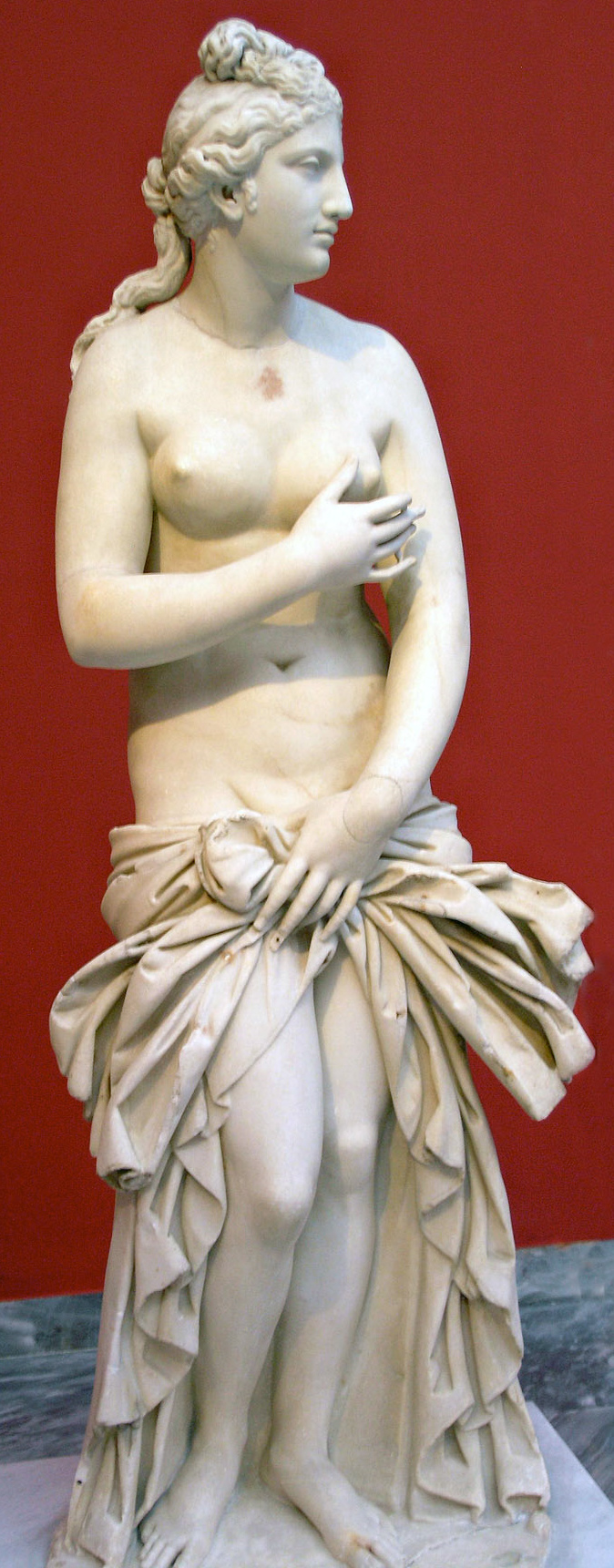
Afrodita de Siracusa o Afrodita púdica,[11] de Praxíteles.
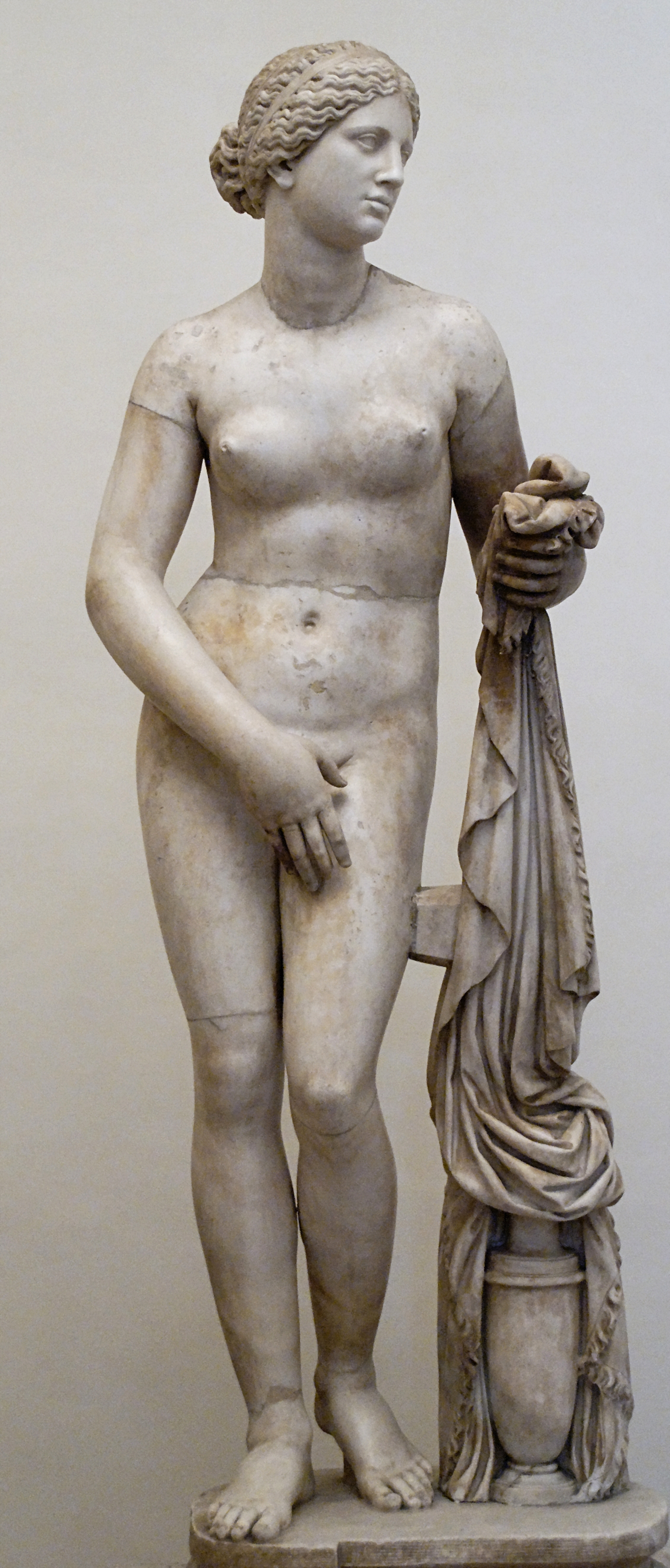
Afrodita de Cnido, de Praxíteles.
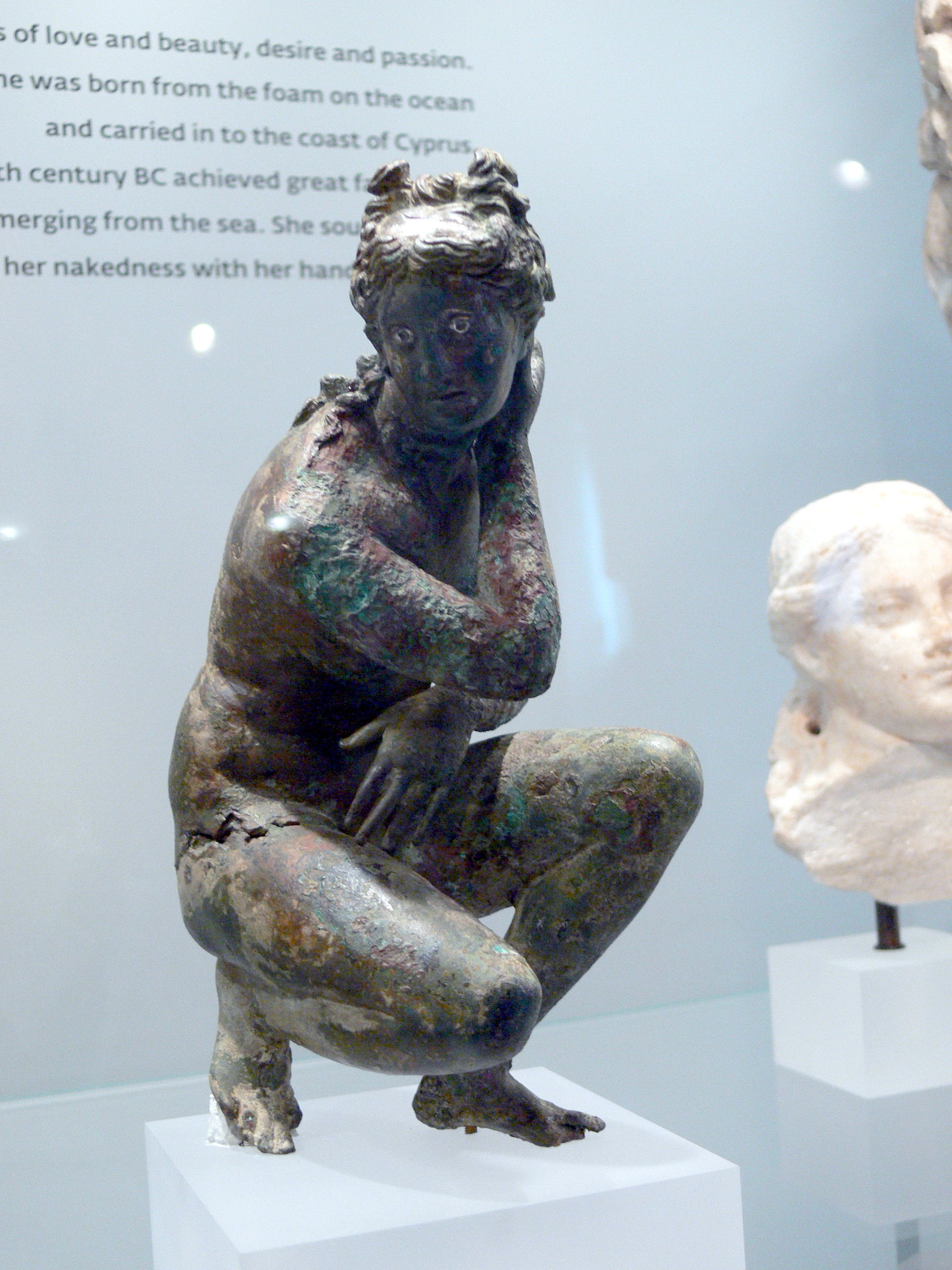
Afrodita acurrucada (Venus lavándose o "agachada"),[12] de Doidalsas de Bitinia.
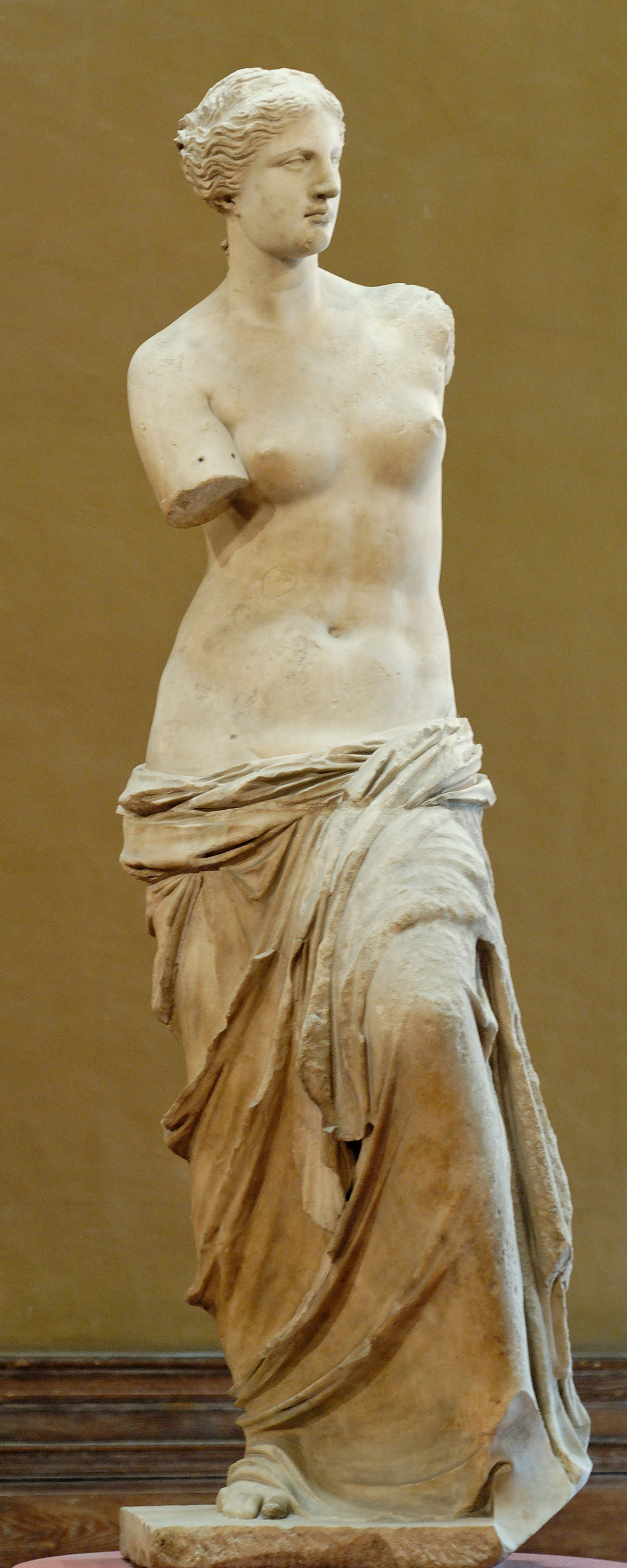
Venus de Milo, helenística.
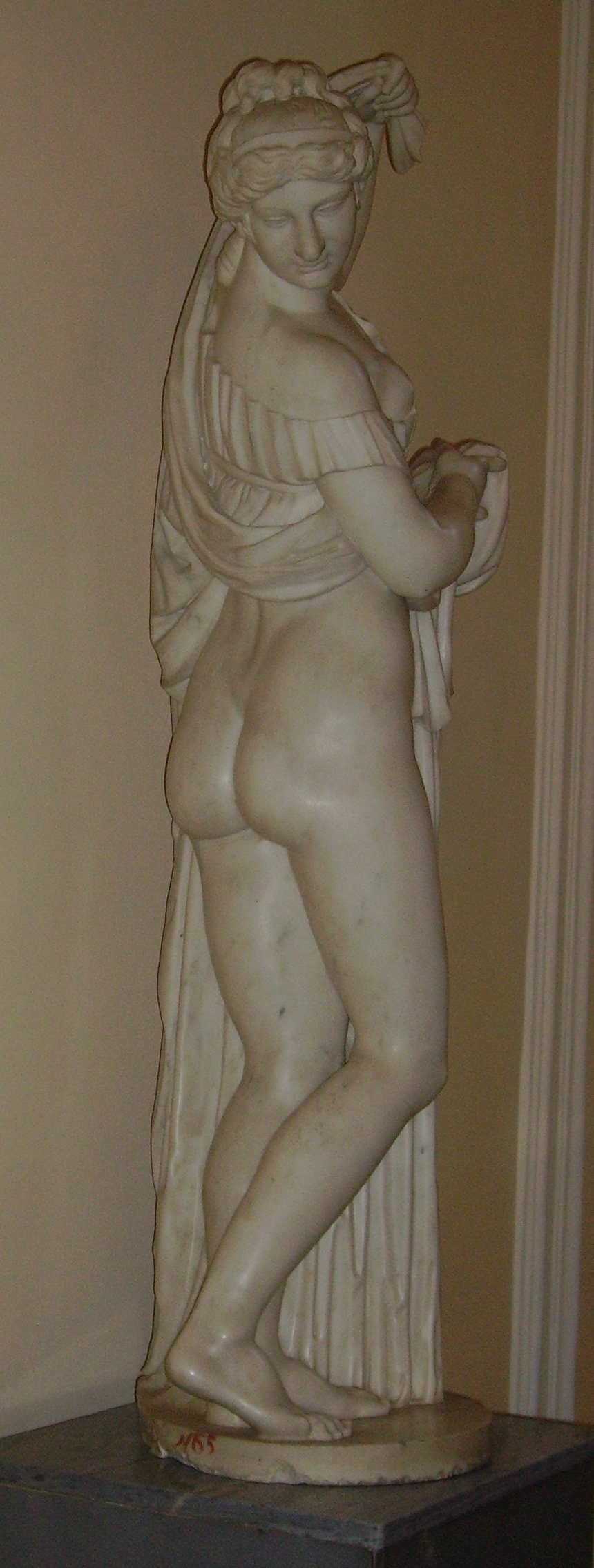
Venus Calipigia ("de las bellas nalgas").
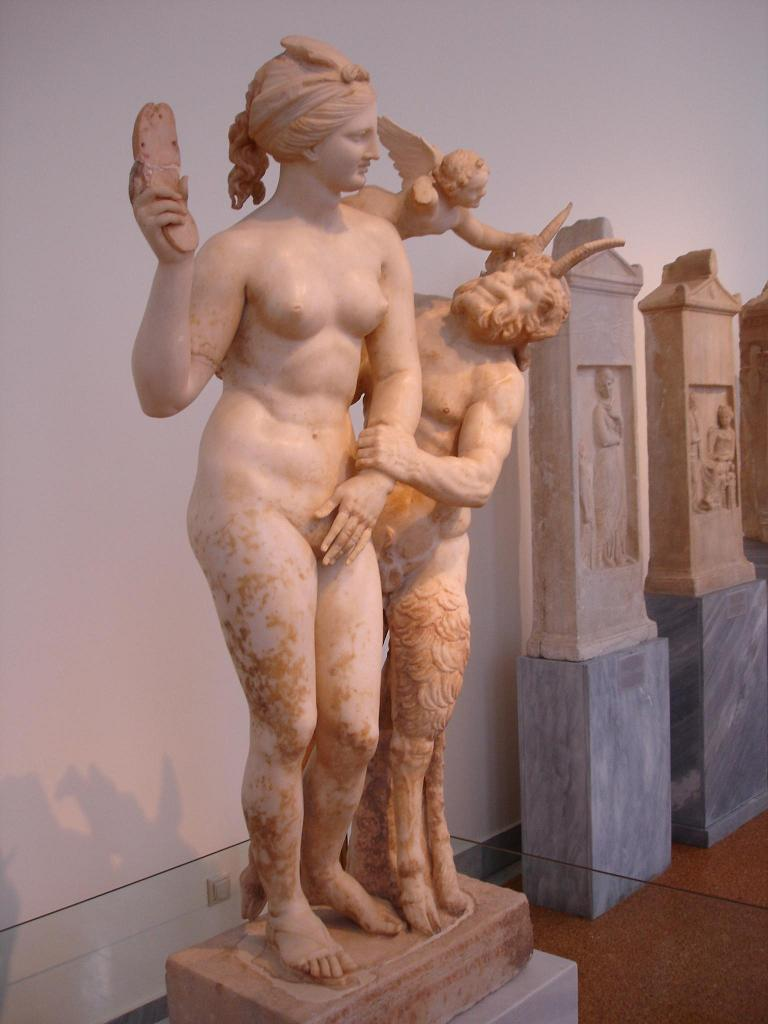
Grupo de Afrodita, Pan y Eros (helenística, siglo I).

#### Poseidón o Neptuno
Poseidón-Neptuno tiene como atributo el tridente (instrumento de pesca que usa para remover el mar -tempestades- o la tierra -terremotos-) y el caballo (los que tiraban de su carro cabalgaban sobre el mar o en las profundidades (donde vive en su palacio submarino), por lo que se les representa como hipocampos -mitad caballo, mitad pez- o incluso como caballito de mar). También está asociado a cualquier animal marino (como los delfines) y a algunos terrestres, como los toros.

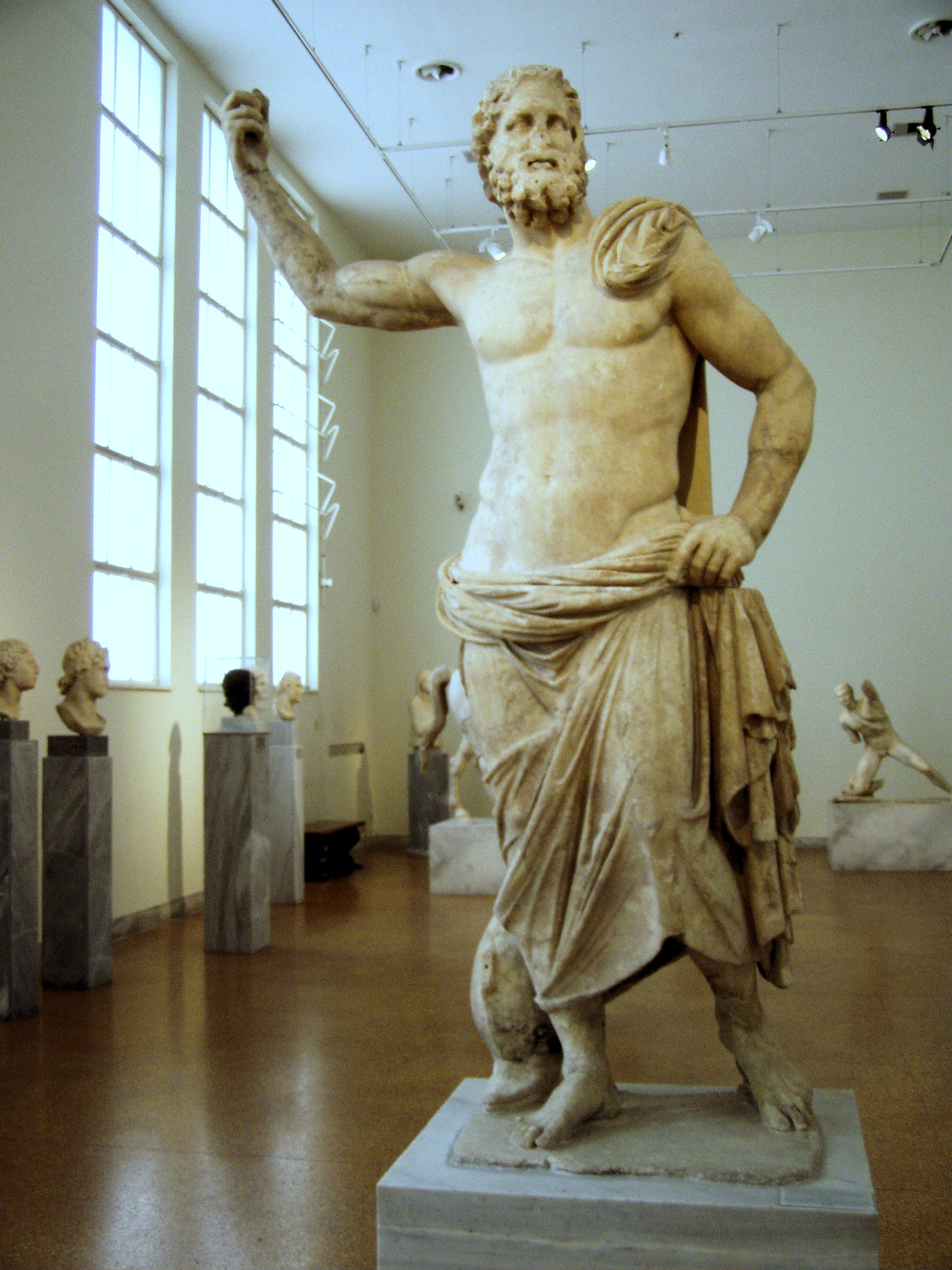
Estatua griega de Poseidón.
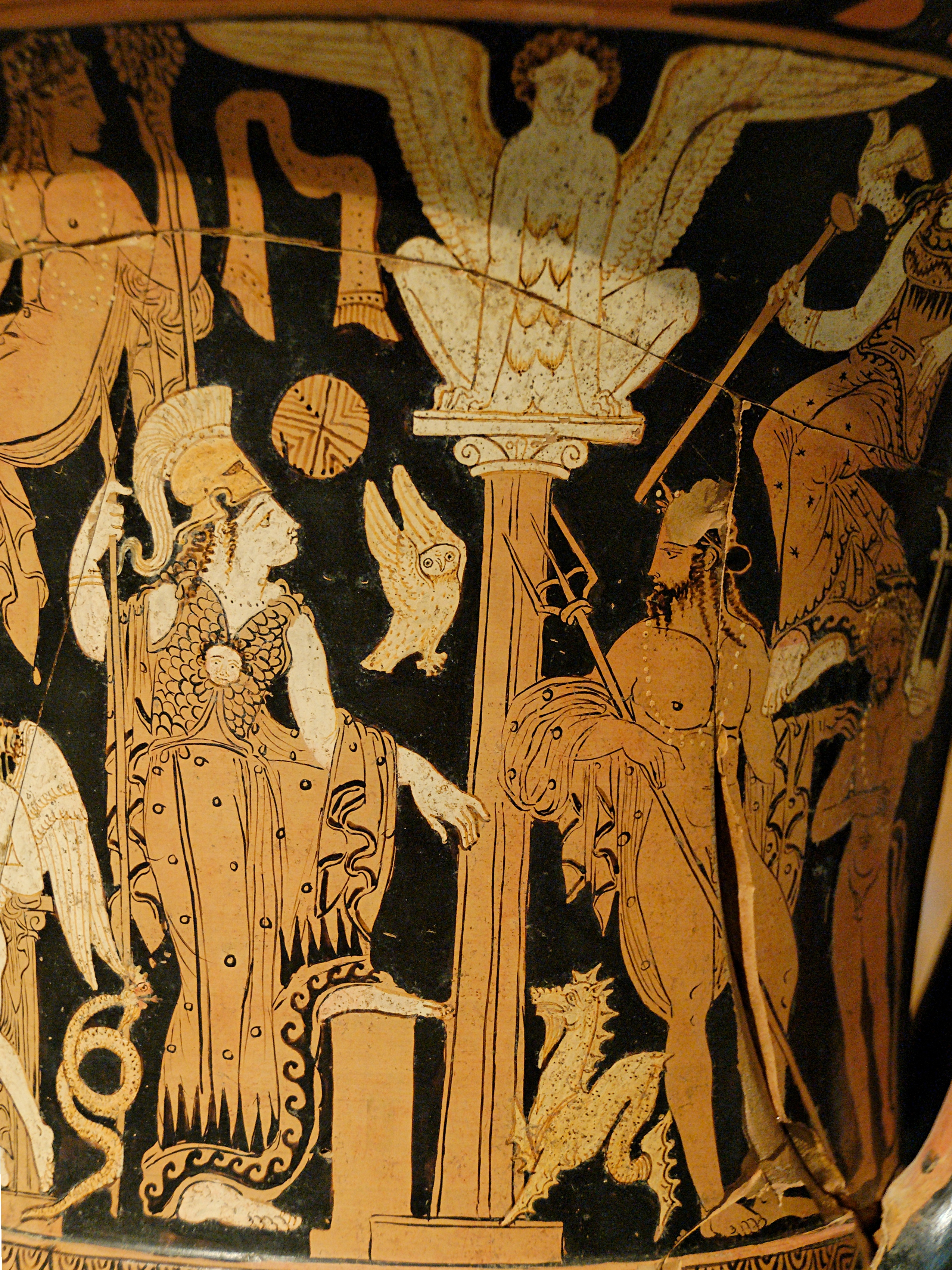
Poseidón junto a Atenea (los dos dioses que se disputaron el patronazgo de Atenas) en una crátera griega.
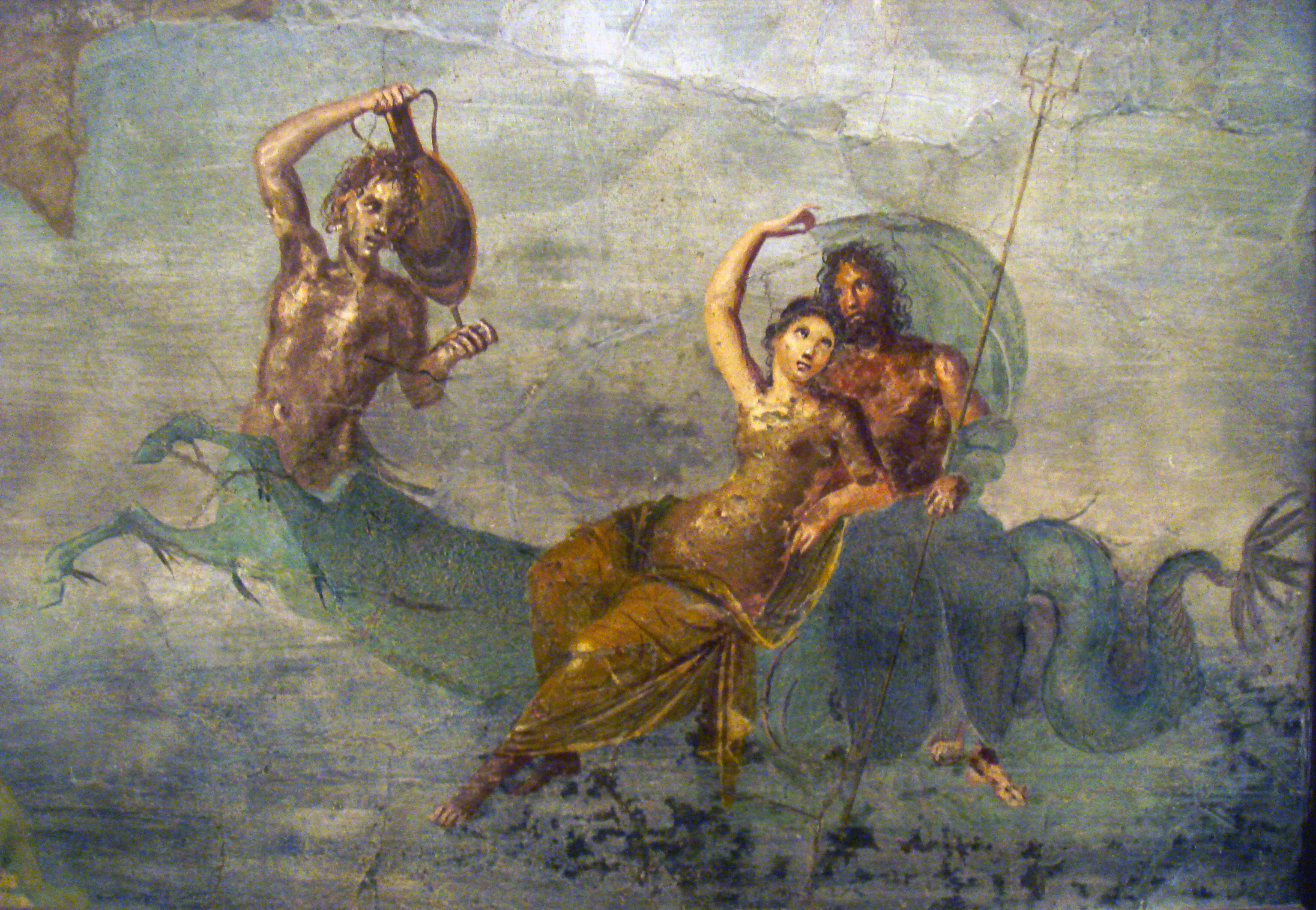
Neptuno con su esposa Anfítrite sobre un hipocampo, en un fresco romano.
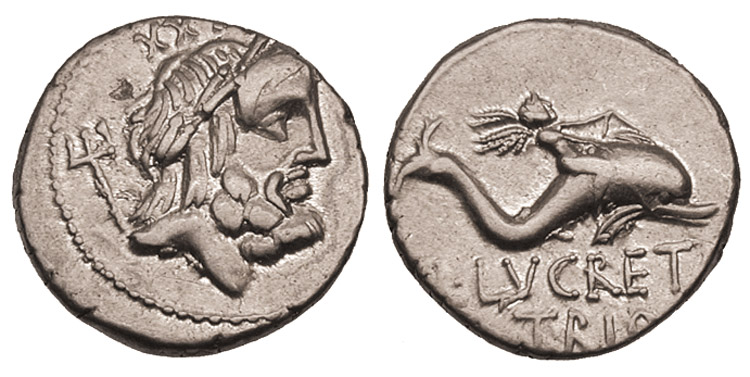
Denario romano con la efigie y símbolos de Neptuno.
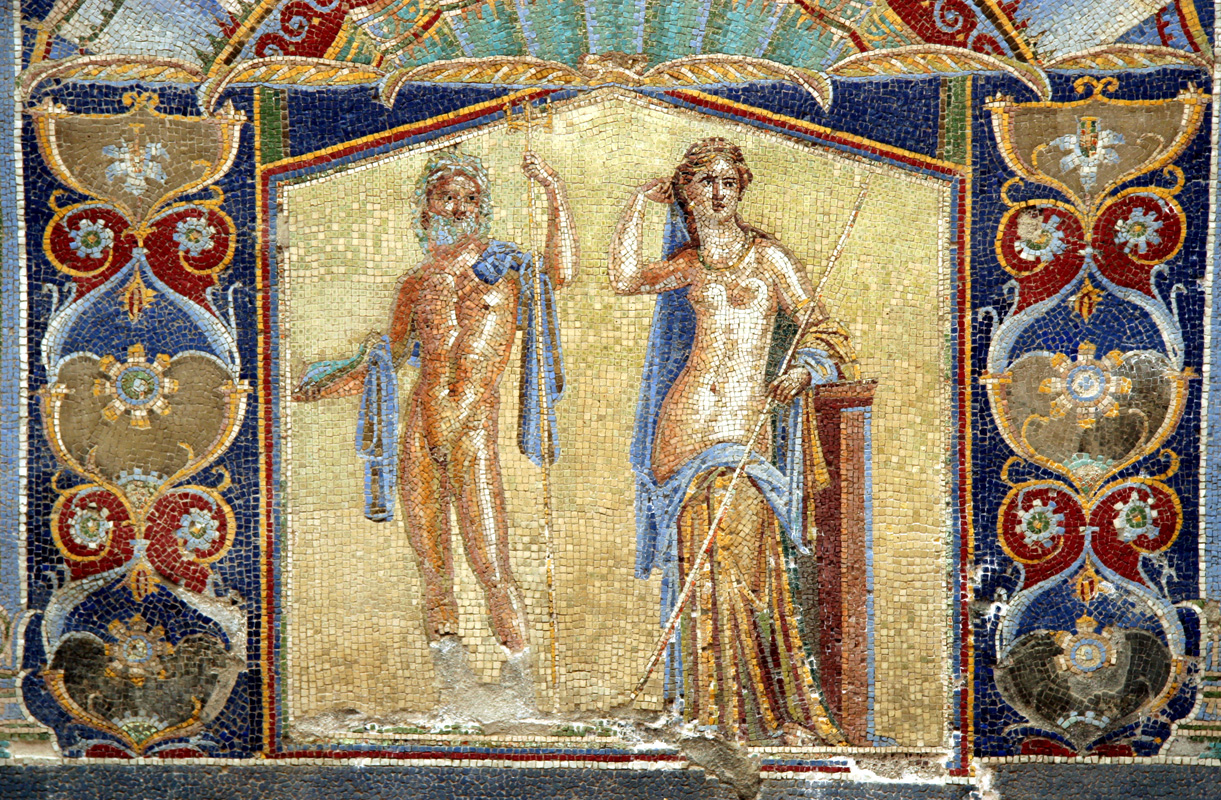
Mosaico de Neptuno y Anfítrite, en Herculano.
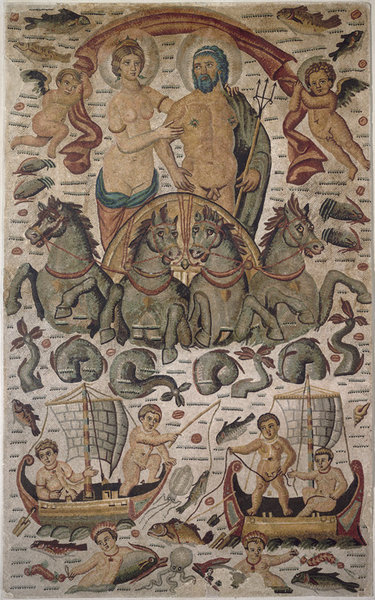
Mosaico del triunfo de Neptuno y Anfítrite, procedente de Cirta.

#### Hades o Plutón
A Hades-Plutón, el soberano de los muertos del inframundo, se le representa muy a menudo entronizado, o en un carro de caballos negros y riendas doradas, junto a la diosa que raptó para convertir en su esposa: Perséfone-Proserpina. La relación de ésta con su madre, Deméter-Ceres; y mitos paralelos de descenso a los infiernos (Nekyia), como el de Orfeo y Eurídice, son también muy reflejados en el arte y la literatura, pues ilustran el tópico de lo invencible del amor. Hades es habitualmente representado con el rostro oscurecido o velado (el "casco de Hades" que le hace invisible), con una cornucopia o con corona de oro, un cetro o una lanza de dos puntas. Un atributo suyo es la llave, como símbolo de su custodia del mundo de los muertos, del que no permite a nadie volver.

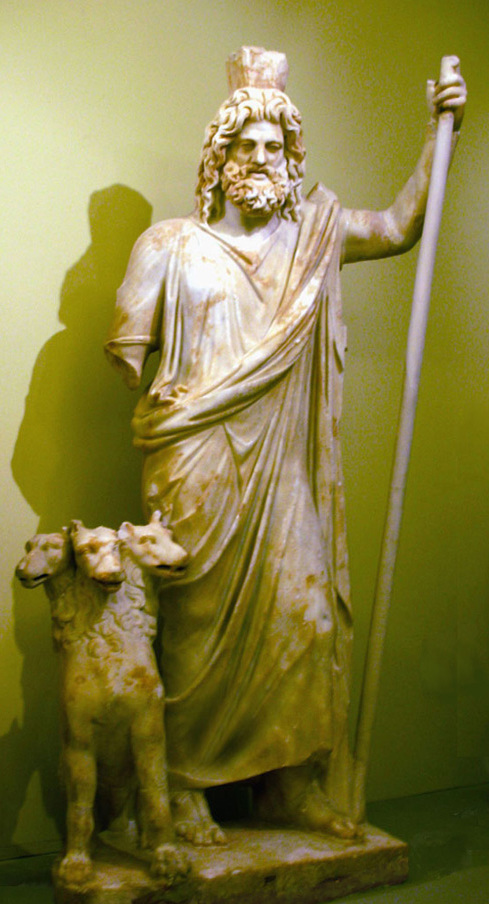
Hades y Cerbero.
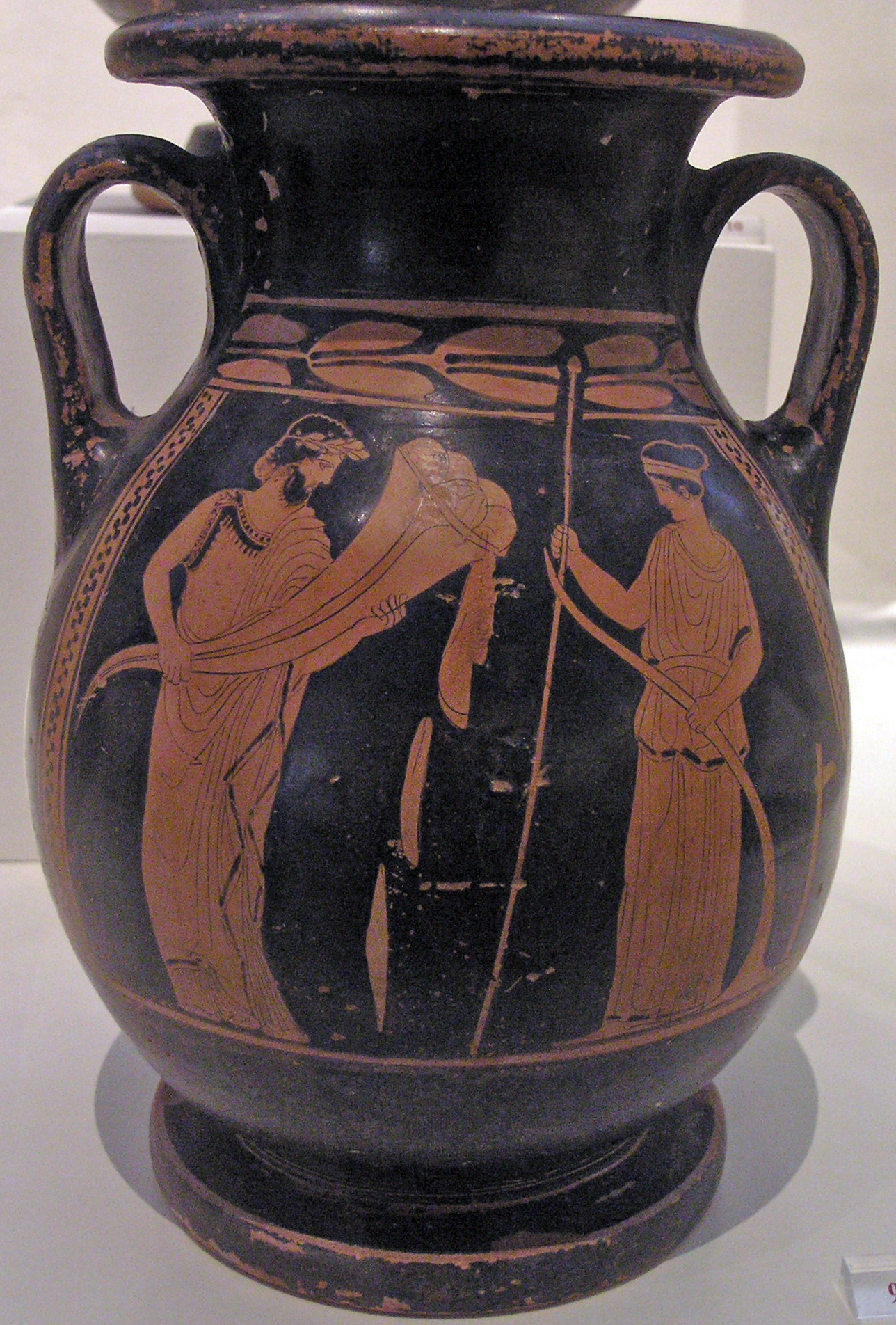
Pelike con Hades ofreciendo los frutos de su cornucopia a Deméter.
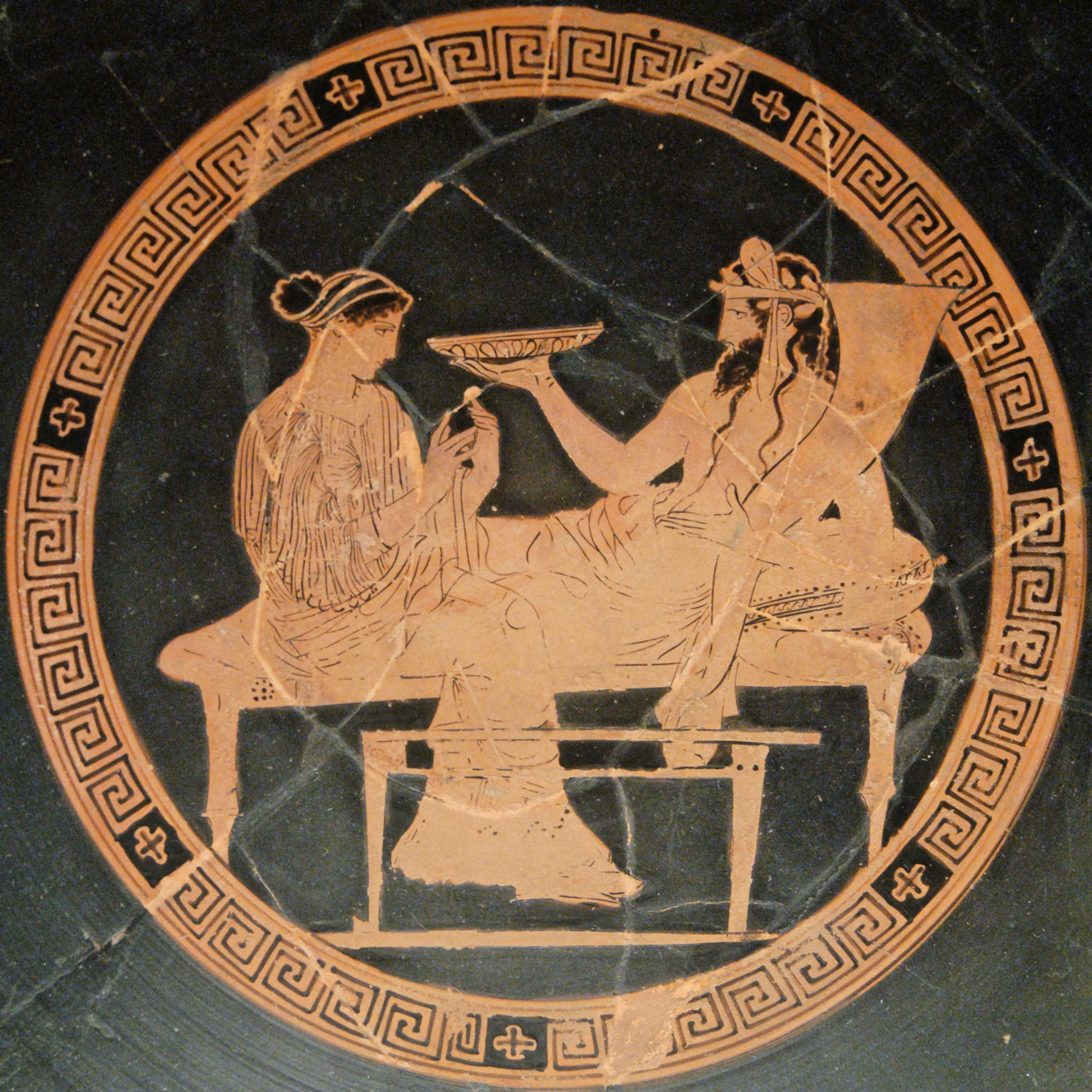
Kilix con Hades y Perséfone.
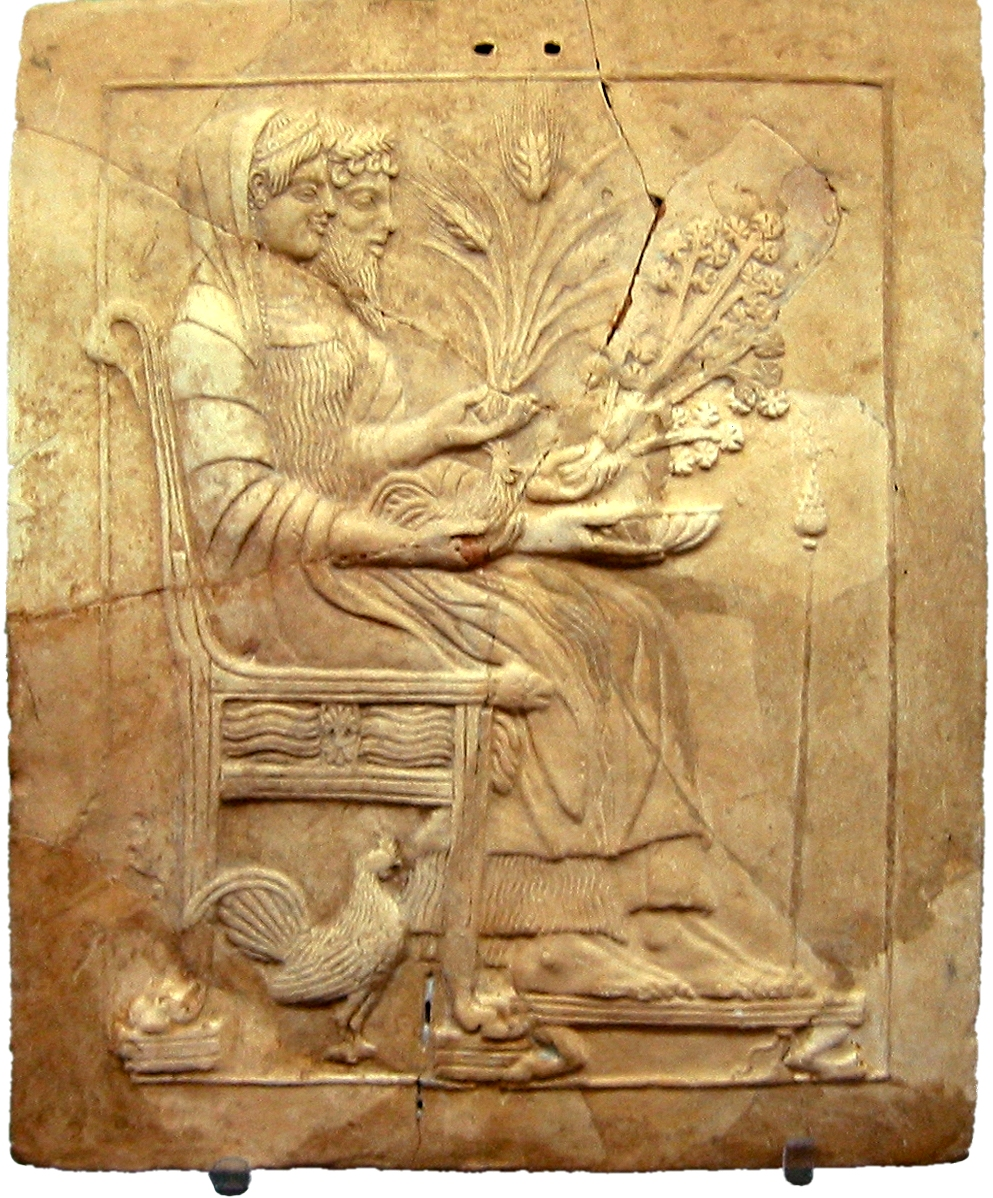
Pinax de Perséfone y Hades, procedente de Locri.

#### Ares o Marte
Ares-Marte, dios de la guerra, fue poco representado en Grecia (asociado a perros y buitres, a la antorcha y a las armas) y más en Roma (donde su atributo era el casco encrestado). Su arma principal es la lanza (su asociado sabino era Quirino -de quiris, "lanza"-).

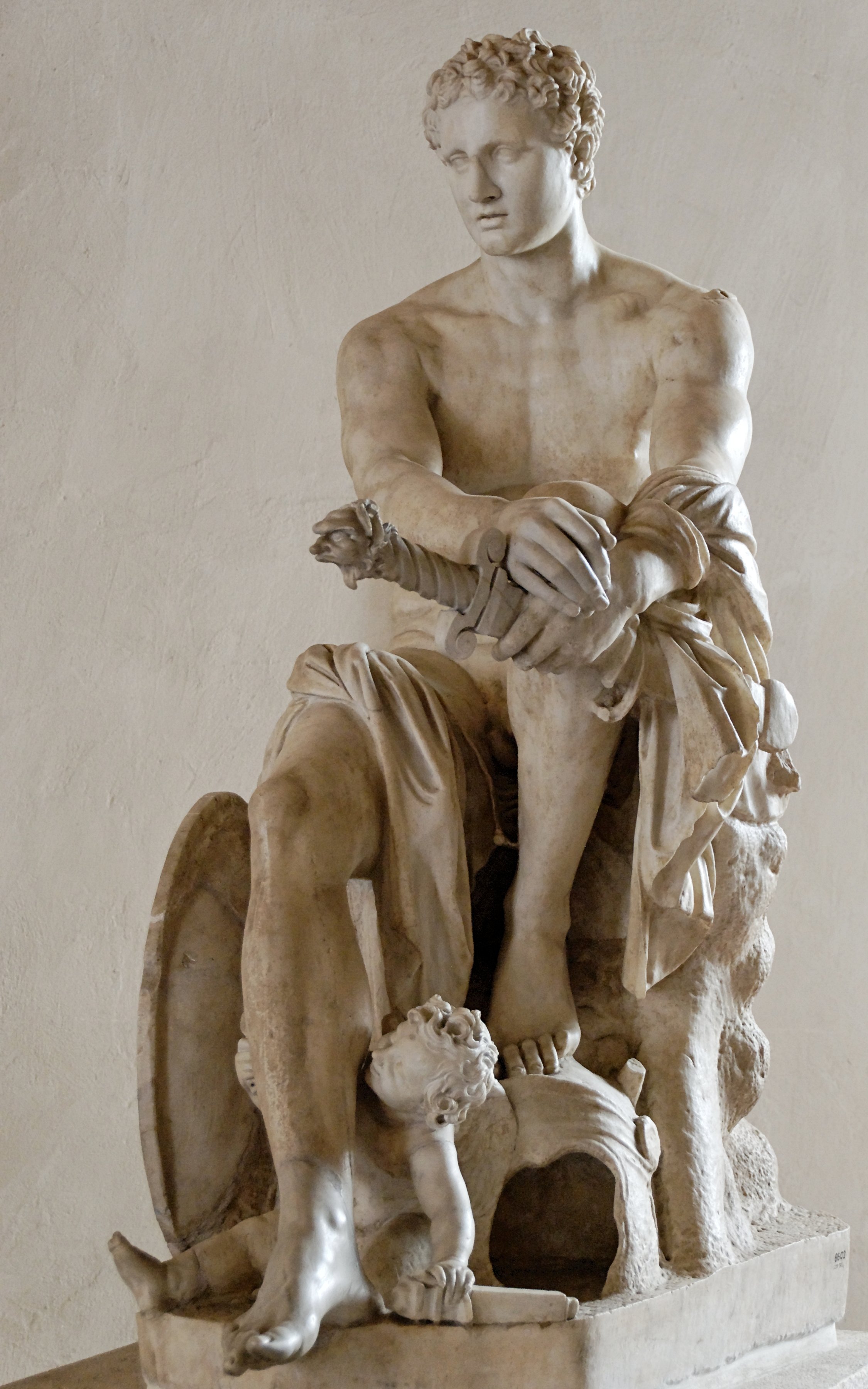
Ares Ludovisi.
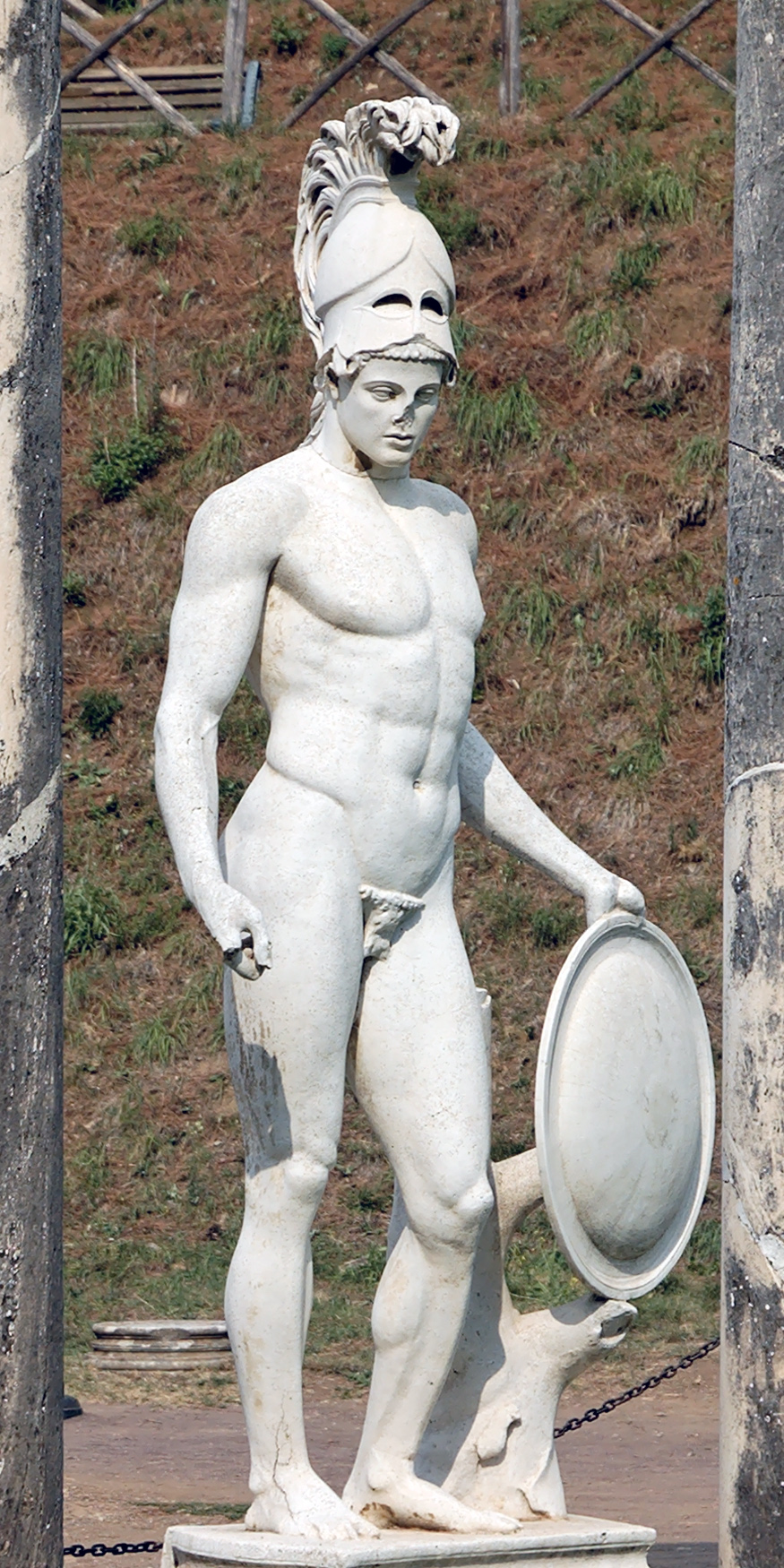
Marte del Canopus de Villa Adriana.
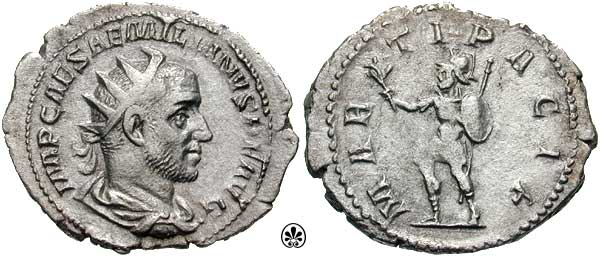
Marte representado en el anverso de una moneda romana.

#### Apolo o Febo
Apolo-Febo, el dios luminoso de la profecía, las artes y la salud (aunque sus flechas causan la peste), es representado como un joven en la plenitud de su vigor, pero imberbe. Los kuroi arcaicos son representaciones indistinguibles de Apolo o un vencedor de los juegos olímpicos. Su cabeza se rodea de un nimbo que simboliza al sol, y como atributos lleva la lira o cítara (de la que era consumado intérprete -competencia con el flautista Marsias-) y el laurel (planta en la que se convirtió su amada Dafne). Se asocia a las musas. Identificado con Helios, es también el dios del sol, y su carro tirado por caballos alados representa su trayectoria por el cielo.

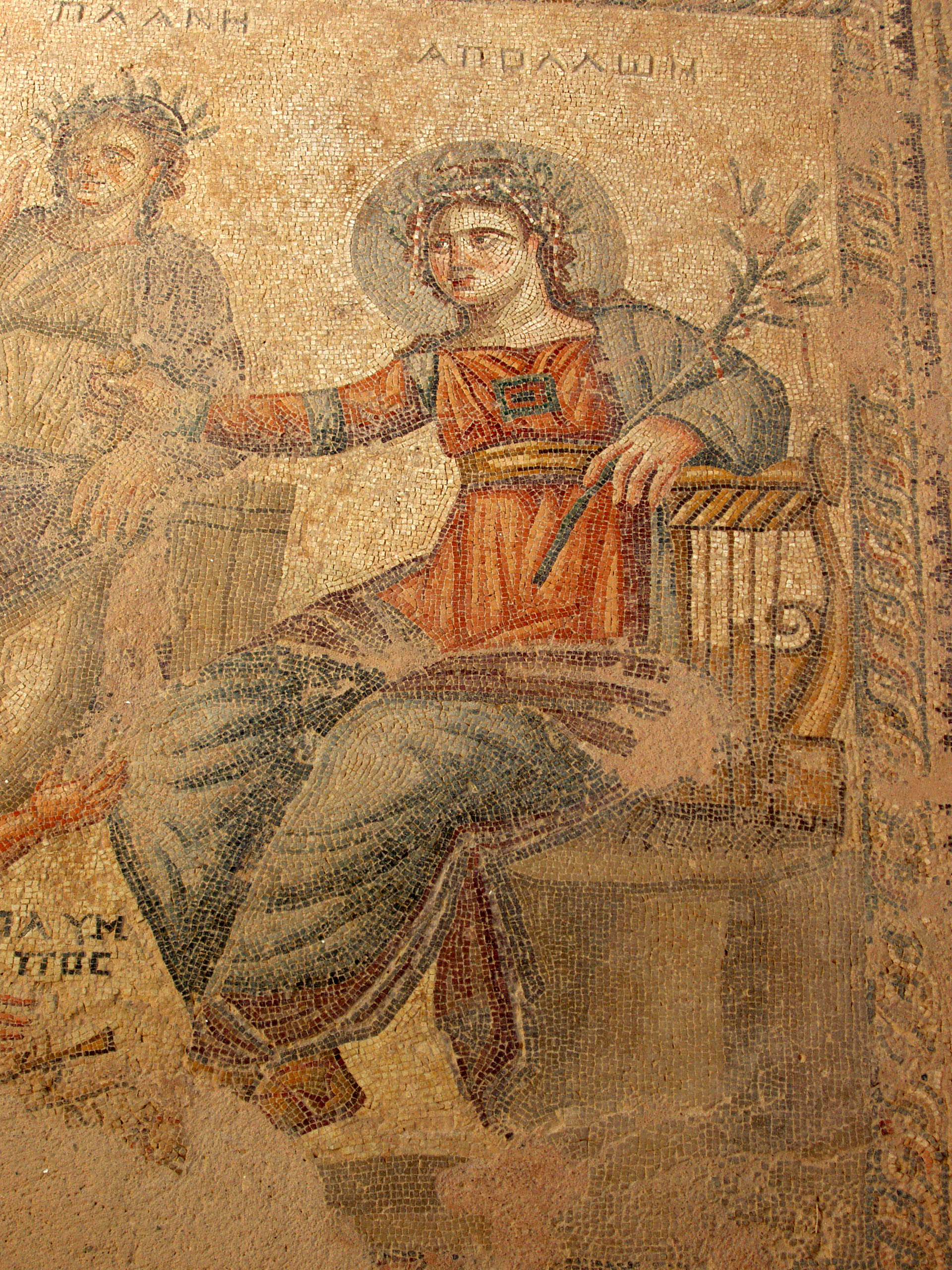
Mosaico con la figura de Apolo.
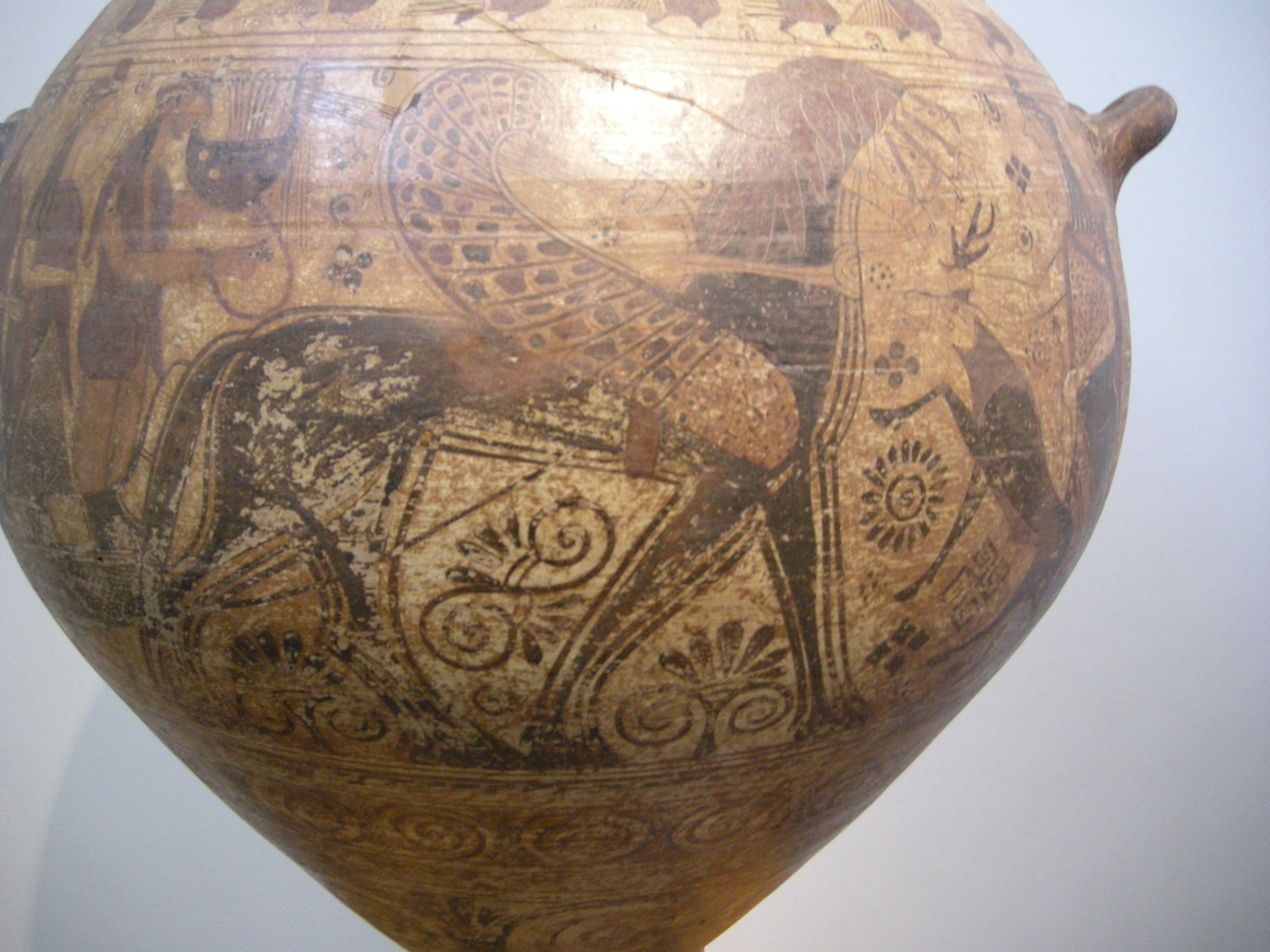
Apolo con su cítara y carro, en una crátera.
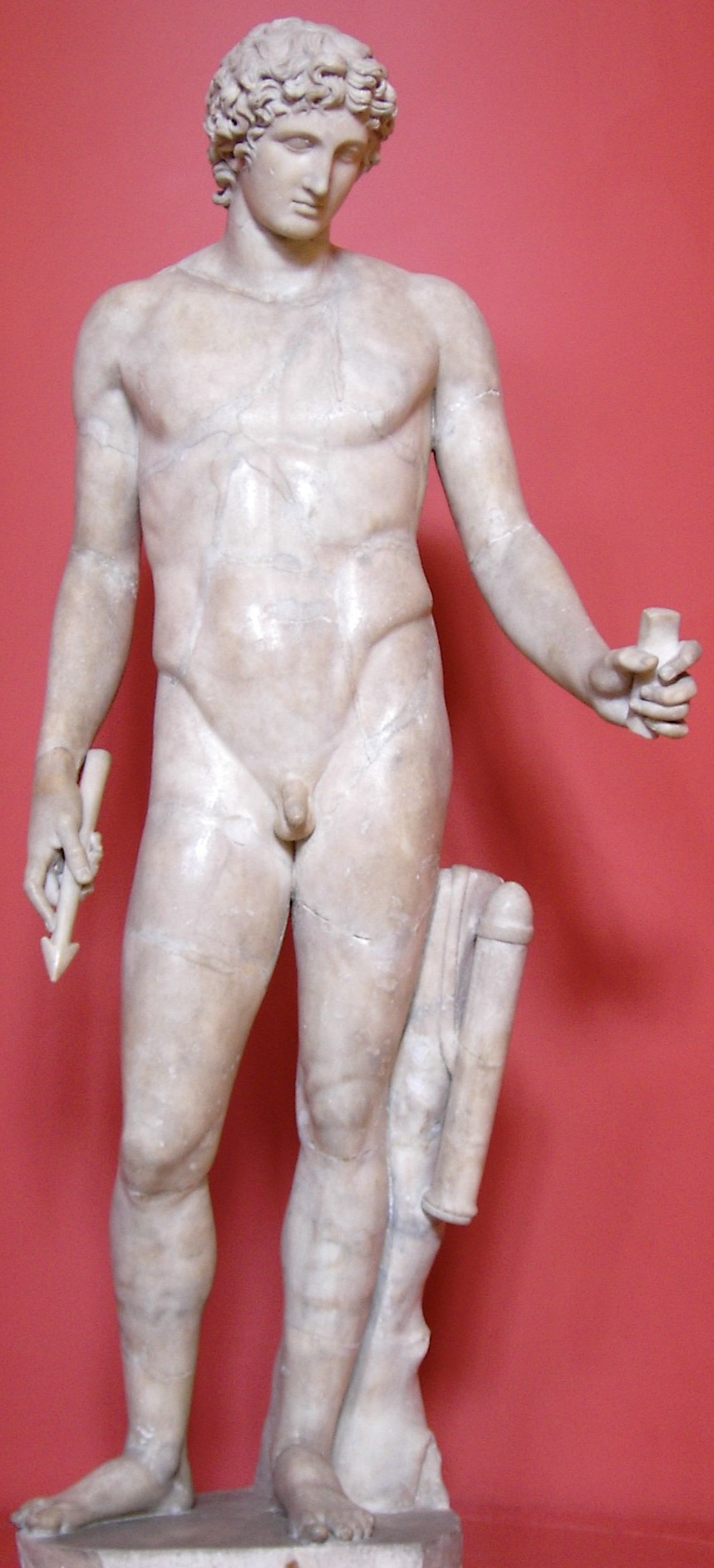
Apolo con arco y flecha.

#### Dionisos o Baco
Dionisos-Baco, el dios del vino, es representado como un joven andrógino, indolente y entregado a los placeres (en muy raras ocasiones -como el Dionisos pseudo-Sardanápalo- se representa con barba). Se le asocia a la vid y la hiedra (que adornan su tirso -un cetro o bastón fálico rematado por una piña-), y a animales como la pantera o leopardo (que tiraba de su carro), la serpiente y el toro. Se le asocia a las divinidades menores de los bosques, como los sátiros y las ninfas. Su kántharos no podía ser vaciado por más que se bebiera de él. En la interpretación moderna de los dos extremos que caracterizan a la cultura clásica, Dionisos es el reverso de Apolo (lo dionisíaco frente a lo apolíneo). En Roma terminó por asociarse también a Liber, dios plebeyo. Al asociarse a ritos de muerte y la resurrección, aparece a menudo en los sarcófagos.

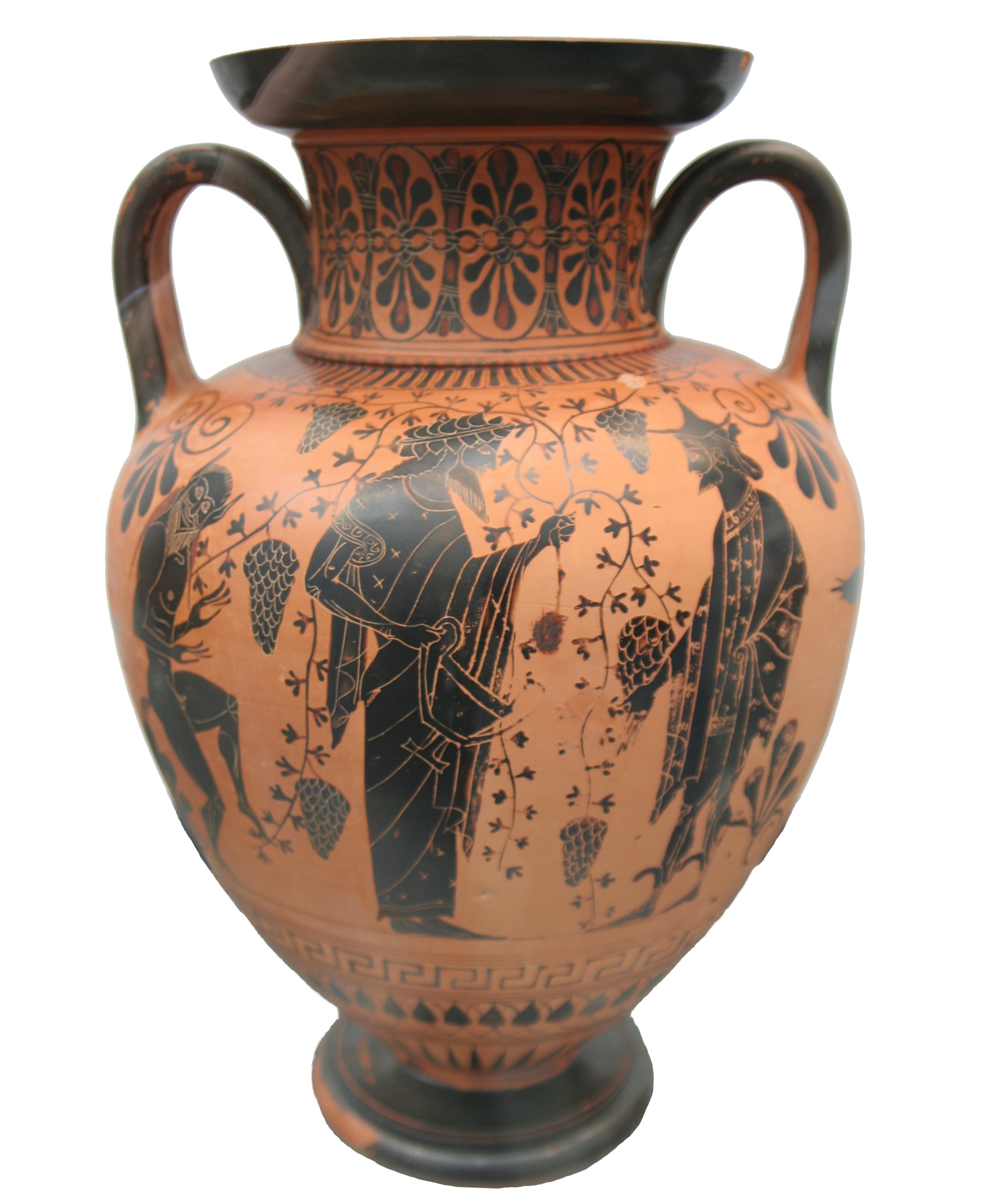
Un sátiro danzante, Dionisios y Hermes, en un ánfora.
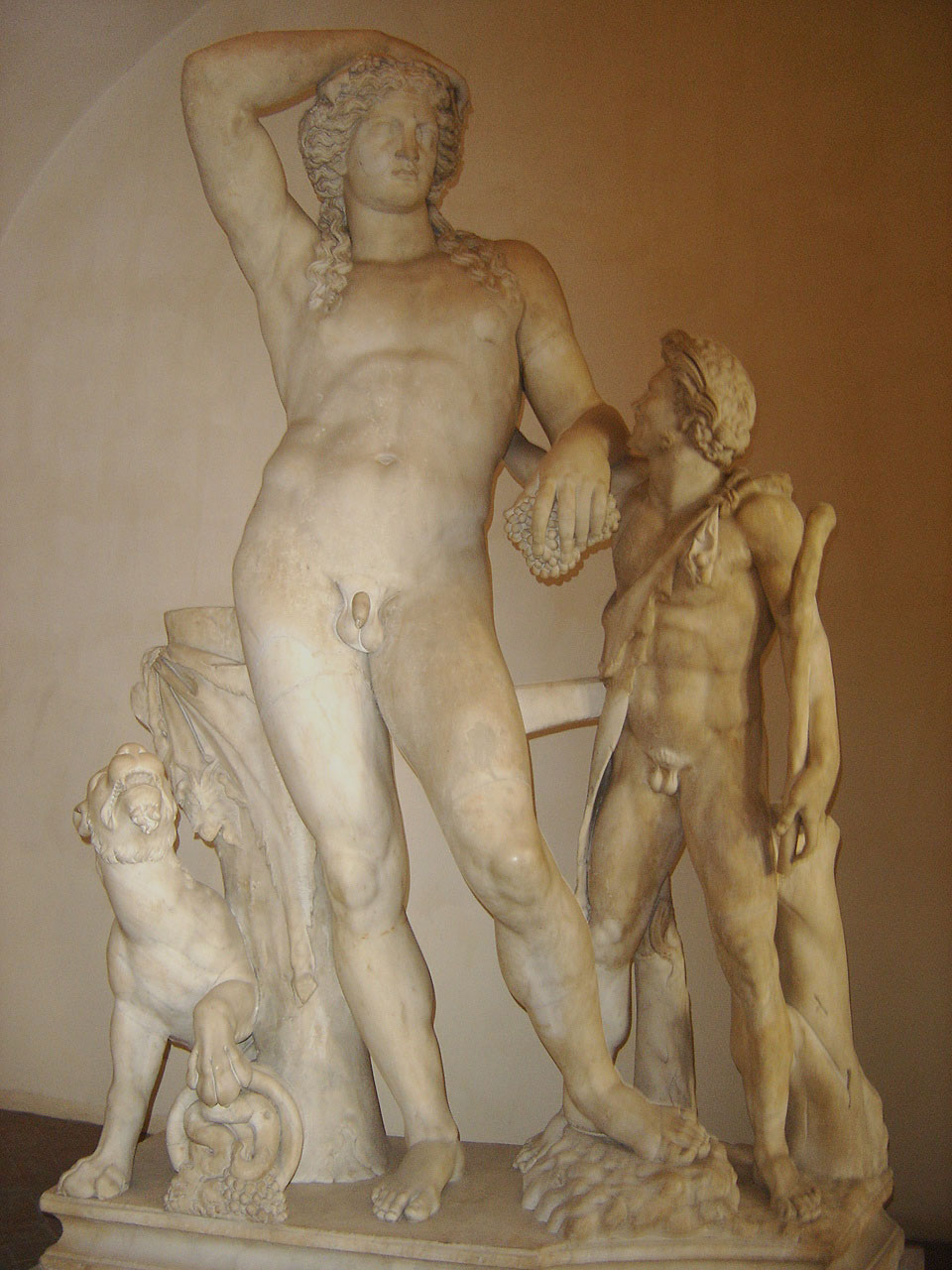
Dionisos Ludovisi, una escultura helenística.
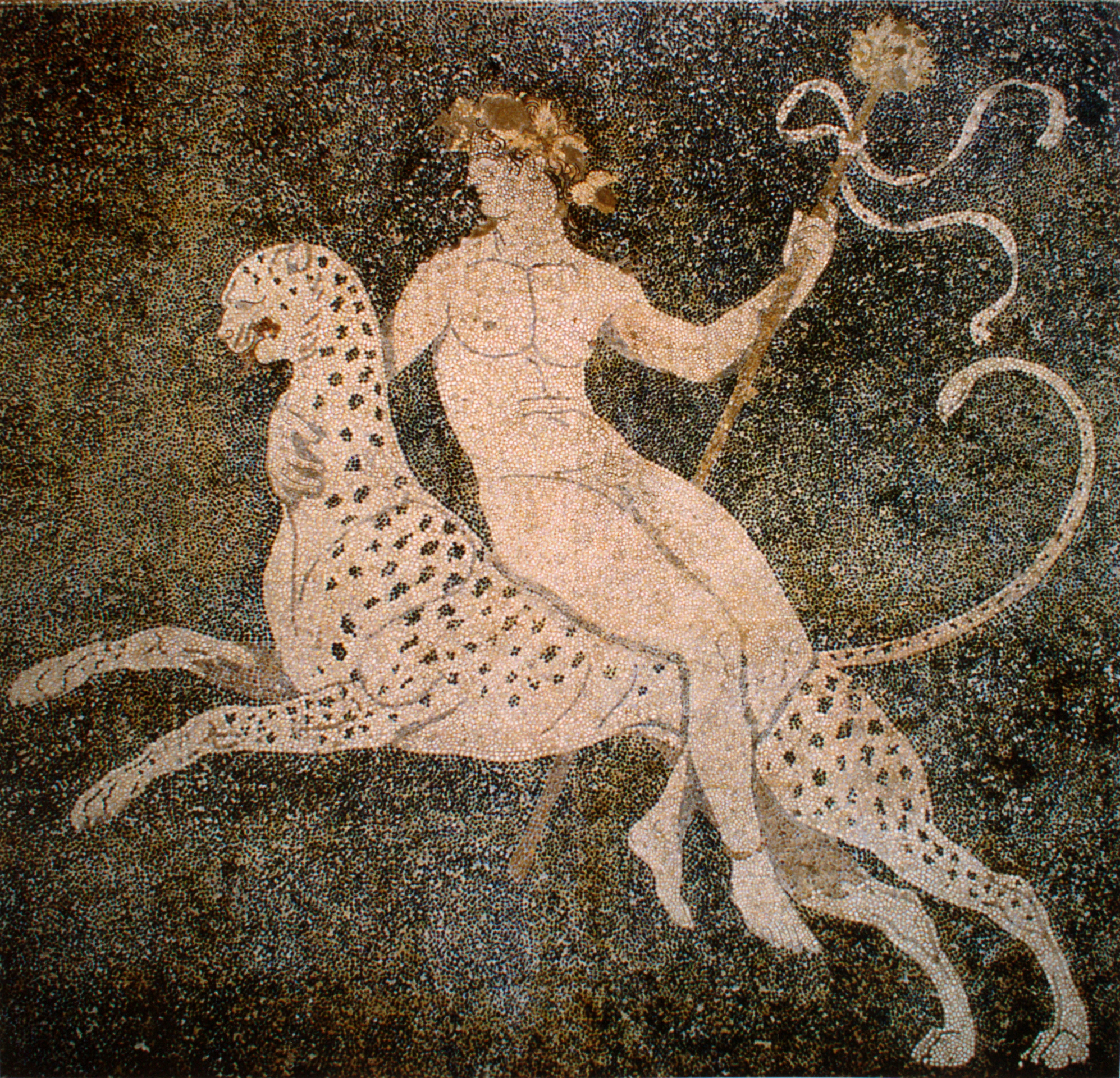
Dionisos, con su tirso, monta un leopardo en un mosaico de Pella.
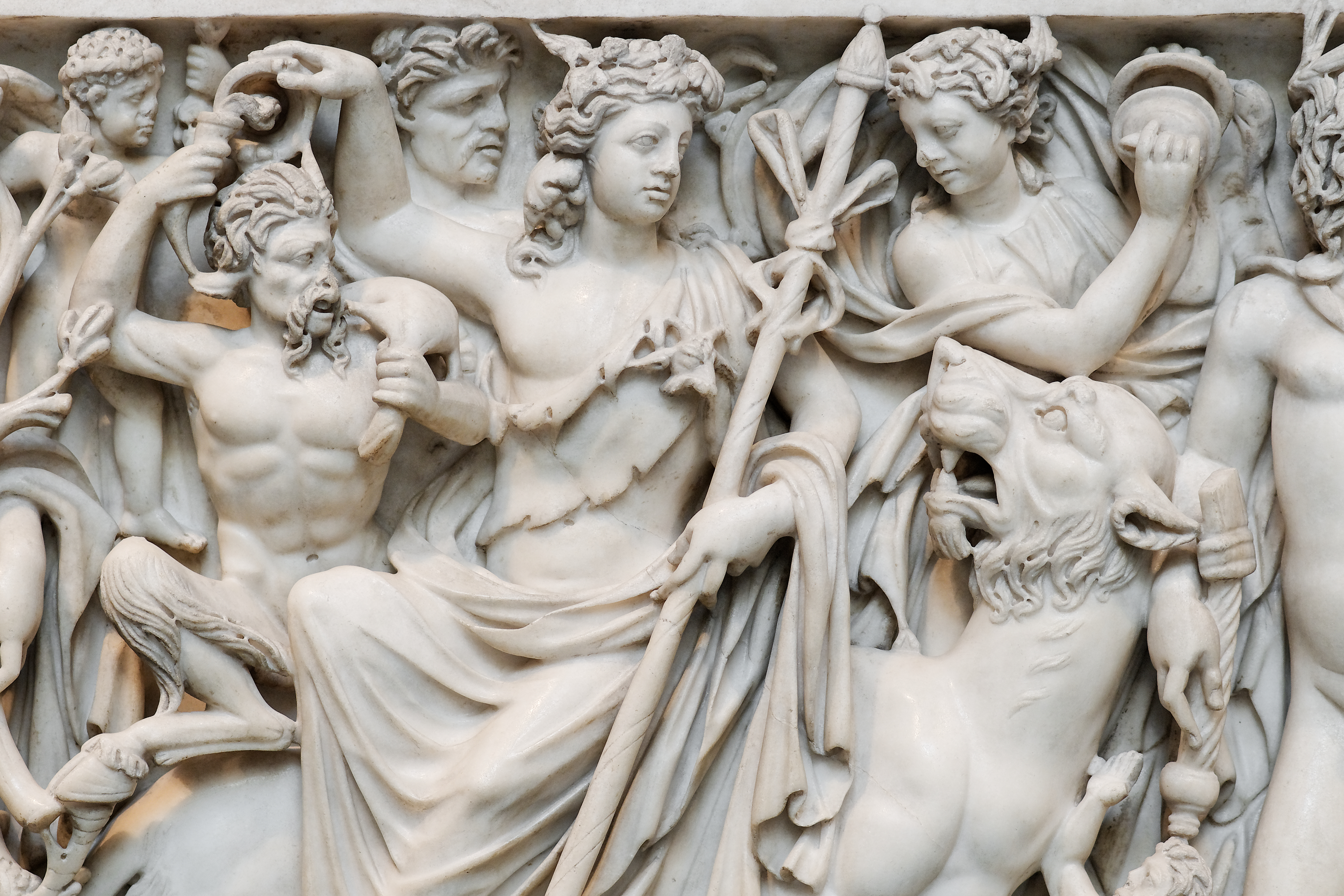
Triunfo de Dionisos en un sarcófago romano del bajo imperio.

#### Hermes o Mercurio
Hermes-Mercurio, dios de los viajeros, comerciantes y ladrones (categorías poco diferenciadas en la Antigüedad), tiene como símbolos iconográficos el caduceo (vara en la que se enroscan dos serpientes), el petasos (sombrero de viaje) y talaria (sandalias aladas).

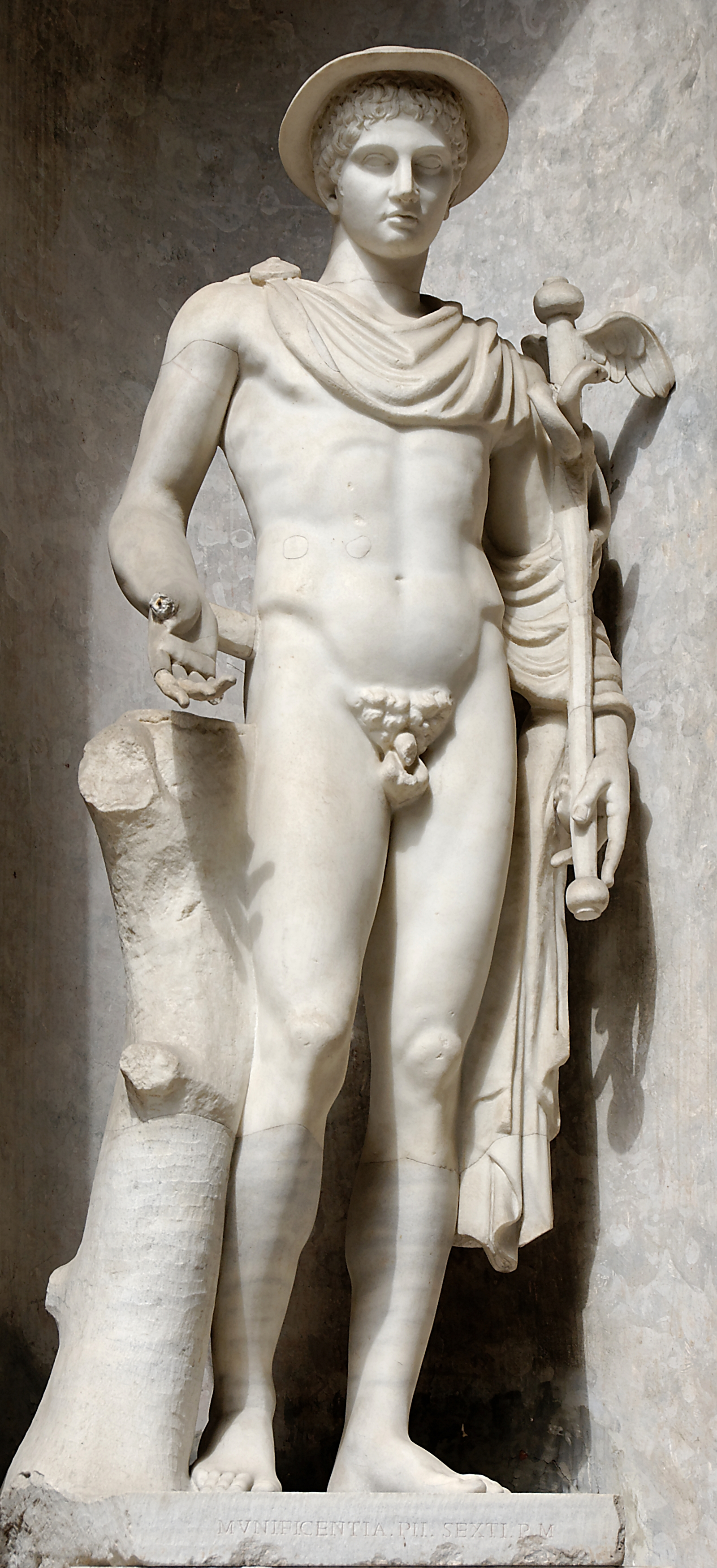
Hermes Ingenui, copia romana de un original griego del siglo V.
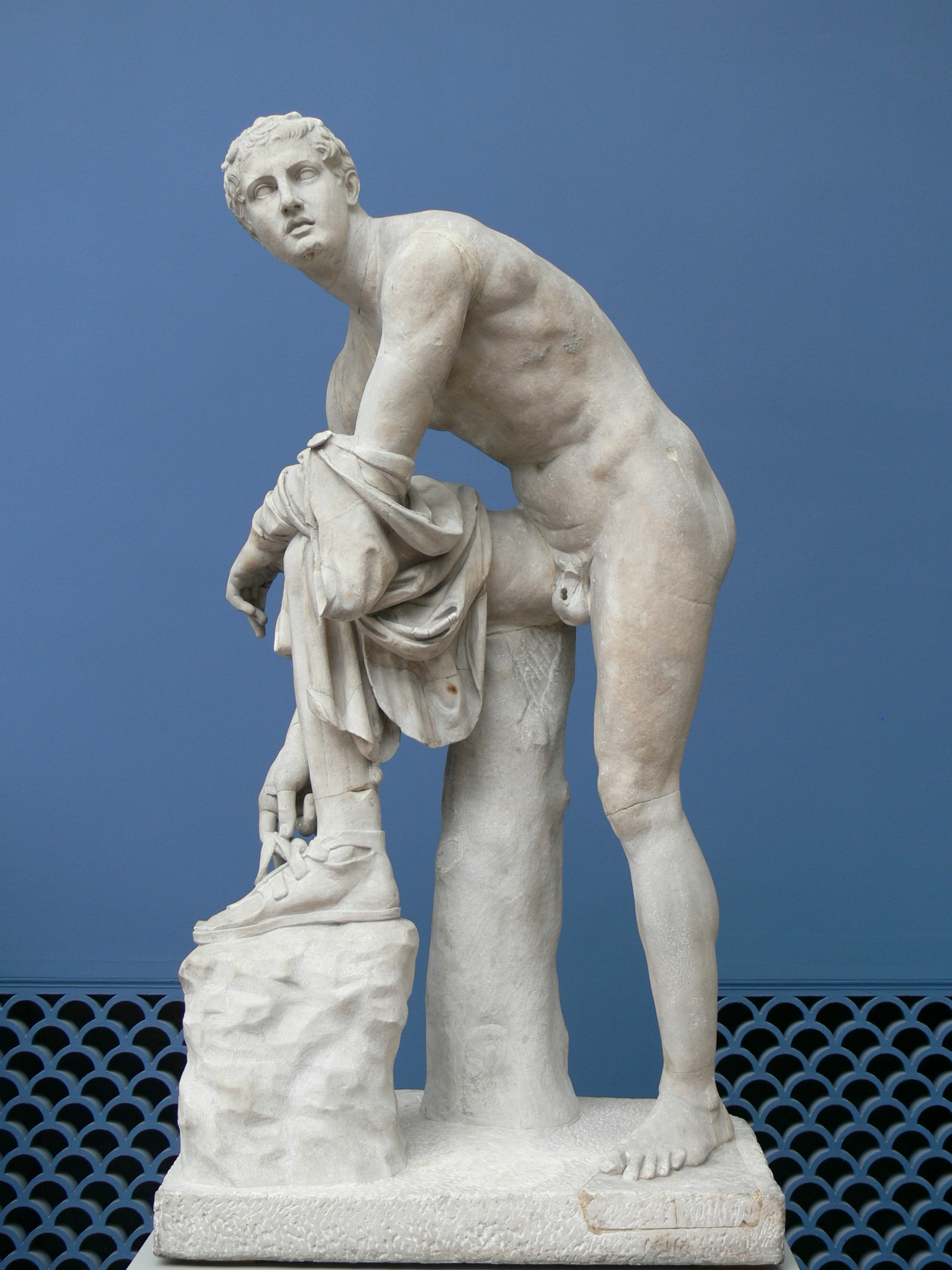
Hermes se calza sus sandalias, atento a una orden de Zeus, de quien es mensajero. Copia romana de un original de Lisipo. También ha sido interpretado como Jasón.
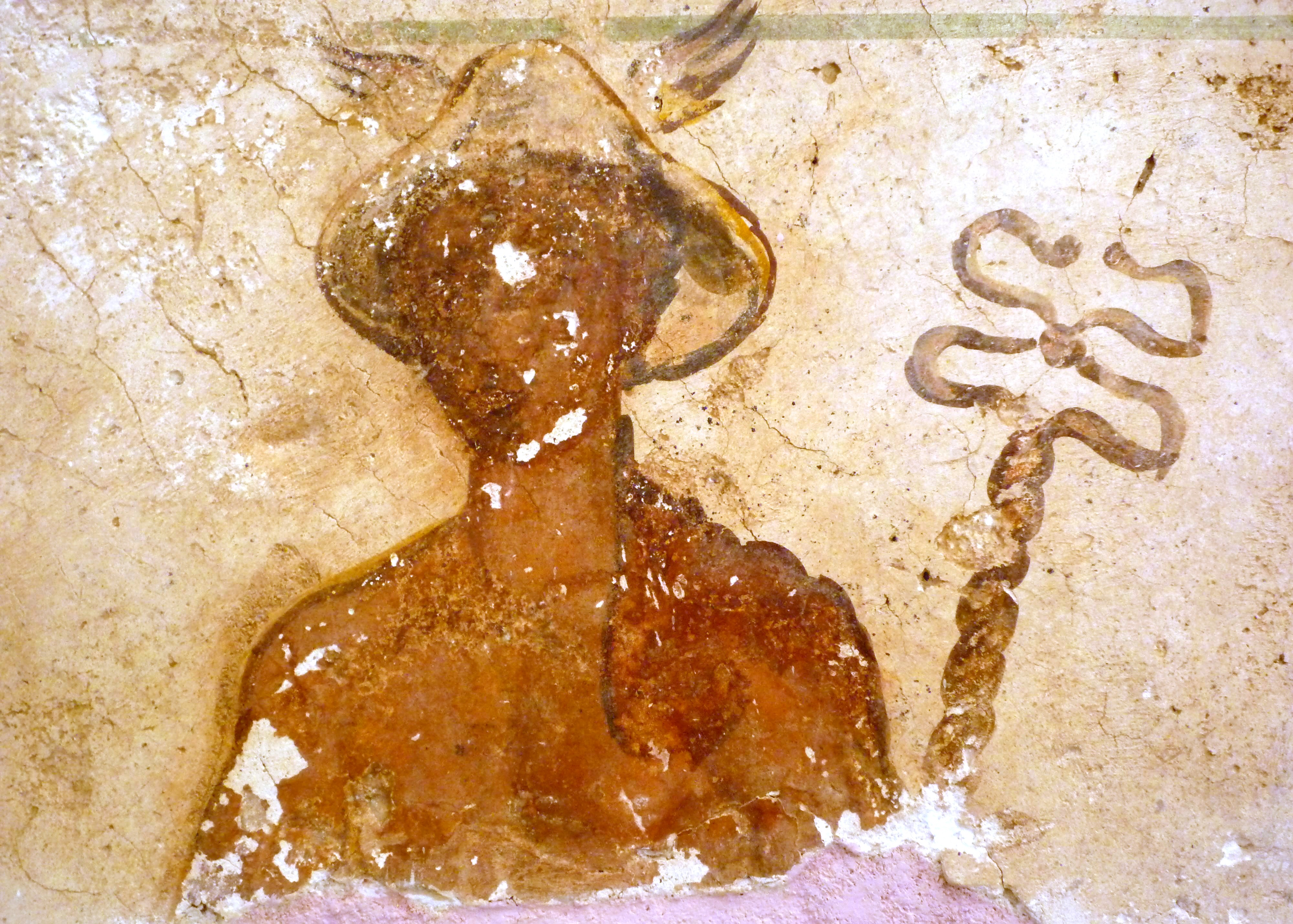
Fresco de Sabratha, representando a Mercurio, reconocible en la mera silueta por sus atributos.

#### Artemisa o Diana
Artemisa-Diana, diosa de la caza y los bosques (Potnia Theron -"señora de las bestias"-), armada con arco y flechas, suele representarse ataviada con un vestido corto y botas y acompañada de perros. Se asociaba a la virginidad, a los partos y a las enfermedades femeninas. Se le consagraban el ciervo y el ciprés. Se identificaba también con Cibeles (una diosa madre procedente de Frigia) y con Selene (la diosa lunar -por lo que se la representaba con una corona en forma de creciente lunar-).

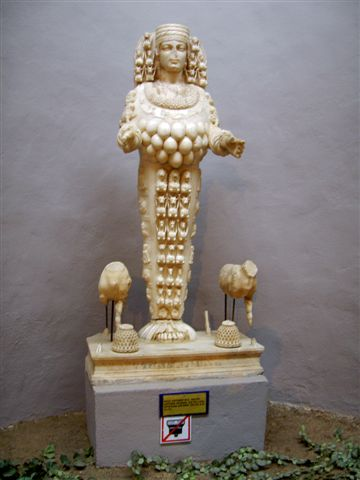
Artemisa de Éfeso.
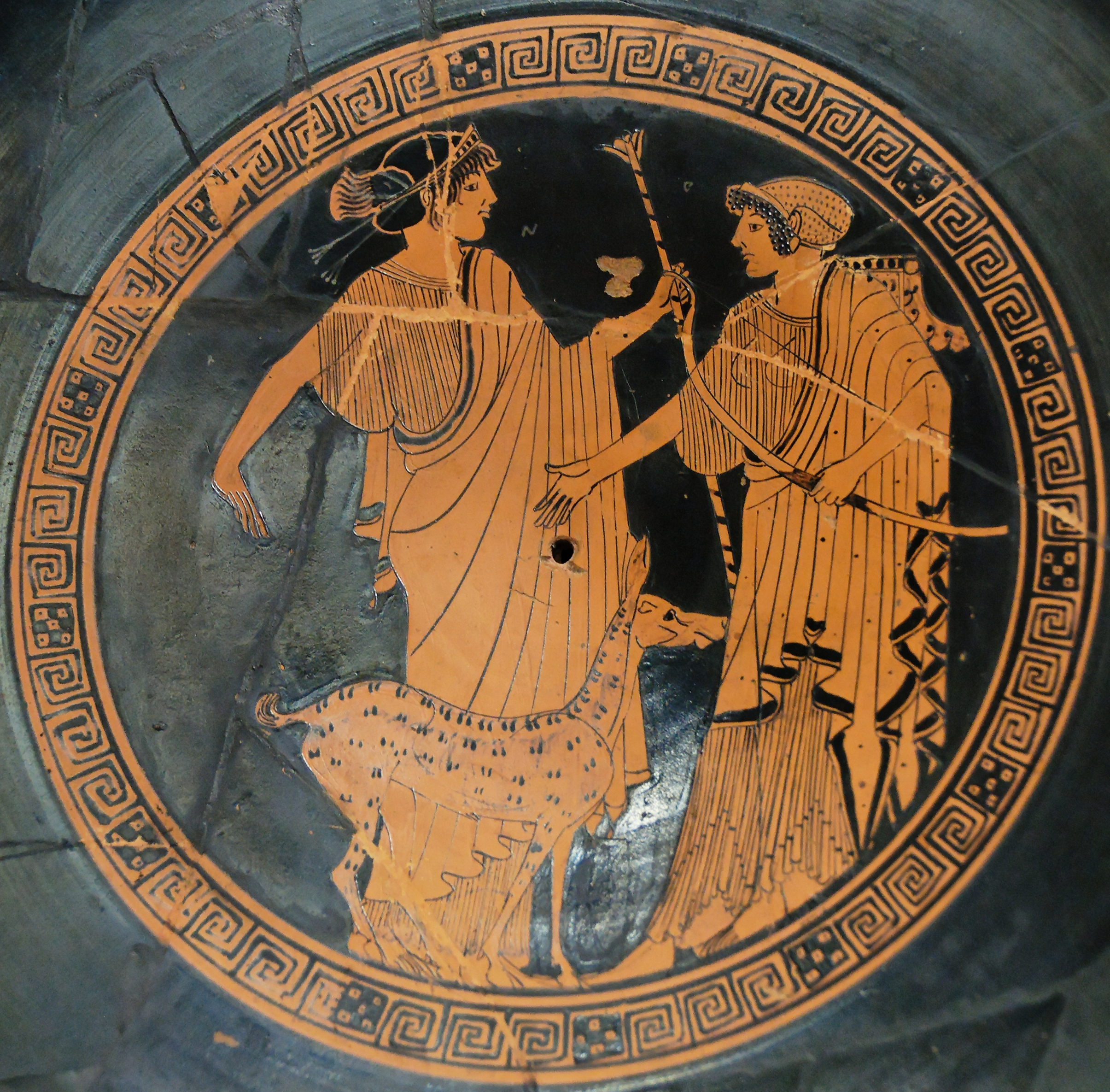
Artemisa y Apolo.
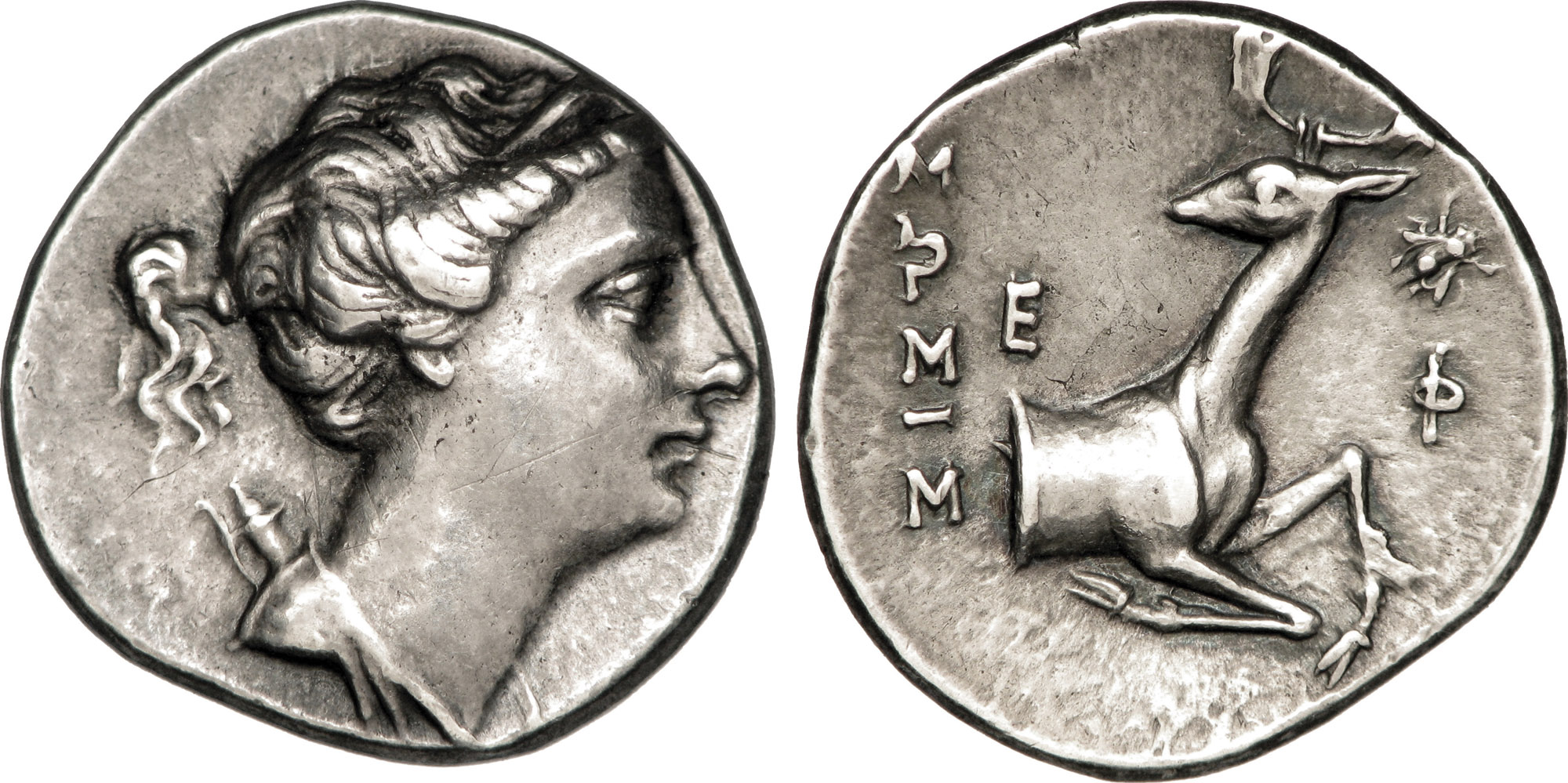
Didracma jonio con la efigie de Artemisa y un ciervo.

### Los héroes
Los héroes o semidioses (como Teseo, Perseo, Jasón y los argonautas, Edipo), así como los epónimos (los héroes fundadores de poleis o linajes) y los legendarios protagonistas del ciclo troyano (Aquiles, Héctor, Odiseo-Ulises) son muy representados en el arte grecorromano. Cada uno es reconocible por sus características físicas o por su relación con sus adversarios (Minotauro, Gorgona, Esfinge, Cíclope), sus aliados o su vinculación a determinados objetos (Pegaso, Ariadna y el ovillo, Medea y el vellocino de oro).
Uno de los más representados es Hércules (o Heracles), como un hombre barbado de excepcional fuerza física, armado con clava y cubierto con la piel del león de Nemea. Aparte de él, los héroes griegos, portadores de los valores de la civilización frente a la barbarie y de la cultura frente a la naturaleza, suelen ir afeitados, frente a sus barbados adversarios (por ejemplo, en enfrentamiento entre lápitas y centauros).

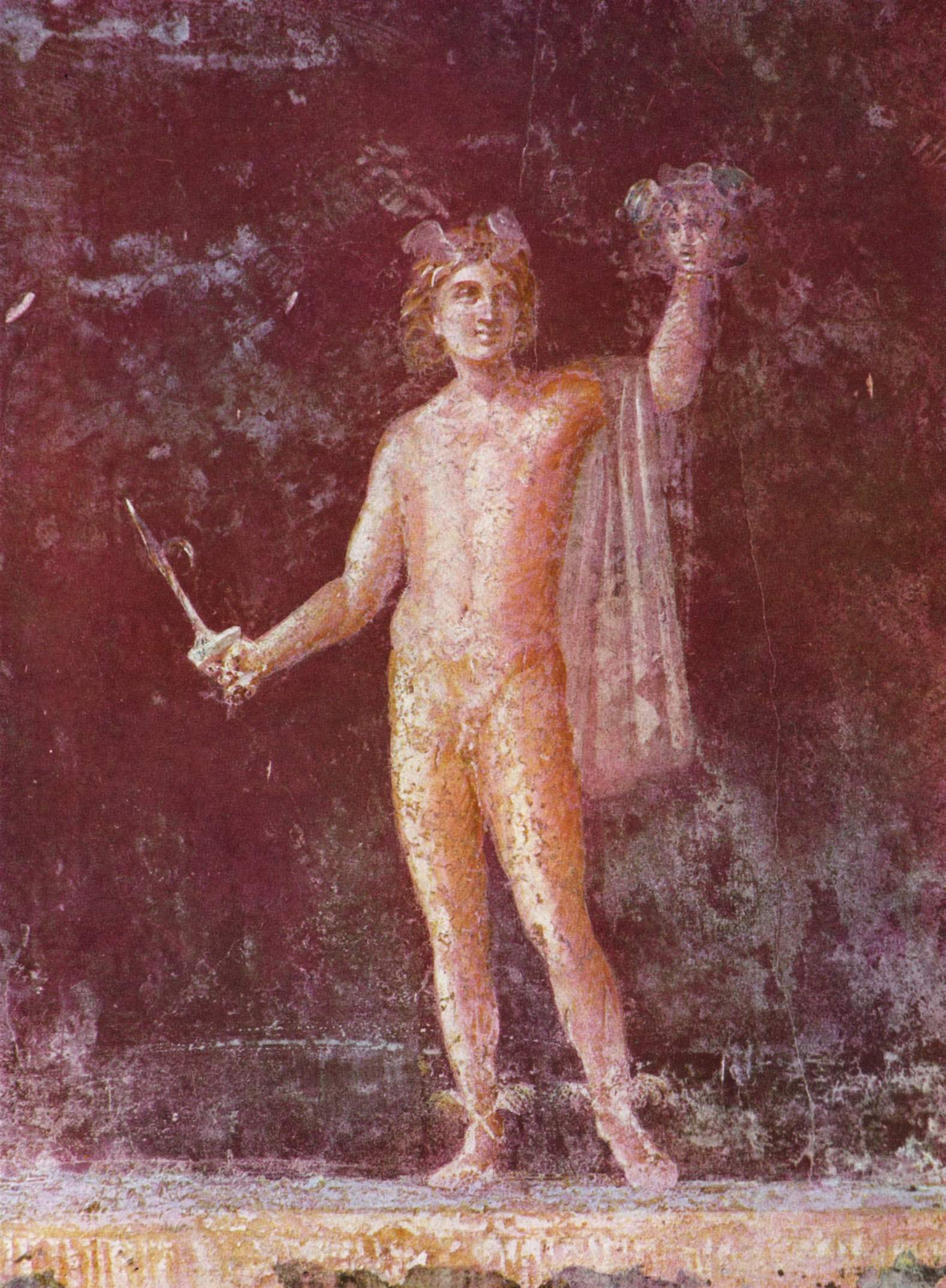
Perseo con la cabeza de Medusa.
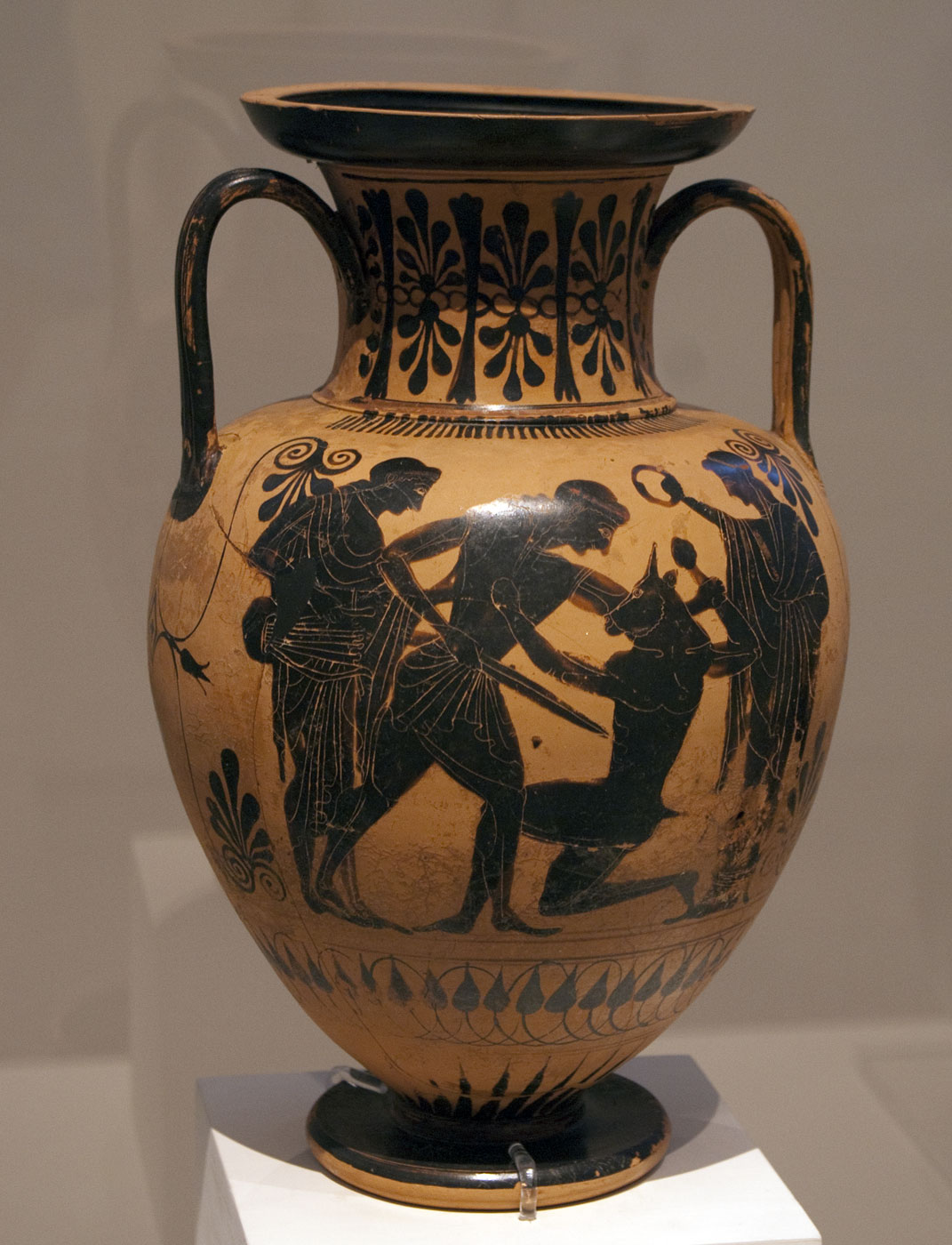
Teseo matando a Minotauro, ayudado por Ariadna.
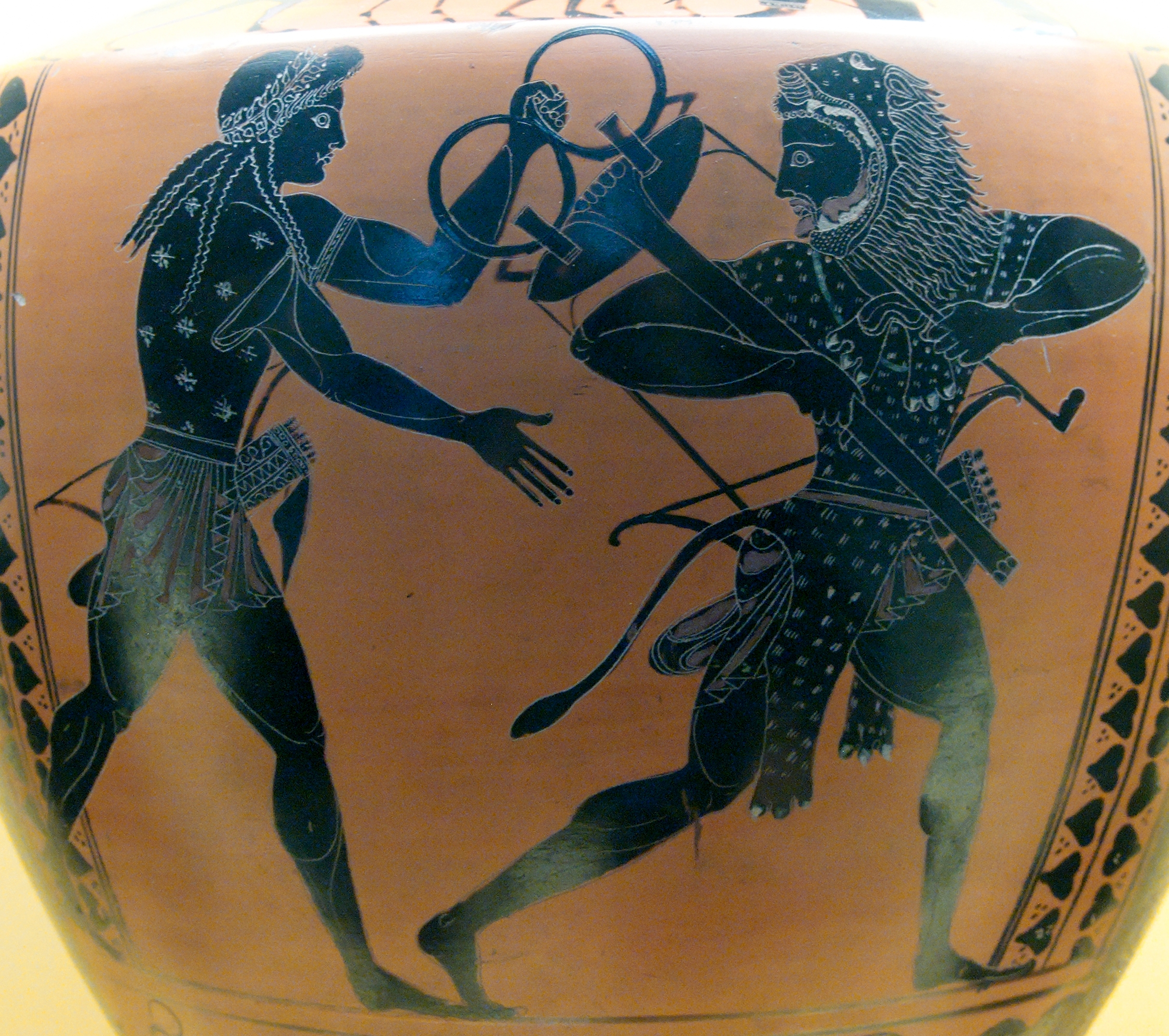
Lucha entre Apolo y Hércules por el trípode de Delfos.
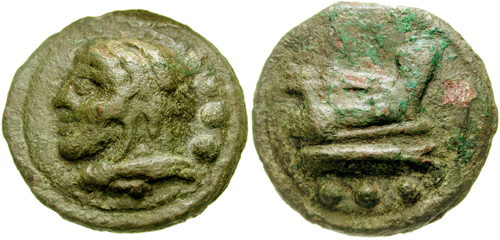
Moneda antigua con la figura de Hércules.
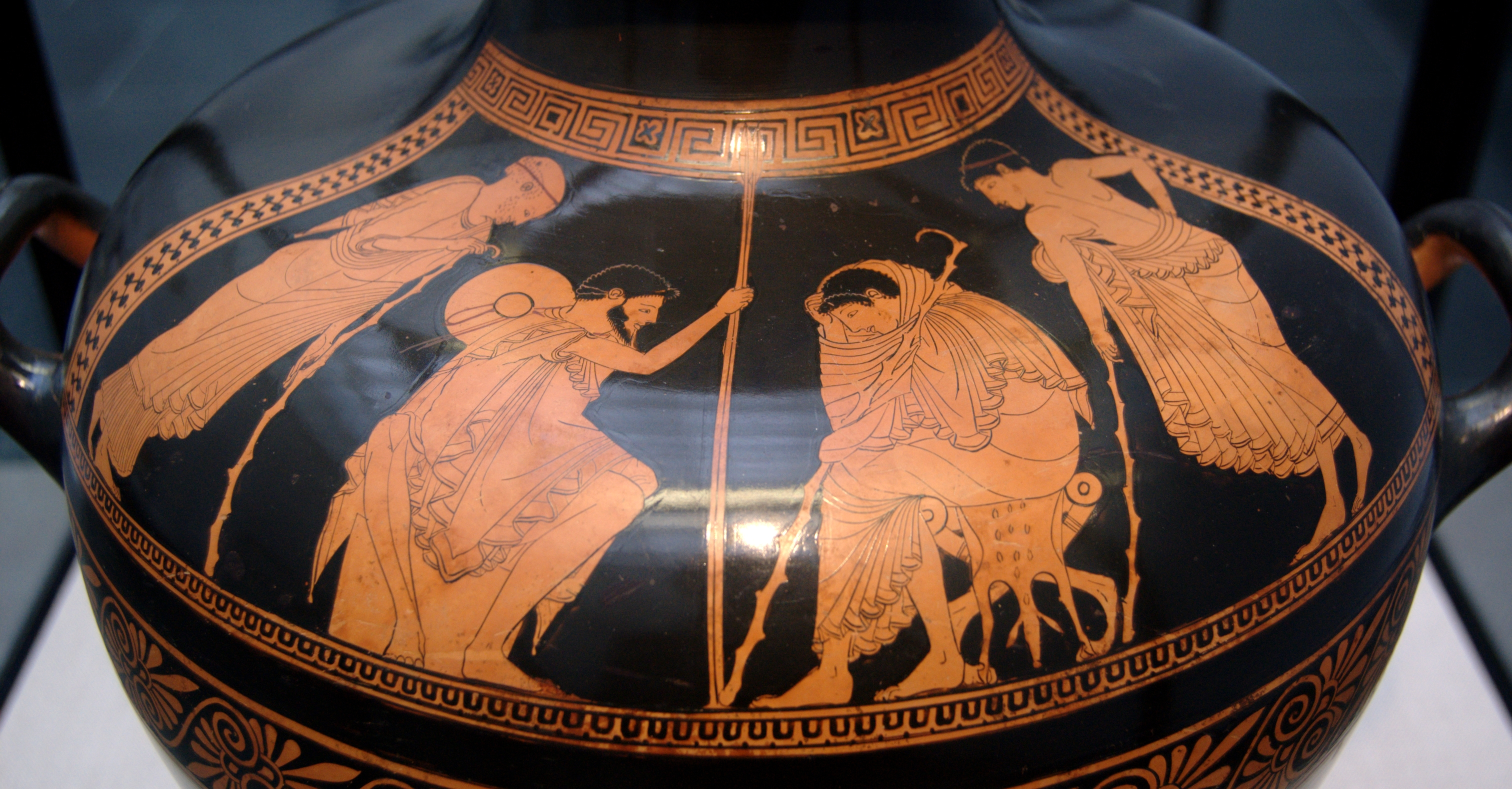
Aquiles (sin barba) y Ulises (con barba), sentados. Fénix (anciano), detrás de Ulises.
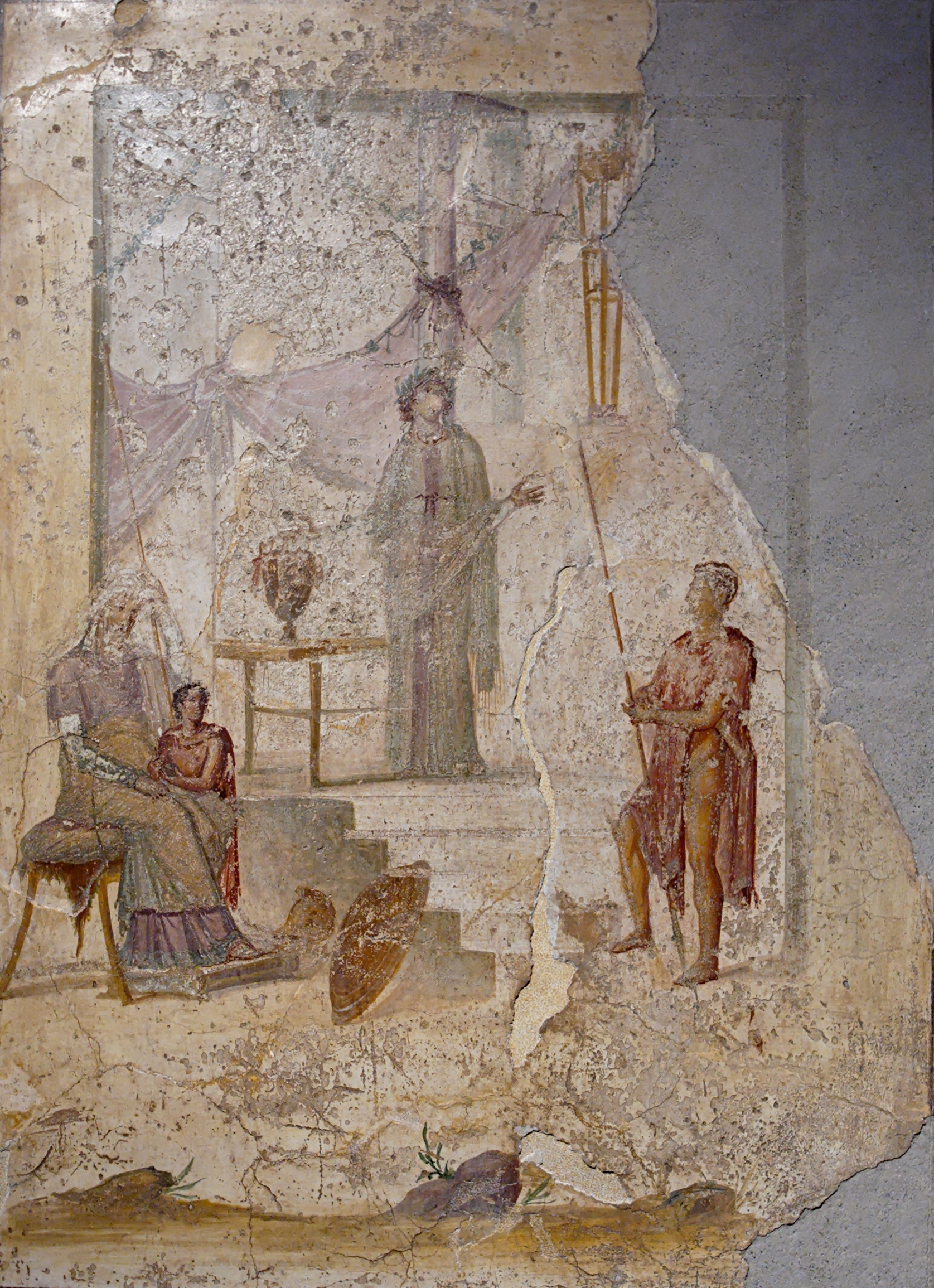
Casandra profetiza el final de Troya ante Príamo (sentado), Paris (que sostiene la manzana de Discordia) y Héctor (con lanza).

### Personalización de principios abstractos

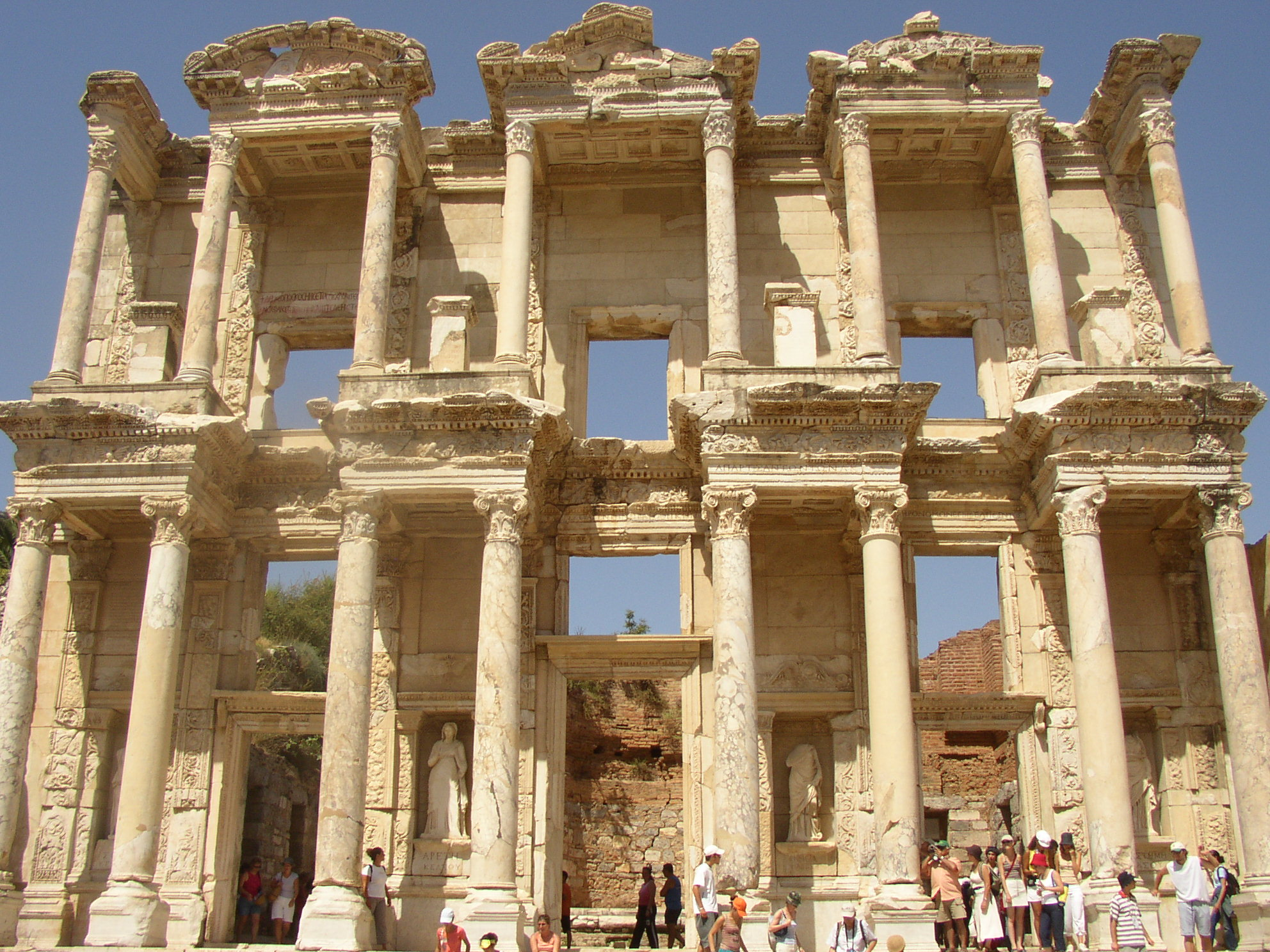
La Biblioteca de Celso en Éfeso.

Además de la atribución a los dioses de determinadas fuerzas de la naturaleza o actividades humanas, ciertos principios morales se divinizan en la mitología grecorromana. Aletheia-Veritas (la verdad) es una doncella desnuda, en el fondo de un pozo, que tiene como símbolo un espejo. Themis-Iustitia (la justicia), cegada por una banda que le tapa los ojos, tiene como atributos la espada y la balanza (aunque esta convención no se fijara hasta época romana, por superposición de los atributos de distintas personalizaciones del destino, la suerte y la venganza). También una forma de justicia, la vengativa o retributiva, o su reverso en forma de castigo o venganza (aunque también de solidaridad), era encarnada por Nemesis-Invidia, que se asocia a la rueda, al igual que Tique-Fortuna. Su aspecto era por tanto ambiguo, virtud y vicio. La envidia y los celos, además de con Nemesis se identifican con Phthonos y Zelos, para las que el cristiano Ireneo de Lyon (Adversus haereses, ca. 180) refiere una interpretación gnóstica de su genealogía: serían hijas de un ángel y de Audathia (la audacia), como sus hermanas Kakia (la maldad), Erinnys (la furia) y Epithymia (la lujuria). Hijas de Themis son las Horas, entre las que están Irene (la paz), Dice (otra encarnación de la justicia) y Eunomia (el buen orden). Entre otros grupos estaban las Moiras-Parcas, las Cárites-Gracias, las Musas y un interminable número de abstracciones divinizadas. Algunas eran masculinas, como Nomos, que encarnaba la ley y al que se consideraba emanación del propio Zeus. Al séquito de Zeus pertenecían otro grupo de hermanos alados: Niké-Victoria (que corona con laurel al vencedor), Bía (la violencia), Cratos (la fuerza) y Zelo (el fervor o la rivalidad -sus atributos, el látigo y la lámpara-).
En la Biblioteca de Celso en Éfeso (ca. 135) se representó un conjunto iconográfico de cuatro figuras femeninas: Sofía (la sabiduría), Areté (la virtud -Virtus en latín-), Ennoia (la inteligencia) y Episteme (la ciencia o conocimiento -Scientia en latín-). Otro principio personalizado y muy caro a la cultura clásica era Sofrosina-Sobrietas (la moderación, identificada también con Harmonía-Concordia o con Frónesis-Prudentia, y opuesta al principal de los vicios para la cultura griega: Hybris -desmesura, soberbia-). Ícaro era un ejemplo de hybris, mientras que su padre Dédalo lo era de frónesis: no se debe volar muy alto ni muy bajo, sino en el espacio intermedio (Aurea mediocritas). Por su parte, Eris-Discordia representa el principio opuesto a Harmonía-Concordia. Protagonizó con su manzana el banquete de la boda de Peleo y Tetis a la que no fue invitada, desencadenando una secuencia de hechos trascendentales en la concepción griega del mundo y el hombre (sucesivamente el juicio de París, al rapto de Helena y a la guerra de Troya).

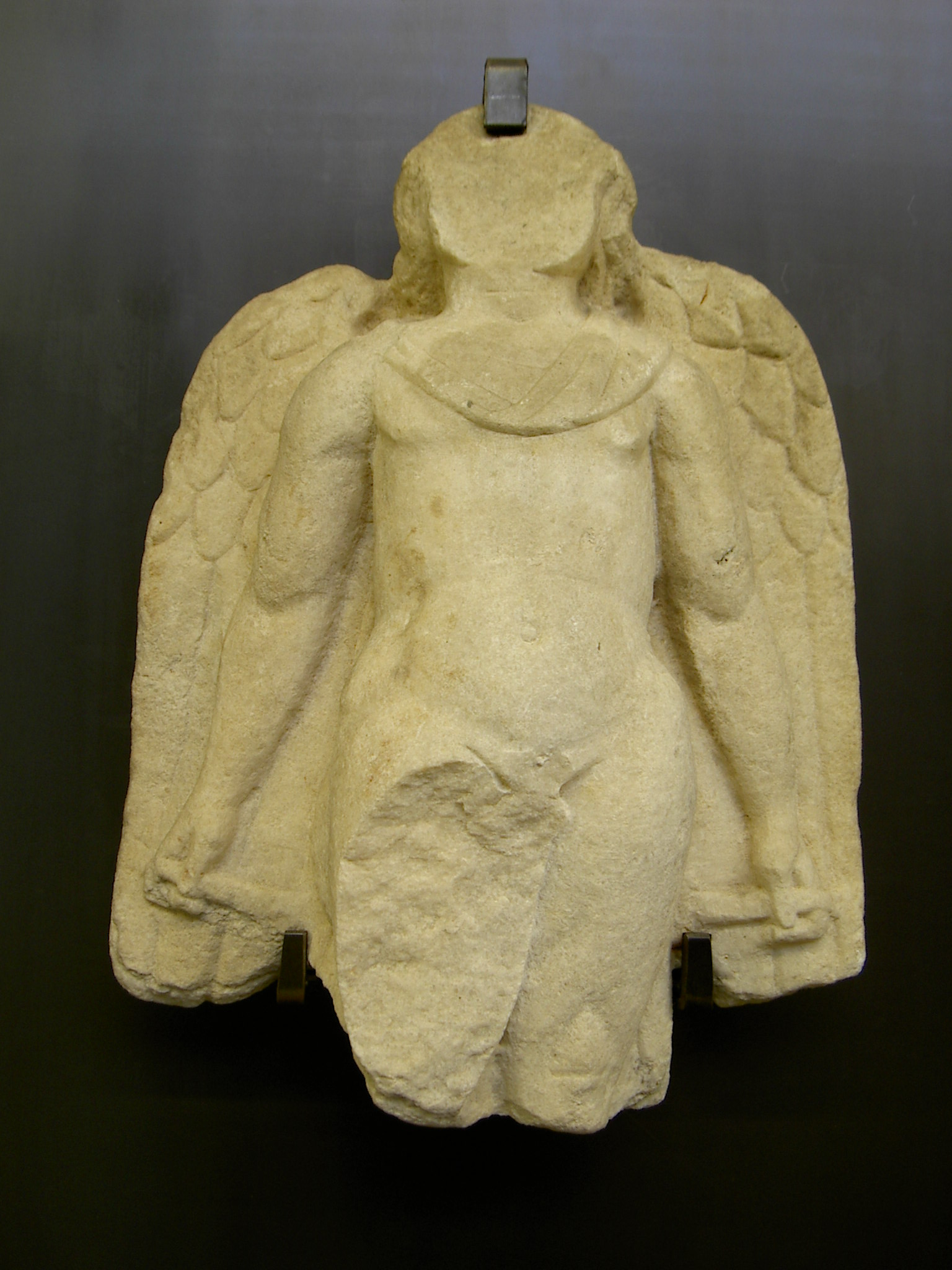
Escultura romana de Ícaro.
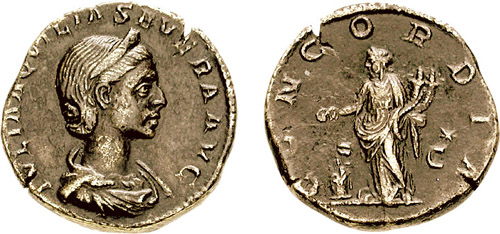
Concordia, en una moneda romana.
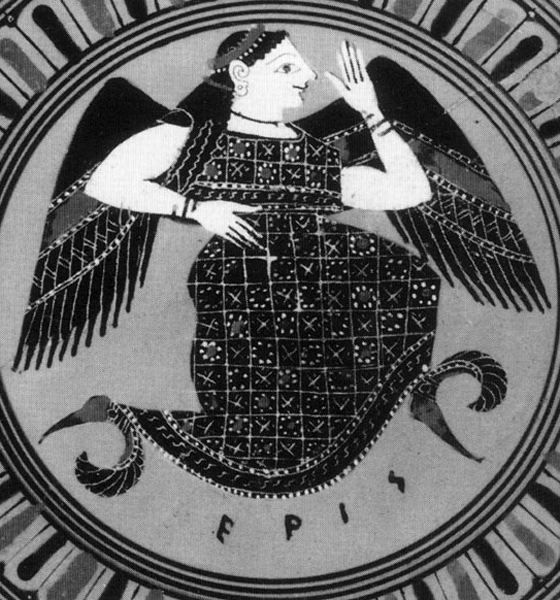
Eris-Discordia.
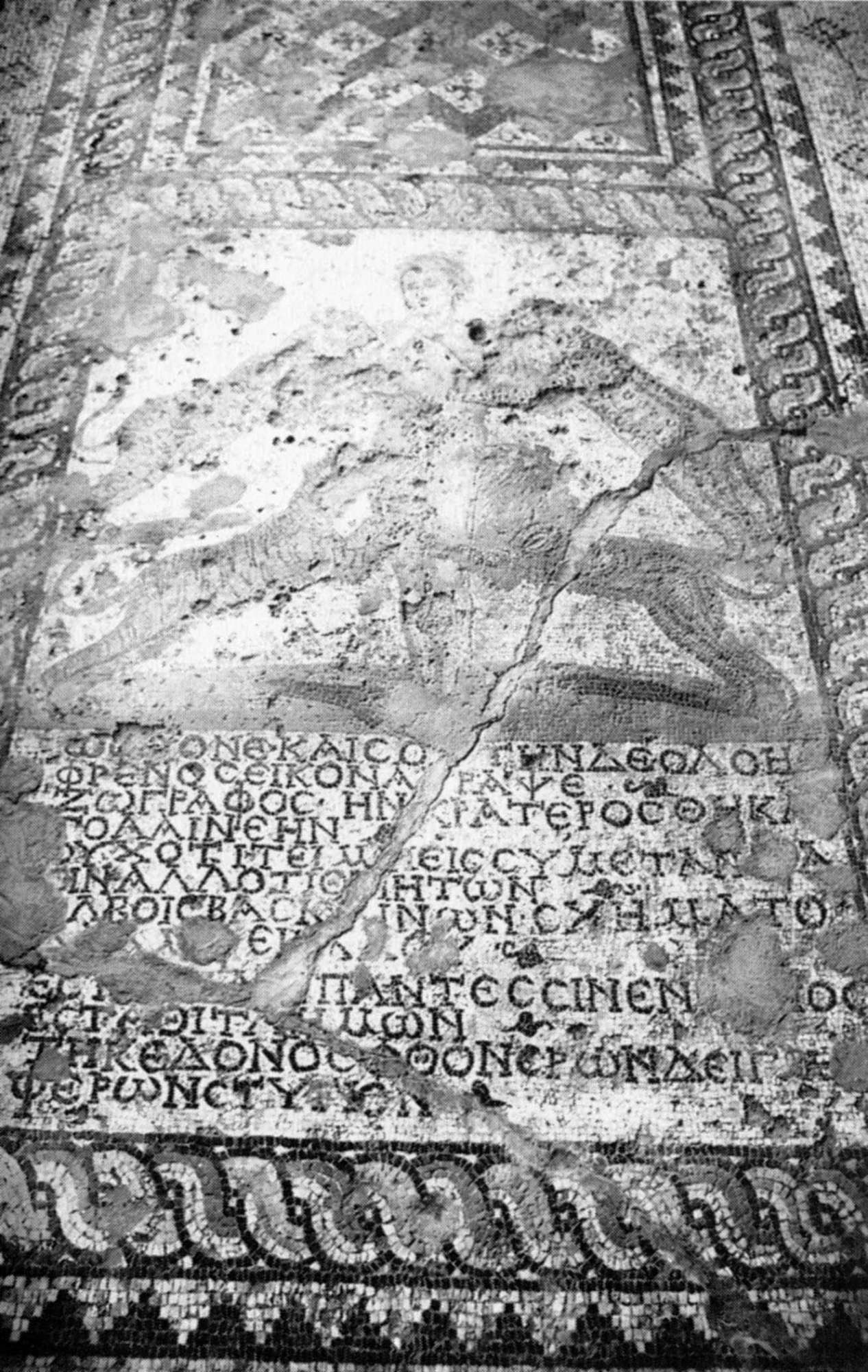
Phthonos.
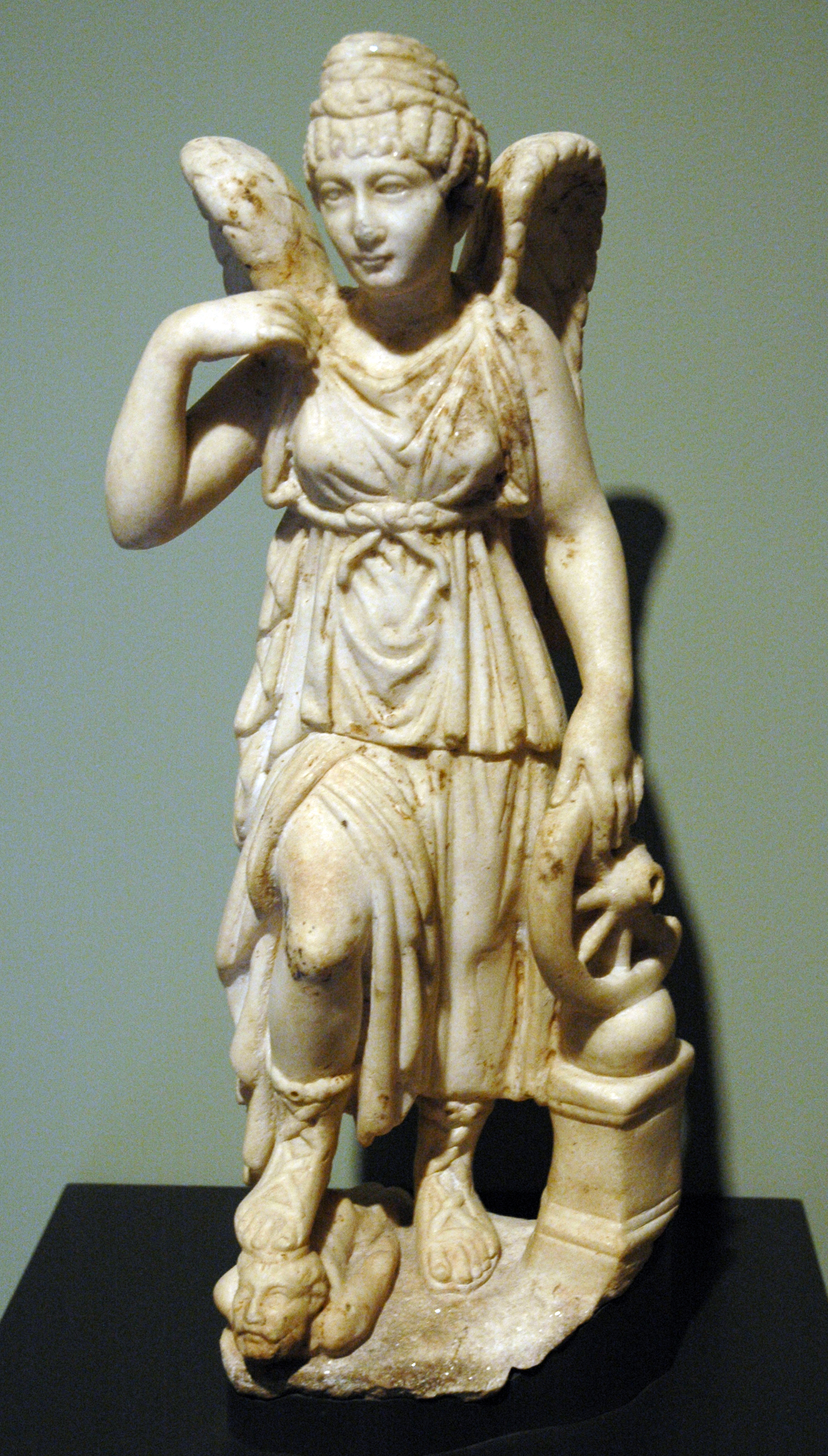
Nemesis.
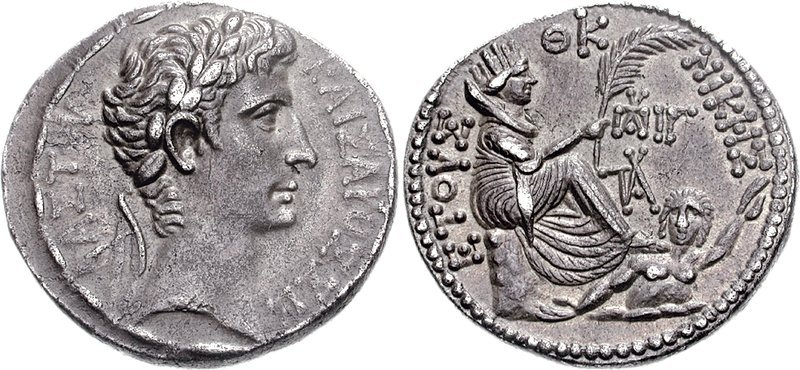
Tyche, en una moneda romana.
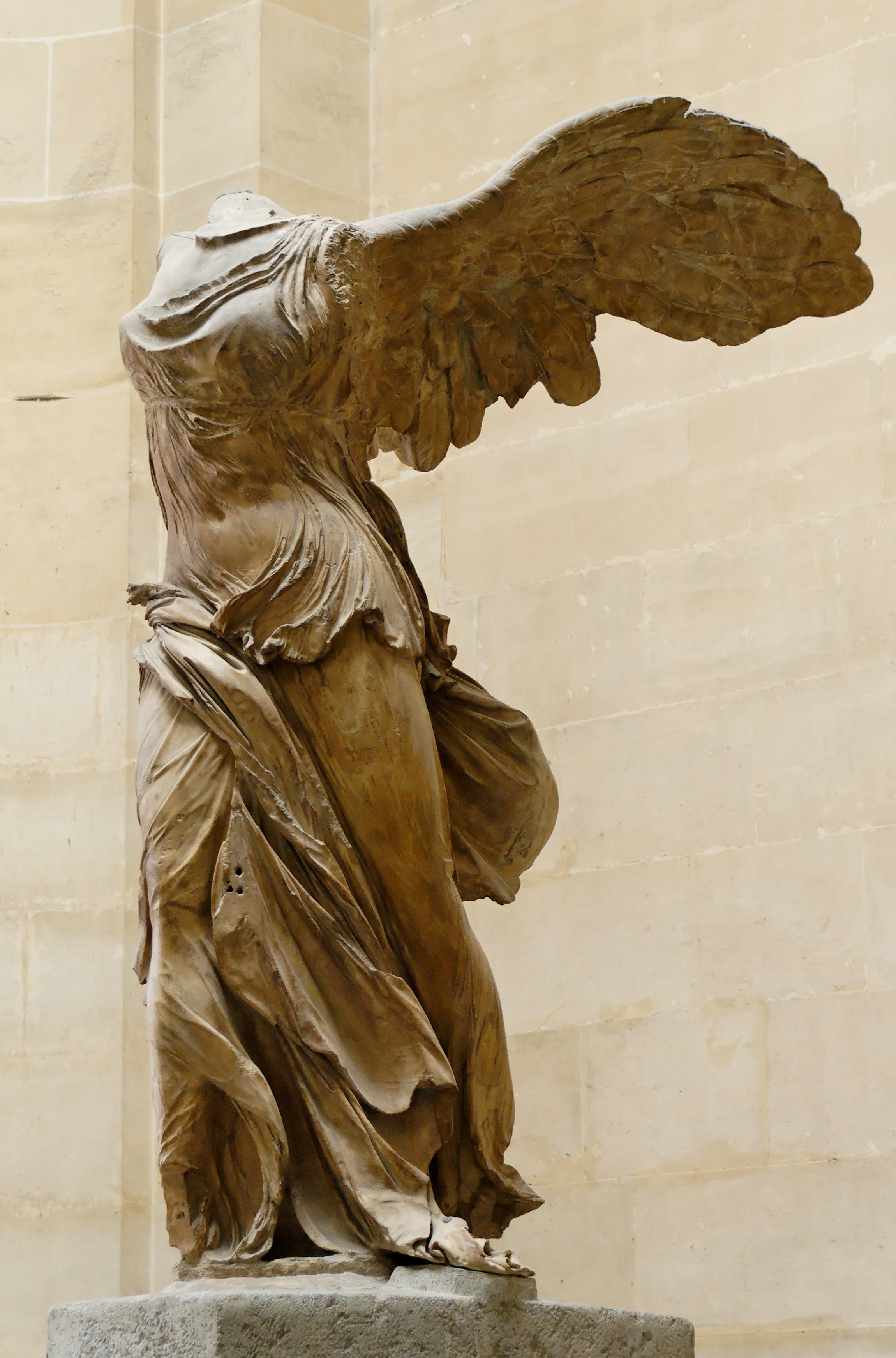
Victoria de Samotracia.
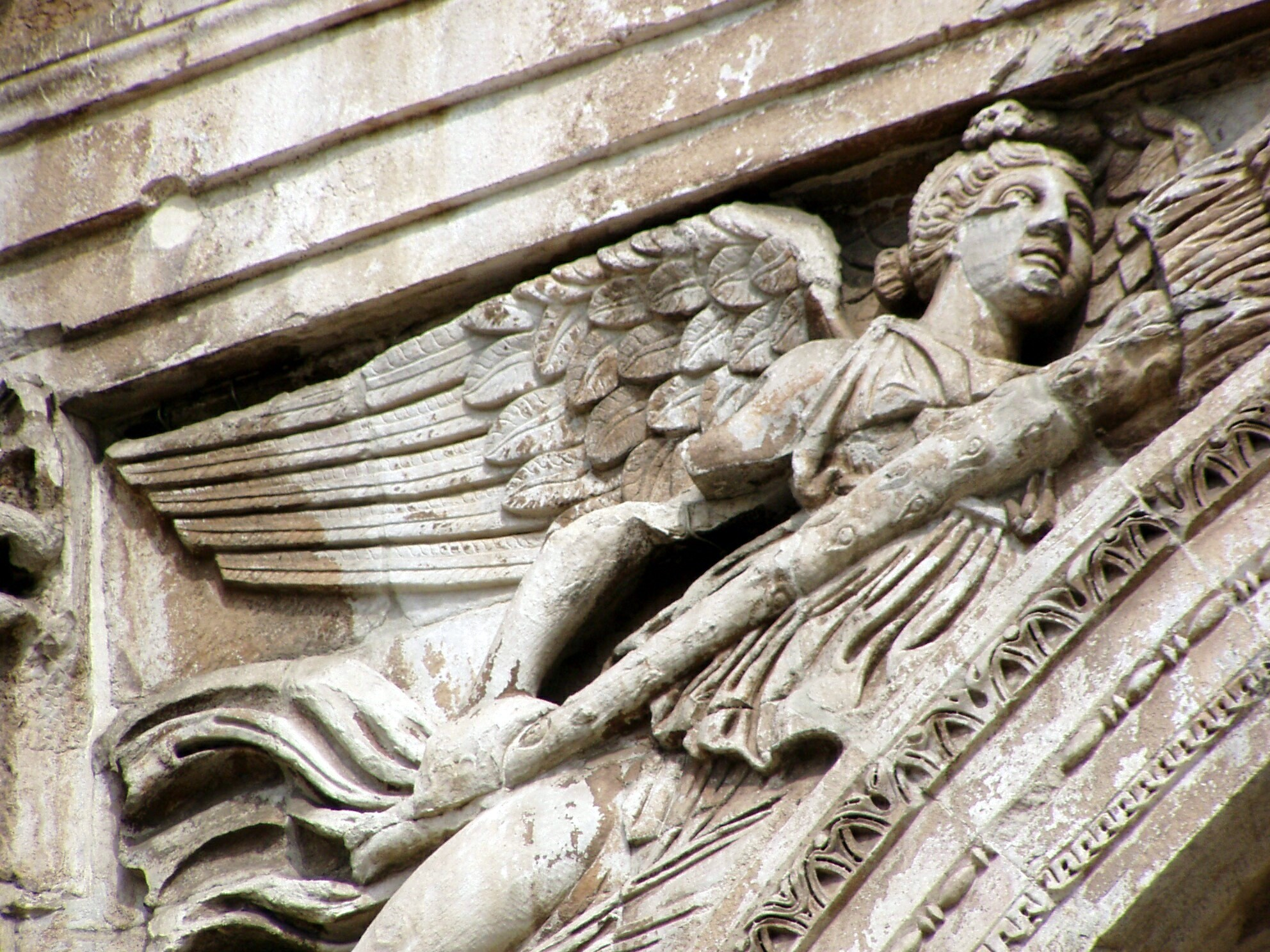
Victoria de las enjutas del Arco de Constantino.

La cristianización de las virtudes clásicas produjo un doble conjunto de virtudes cristianas: las cuatro cardinales (Fortaleza -Fortitudo-, Justicia -Iustitia-, Prudencia -Prudentia- y Templanza -Temperantia- ) y las tres teologales (Fe -Fides-, Esperanza -Spes- y Caridad -Caritas-).

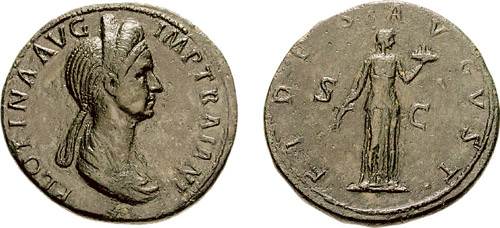
Fides augusta en una moneda romana.
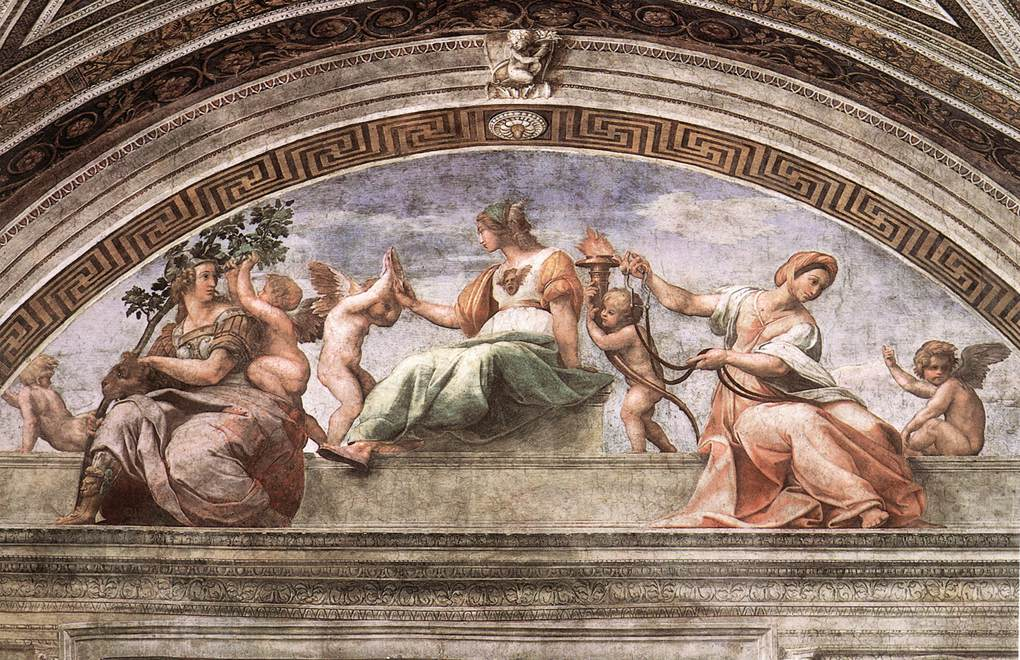
En el fresco de las Virtudes de Rafael (1511) se representan los atributos de las cuatro virtudes cardinales y las tres teologales, encarnados en matronas y putti.
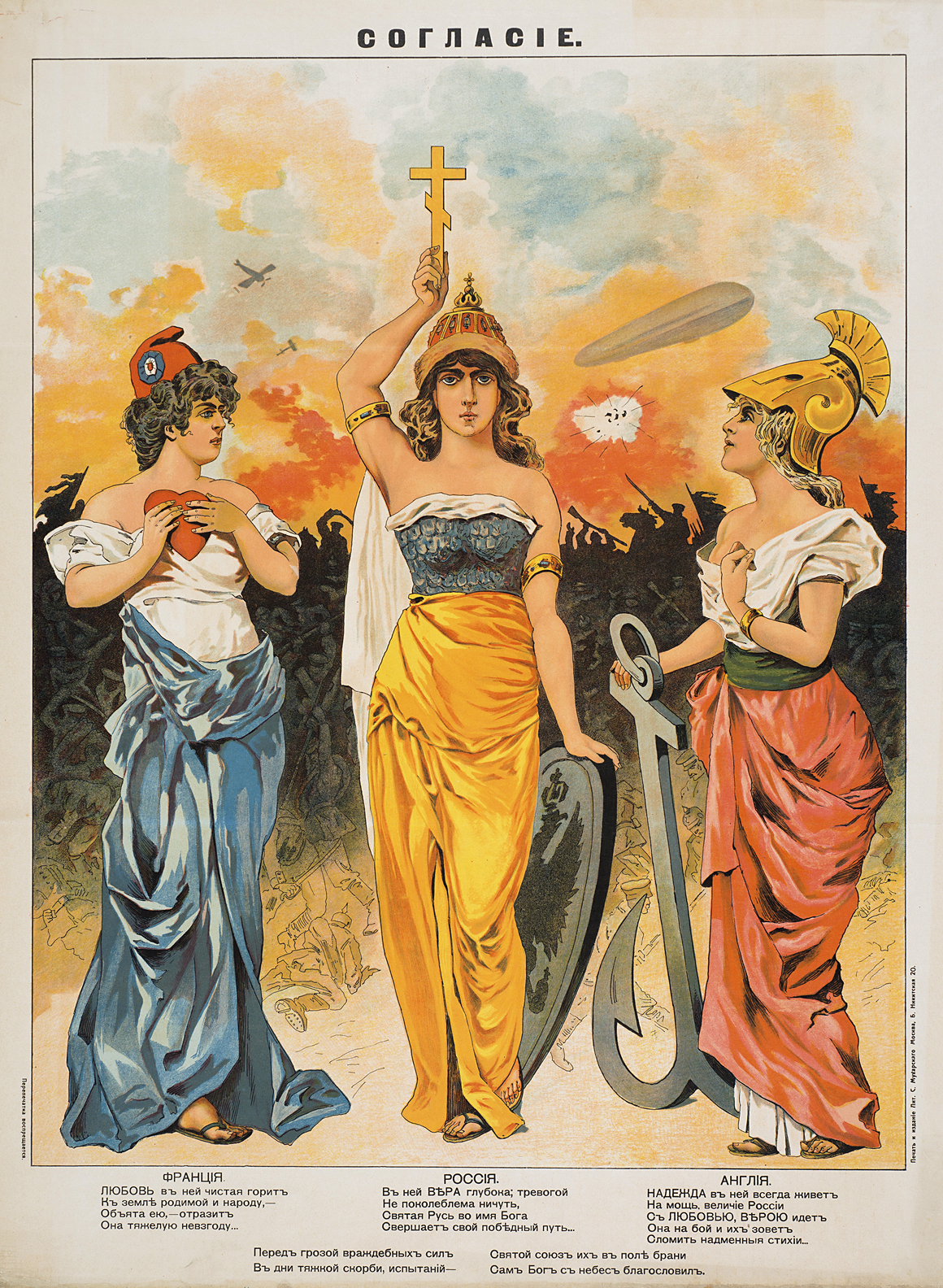
Cartel propagandístico de la Triple Entente con los símbolos iconográficos de las tres virtudes teologales asociados a las tres potencias que la componían (1914).

### La pintura mitológica en el arte de la Edad Moderna
El resurgimiento de los textos clásicos, la mayor libertad que la pintura mitológica daba a los artistas sobre las convenciones de la pintura religiosa, así como la fácil excusa para la representación del desnudo (con buena demanda en el naciente mercado de arte), explican su popularidad a partir del Renacimiento. El clasicismo terminó vinculando la mitología, sus fuentes literarias y sus modelos artísticos, al aprendizaje del oficio de pintor y a las nuevas convenciones del academicismo.

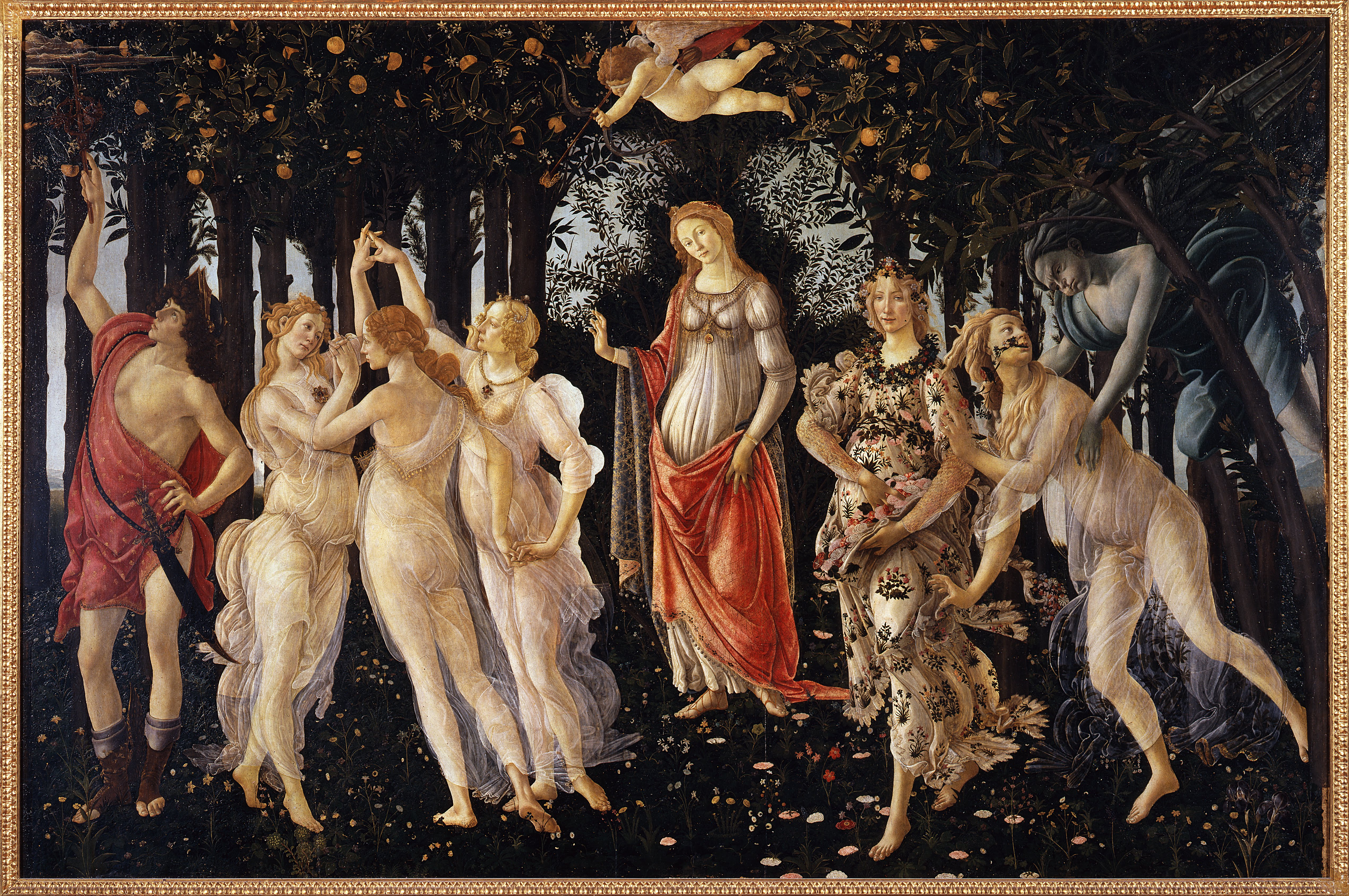
Primavera (Botticelli), ca. 1477.
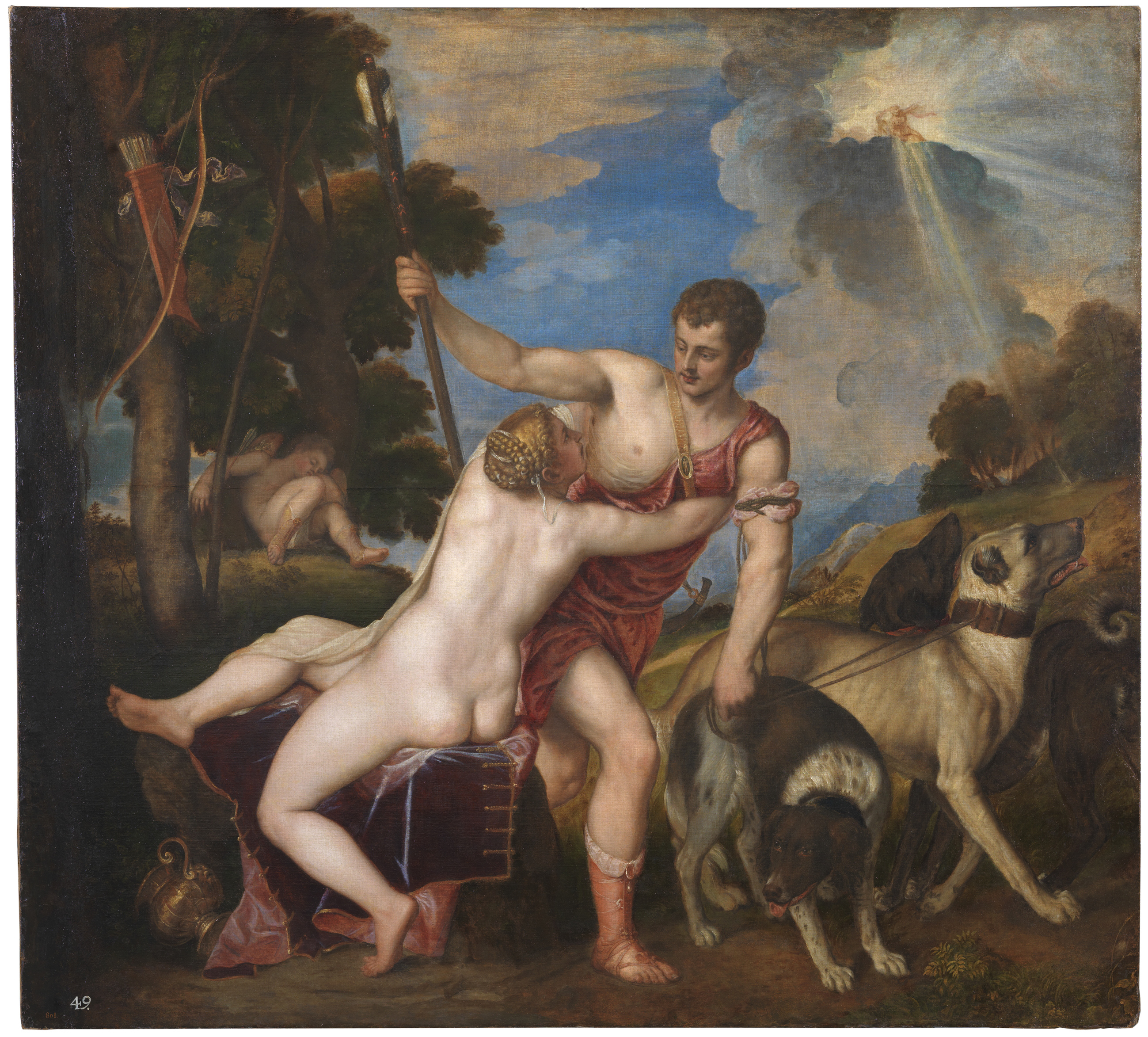
Venus y Adonis (Tiziano), 1554.
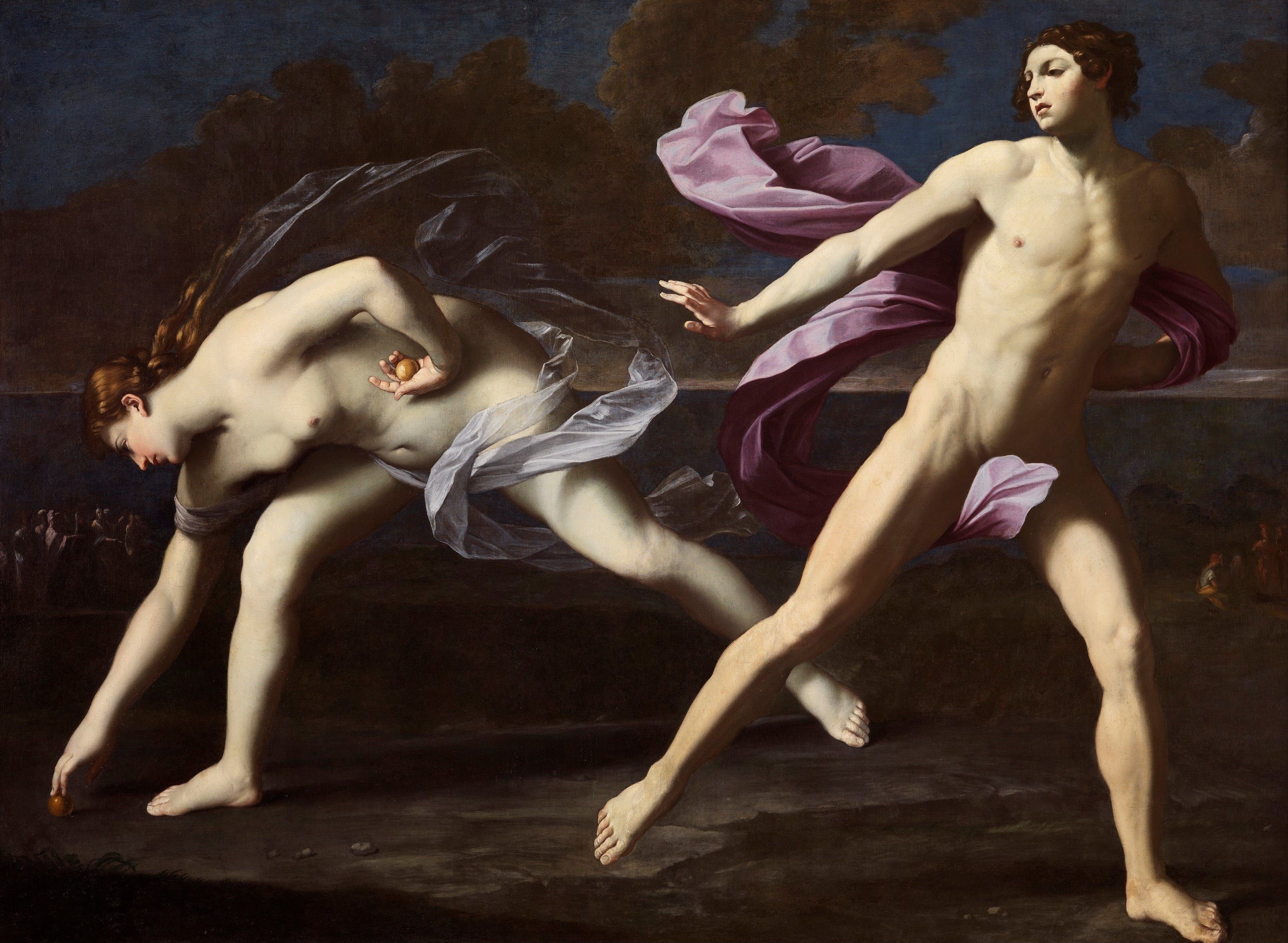
Atalanta e Hipómenes, de Guido Reni, ca. 1618.
Las tres gracias, de Rubens, 1636.
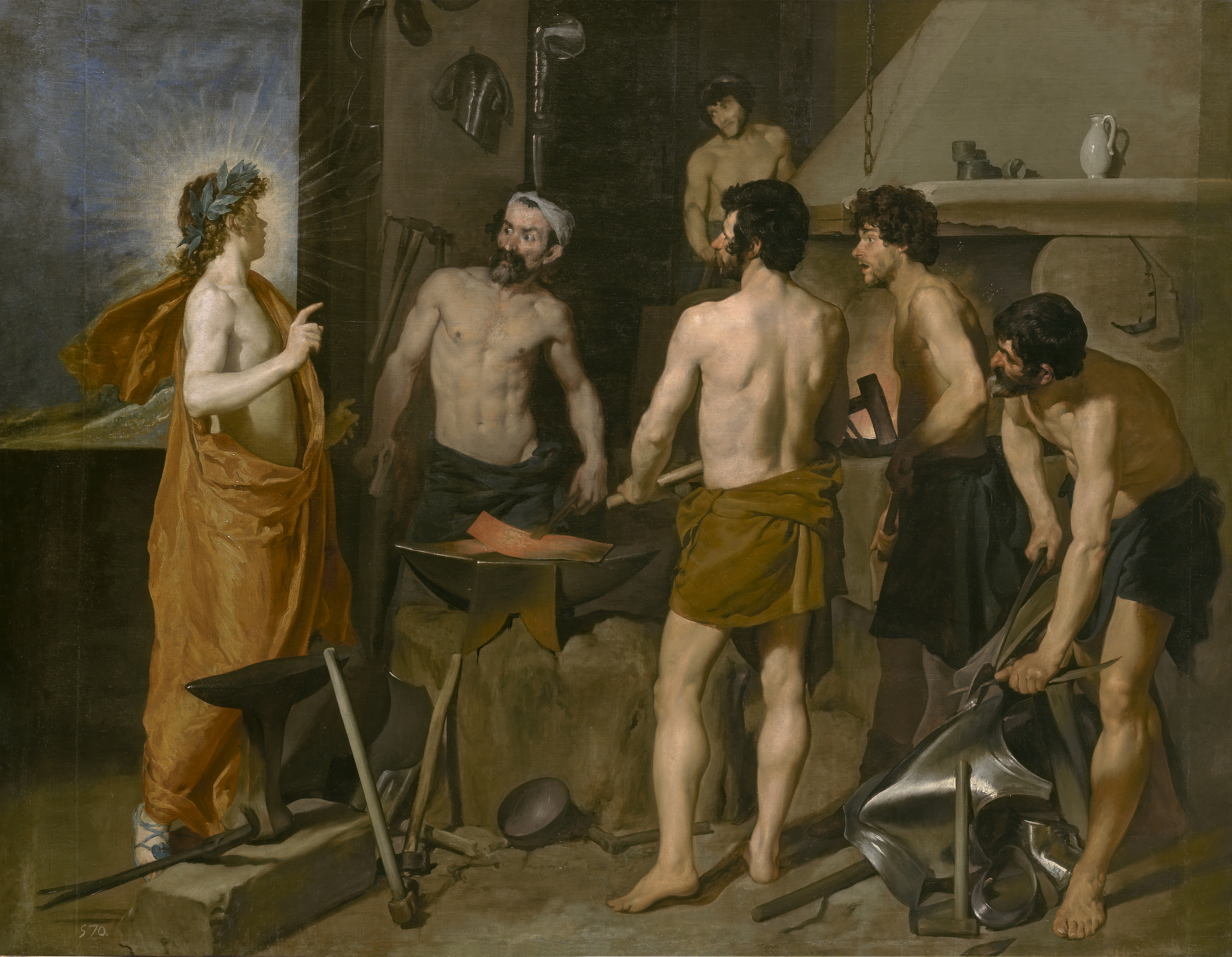
Apolo advierte a Vulcano de la infidelidad de su esposa Venus. La fragua de Vulcano, de Velázquez, 1630.
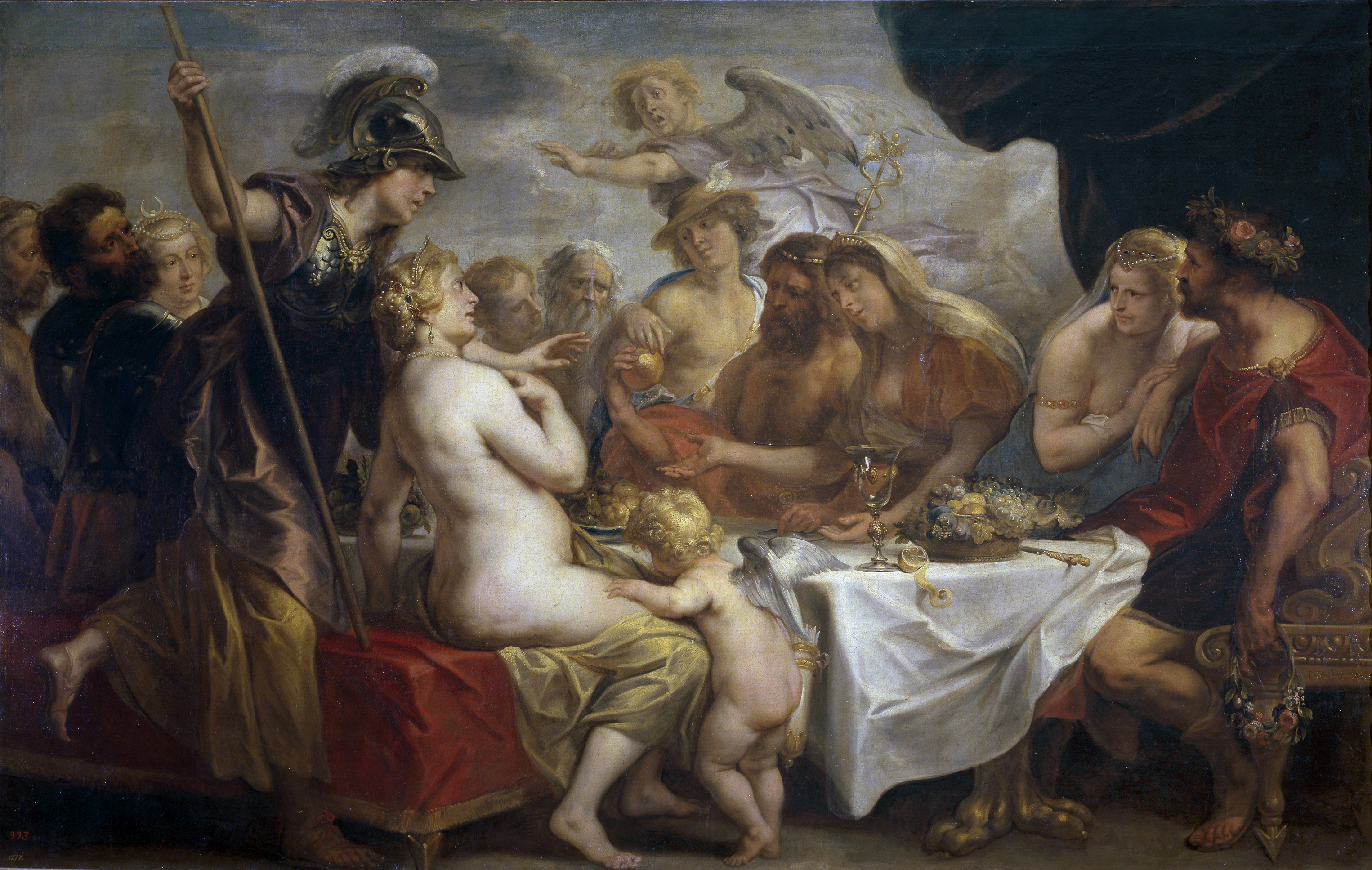
Banquete de bodas de Peleo, donde las diosas se disputaron la manzana de Discordia, germen de la guerra de Troya. Jordaens, 1633.
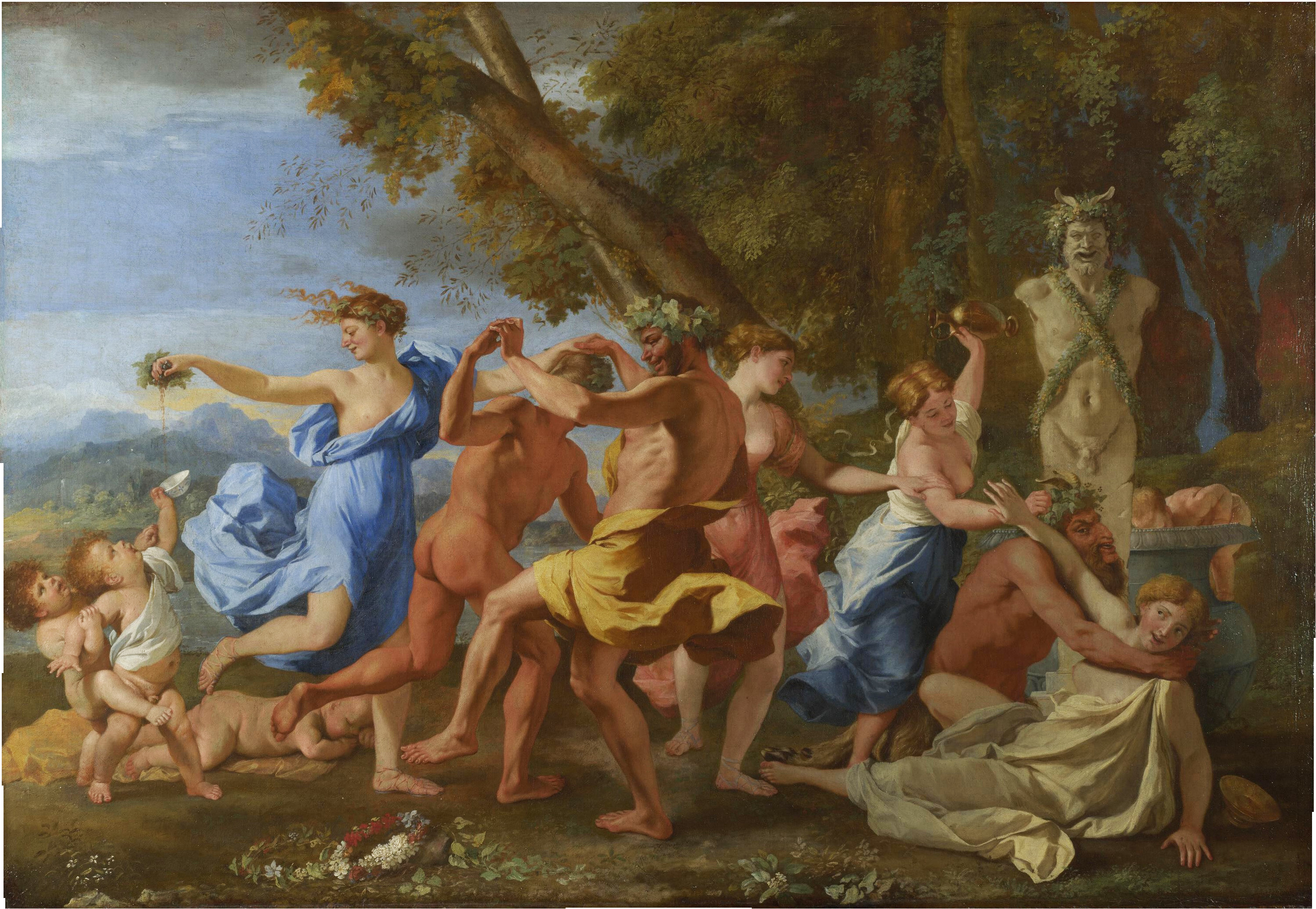
Bacanal, de Nicolas Poussin.

### La pintura mitológica en el arte de la Edad Contemporánea
Desde Goya a Picasso, la mitología grecorromana siguió siendo una fuente de inspiración para los artistas.

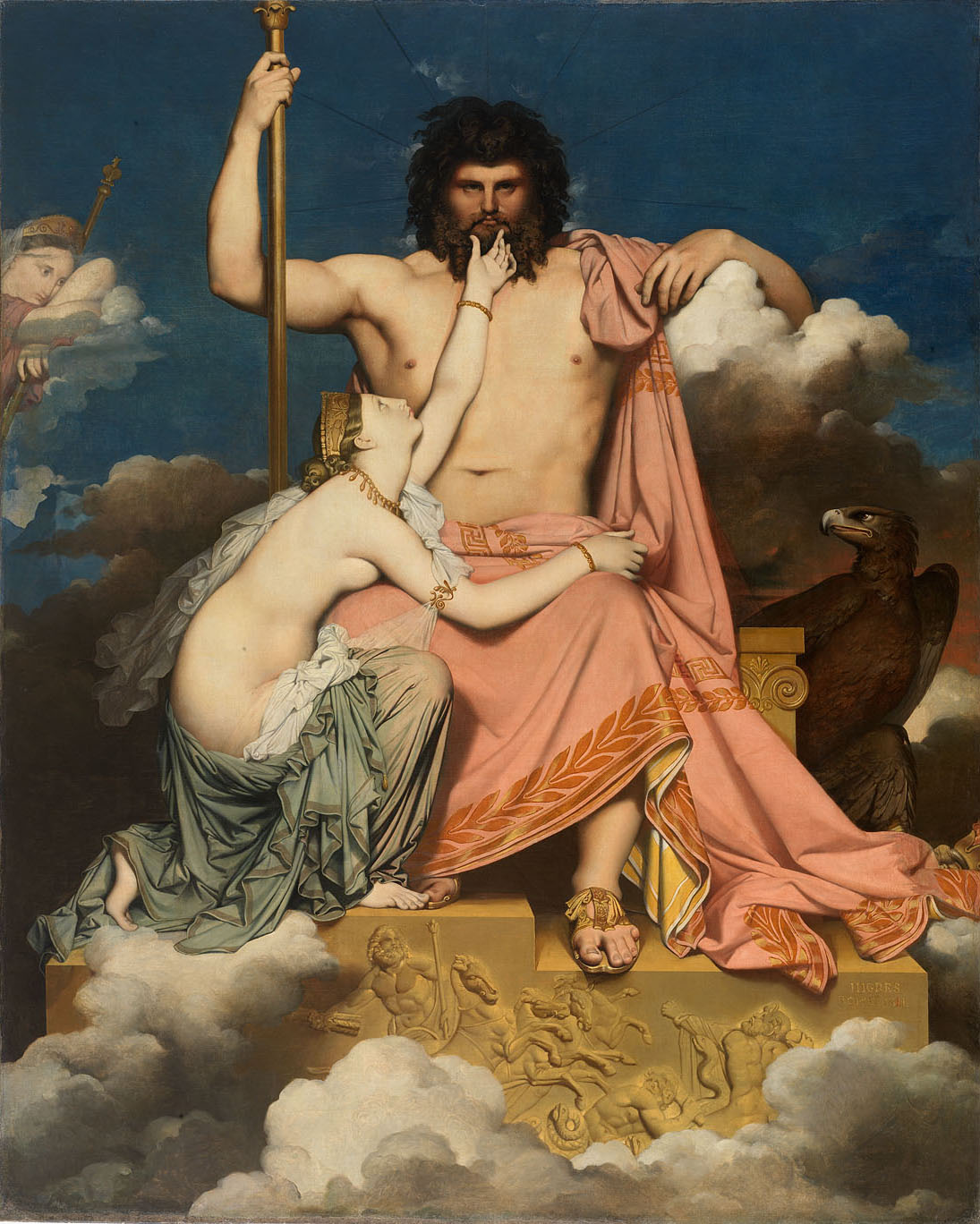
Júpiter y Thetis, de Ingres, 1811.
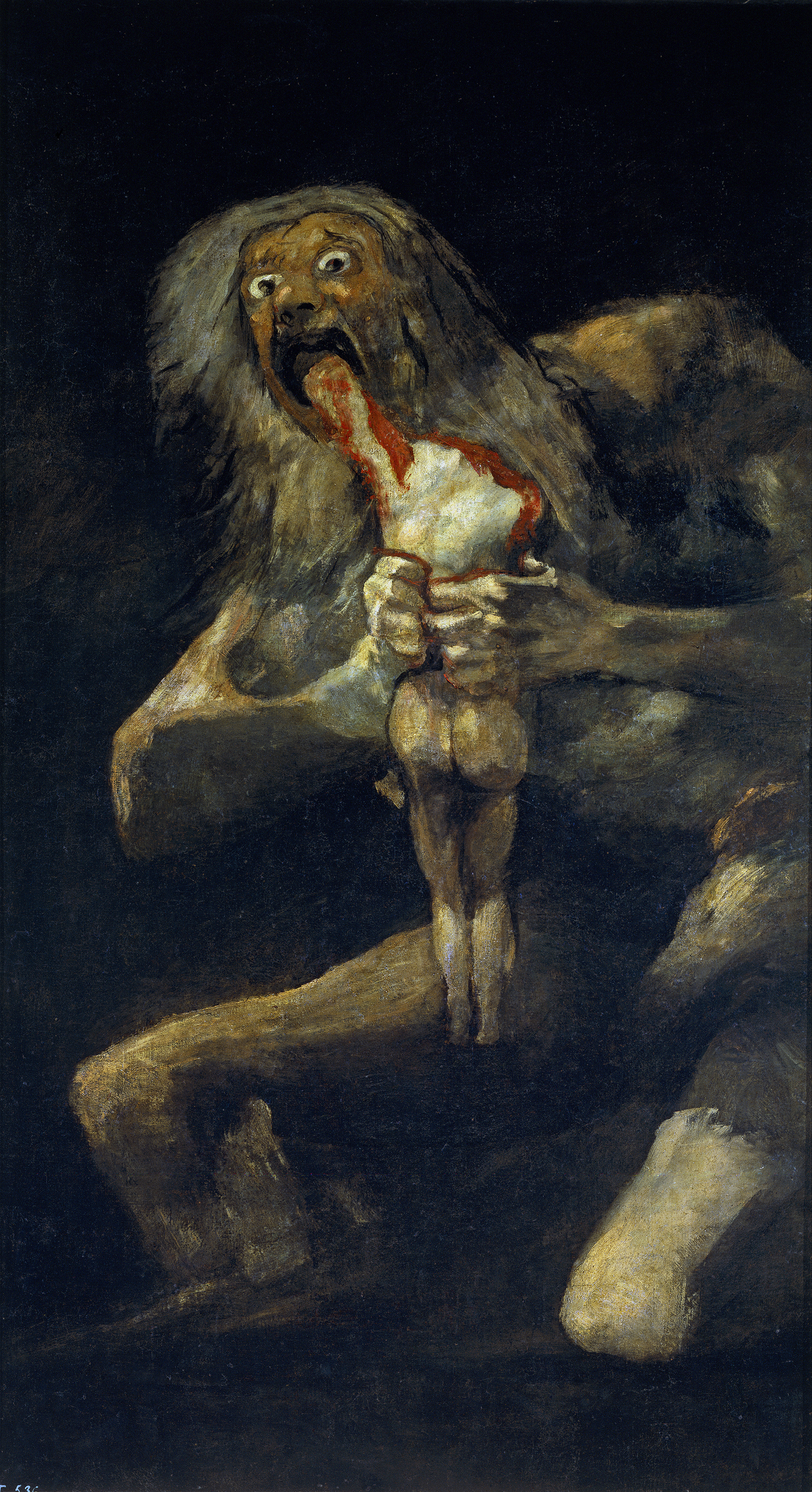
Saturno devorando a sus hijos, de Goya (1819-1823).
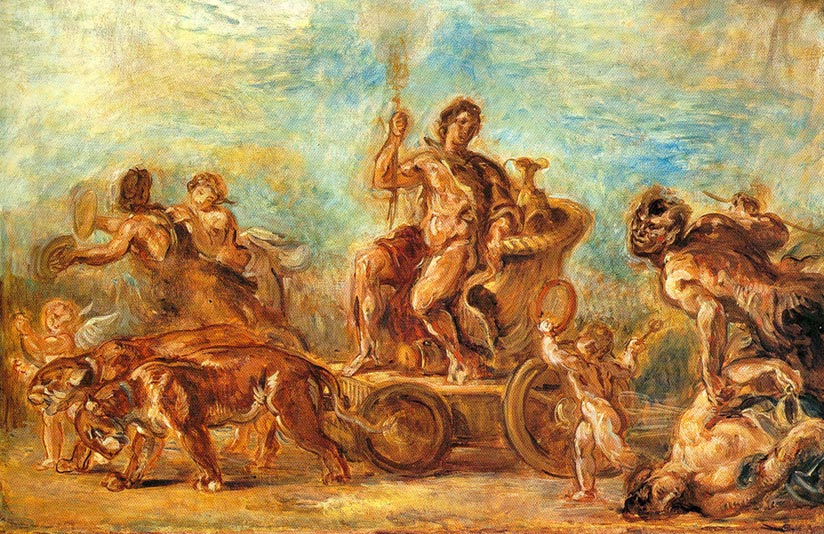
Triunfo de Baco, de Delacroix, 1861.
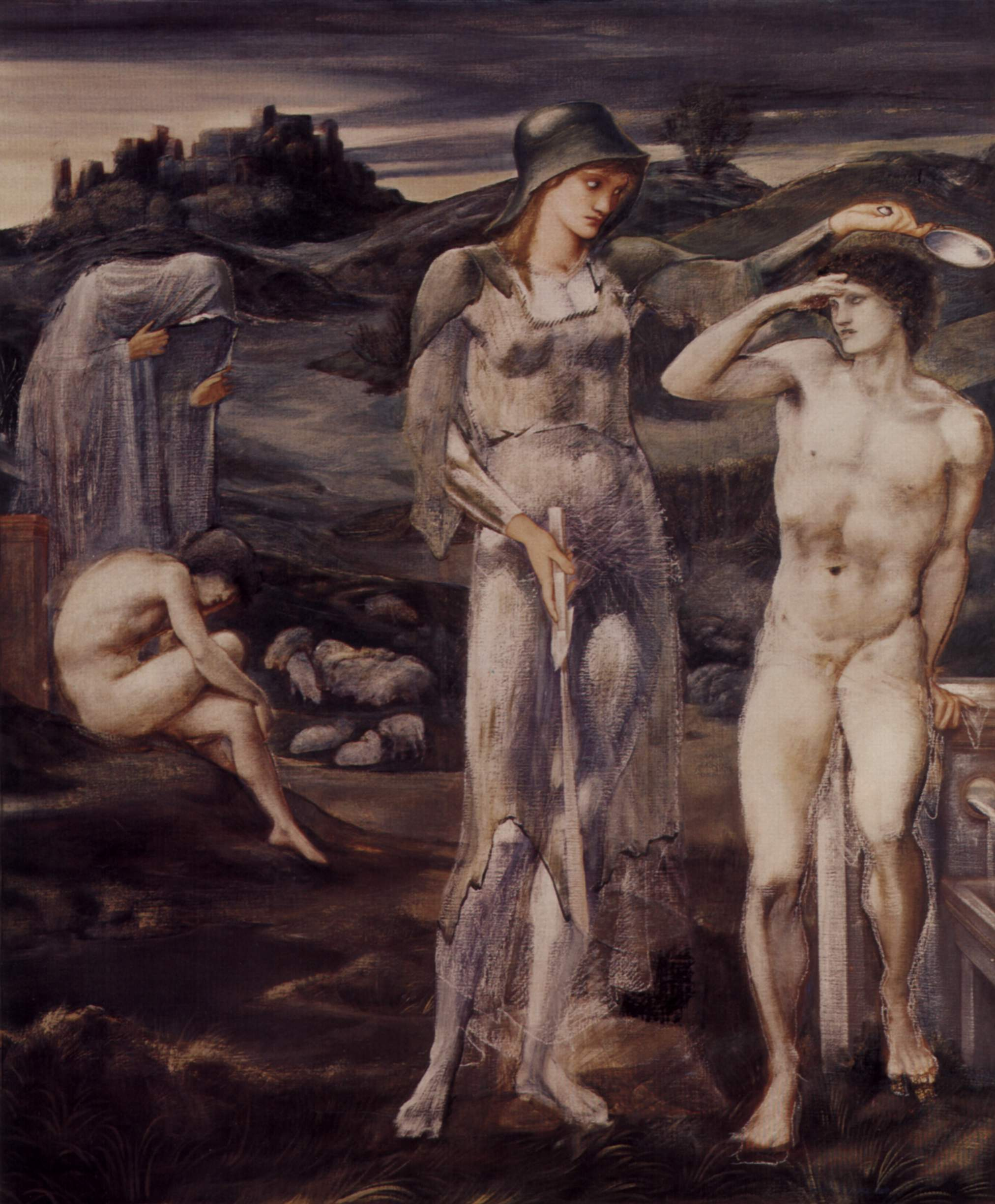
La llamada de Perseo, de Edward Burne-Jones (1877-1898).
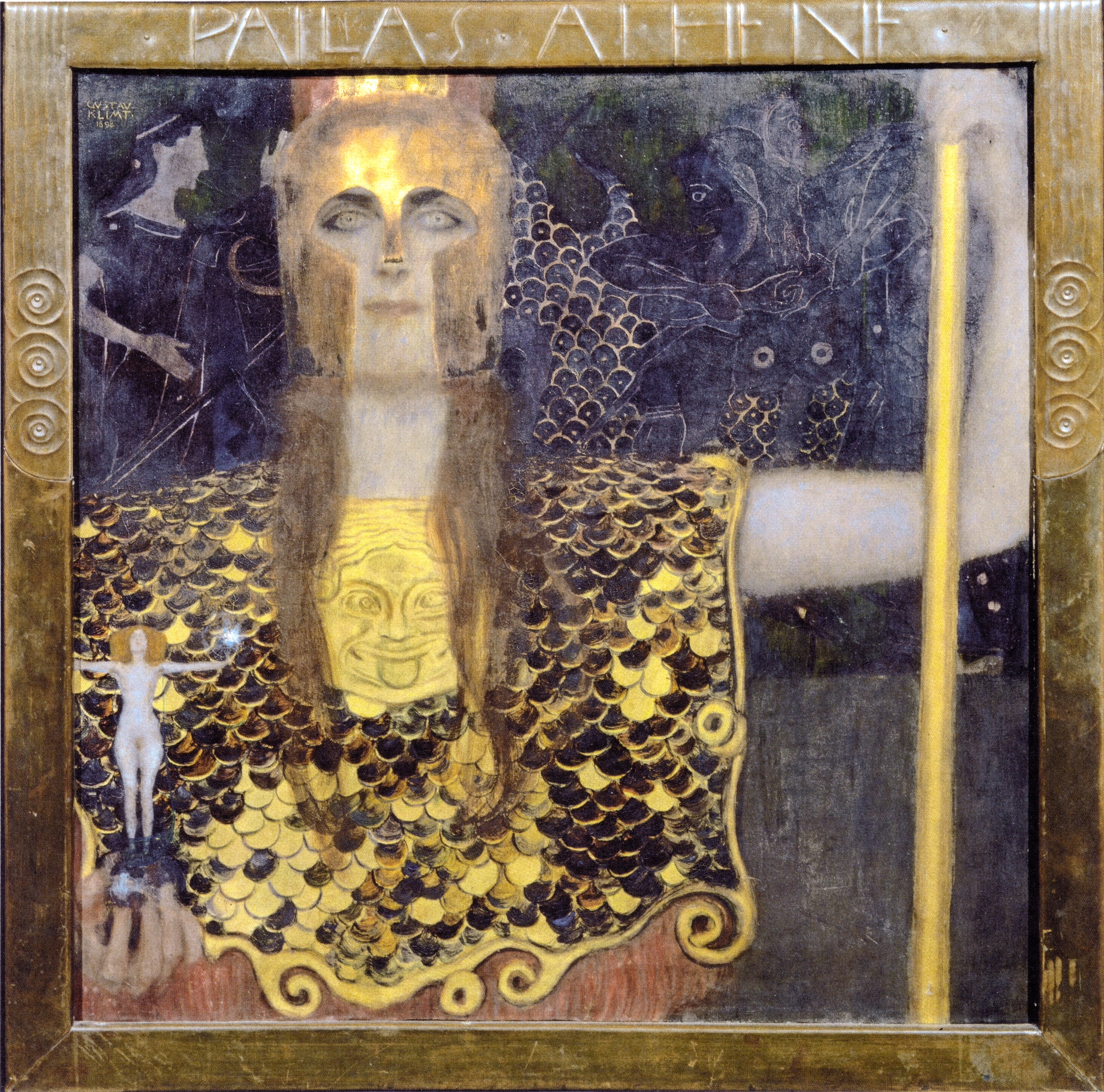
Palas Atenea, de Gustav Klimt, 1898.
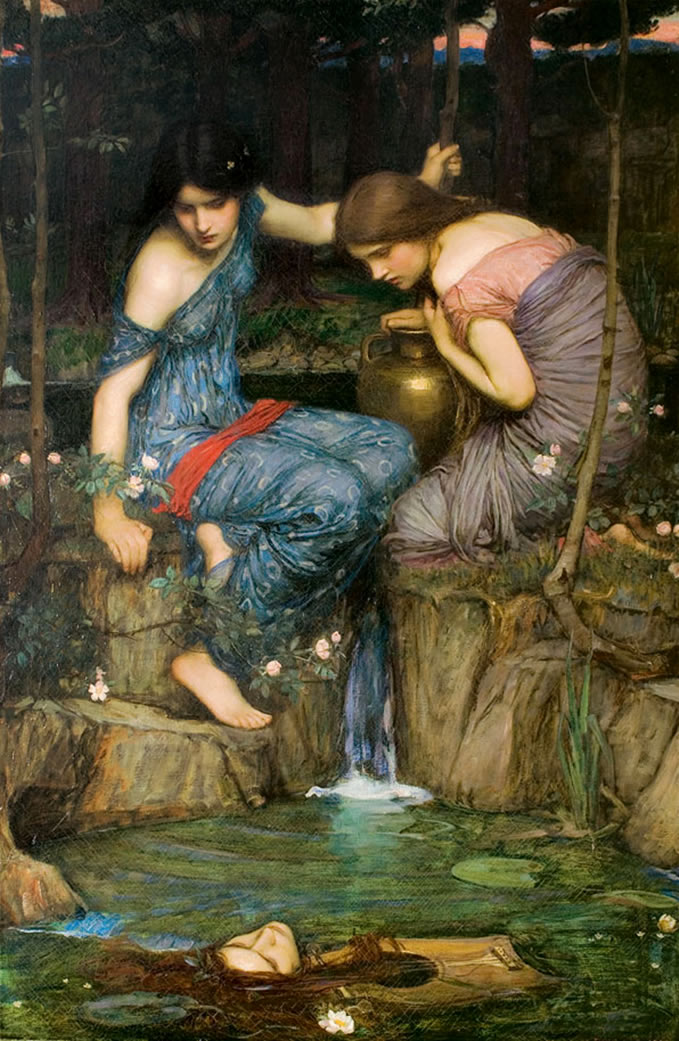
Las ninfas encuentran la cabeza de Orfeo, de John William Waterhouse, 1900.

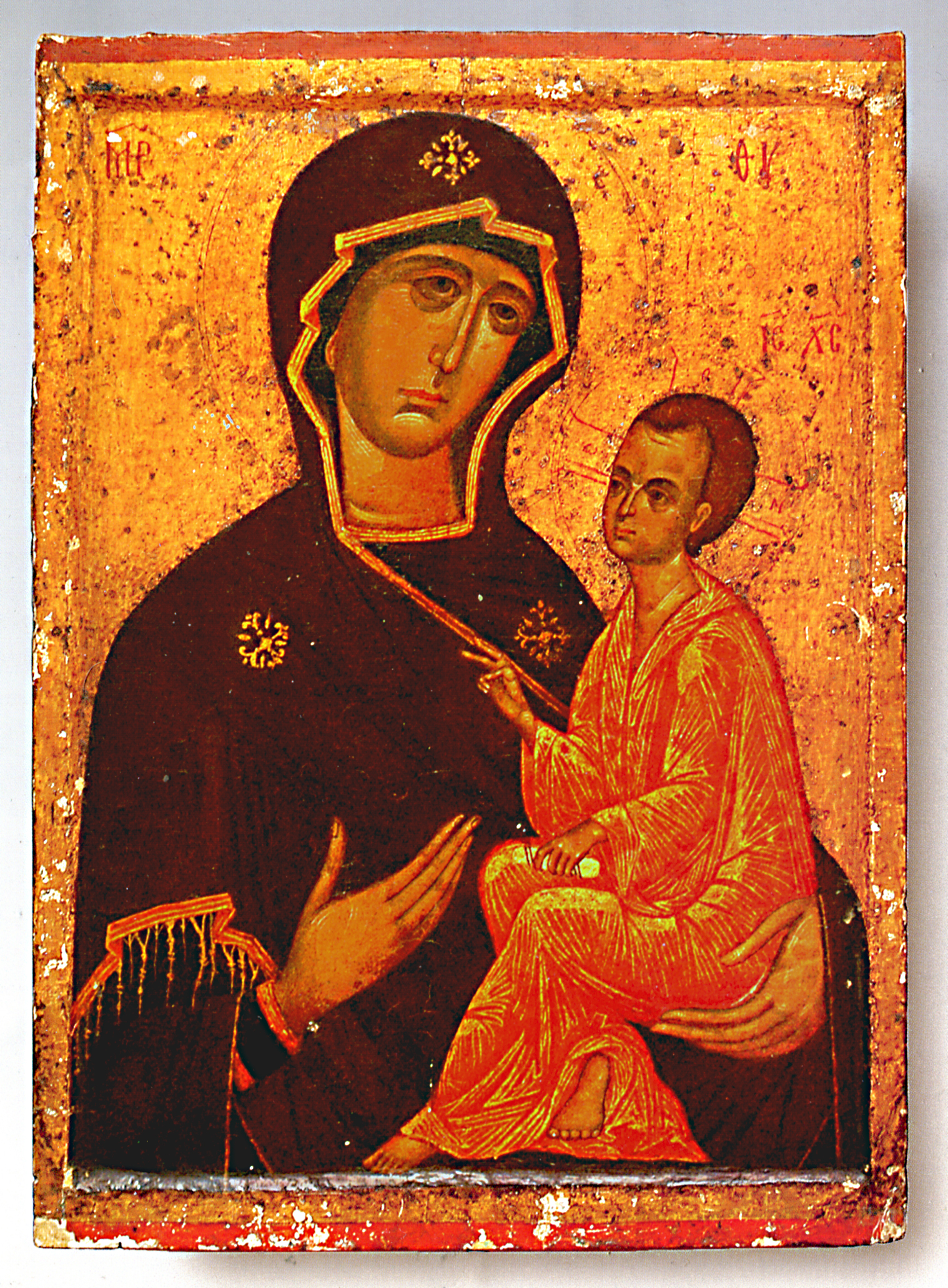
Tíjvinskaya o Theotokos de Tijvin, un ejemplo de Hodegetria (uno de los tipos de Virgen con el Niño).

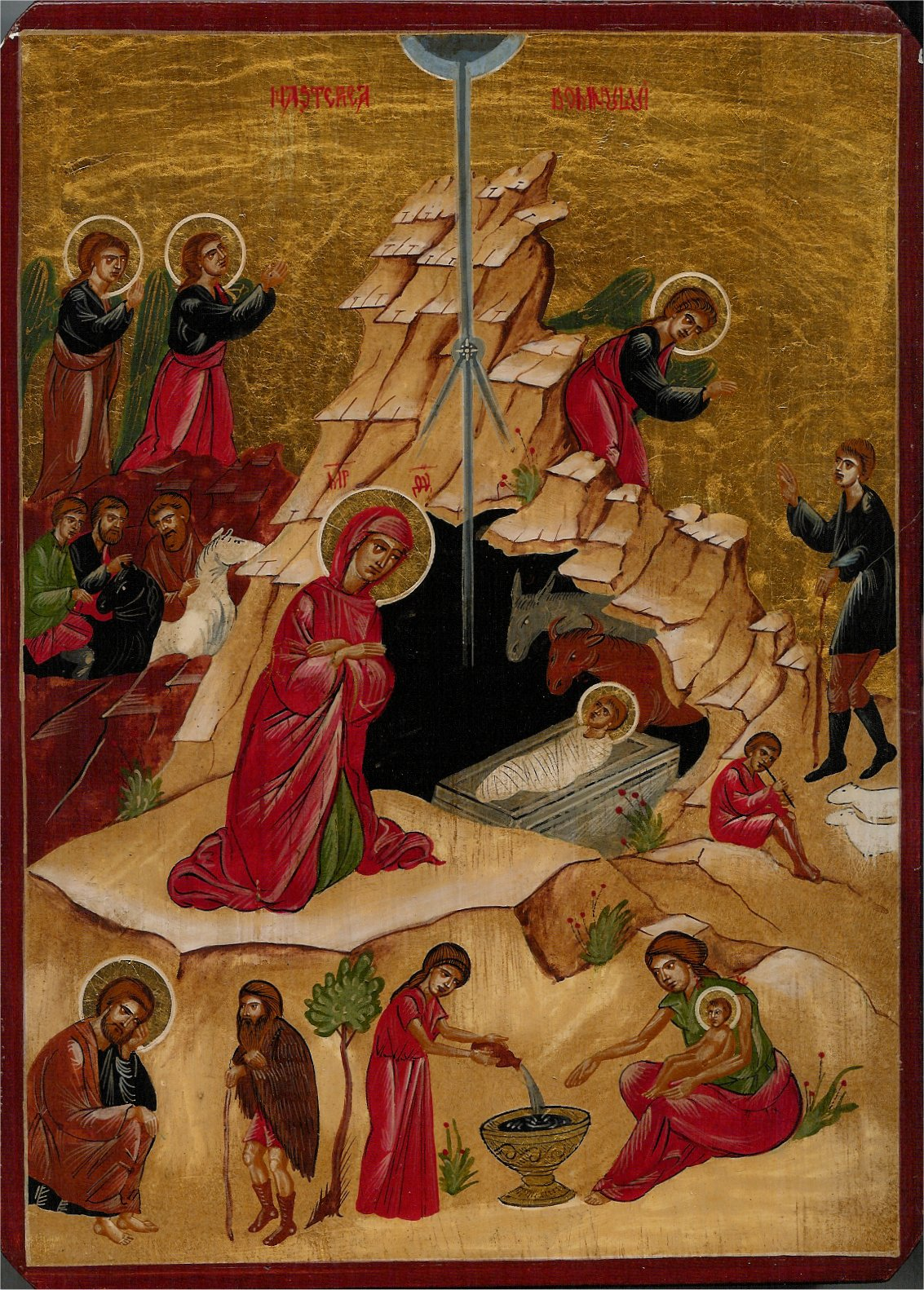
Icono rumano moderno con el tema de la Natividad. En el ángulo inferior izquierdo está José en conversación con el anciano.

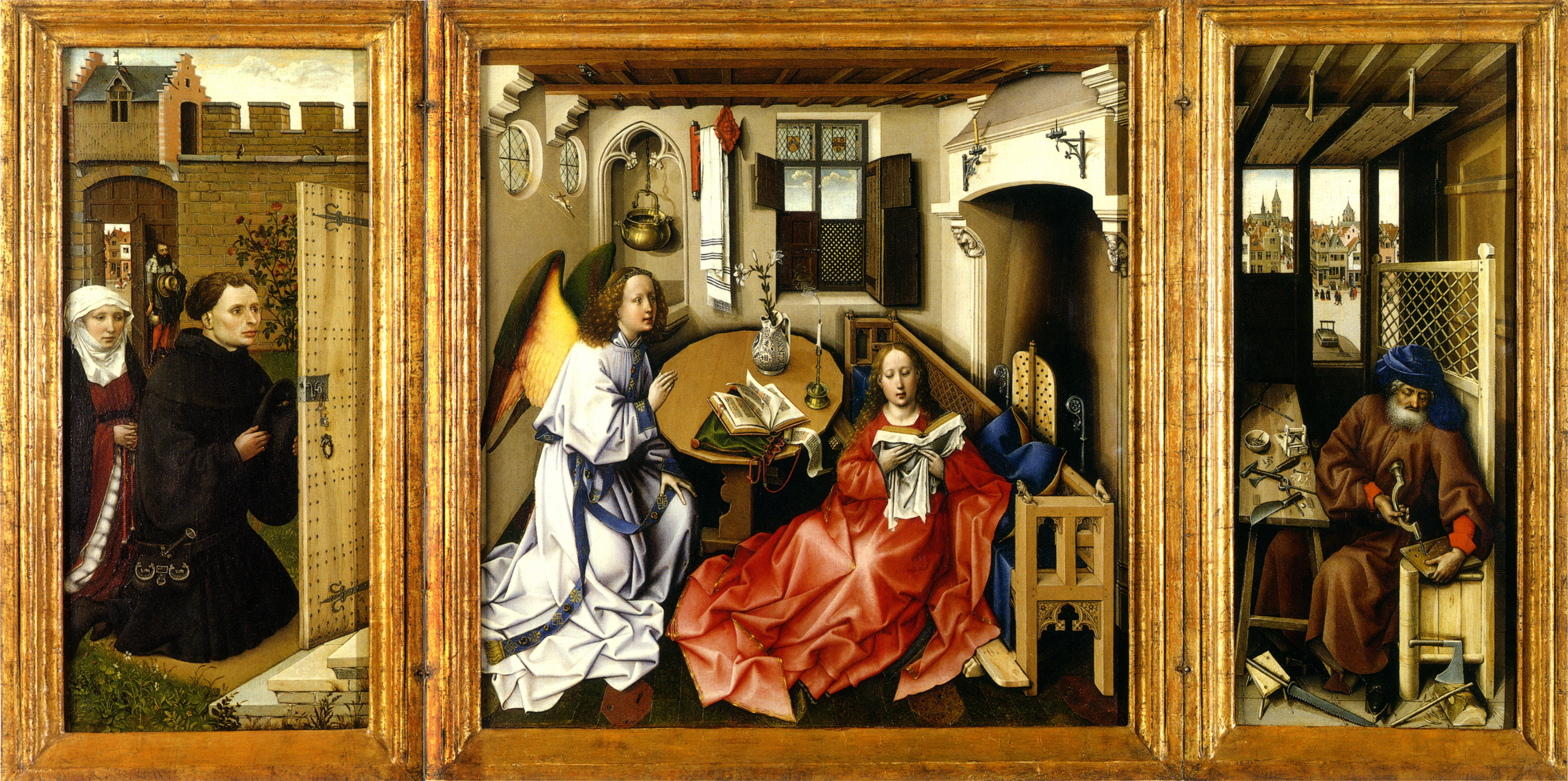
Tríptico de Merode, de Robert Campin (1425-1428). Muestra una iconografía altamente compleja, que aún es objeto de debate. La actitud de San José, que parece hacer una trampa de ratones, podría reflejar la idea de San Agustín por la cual la Encarnación de Cristo es una "trampa" que atrapa al alma del hombre.

## Iconografía cristiana
El arte paleocristiano comenzó tomando motivos de la imaginería imperial romana y el arte popular y religioso grecorromano. Así, por ejemplo, el Cristo en Majestad muestra rasgos tanto de los retratos imperiales romanos (culto imperial) como de las representaciones de Zeus. En la Antigüedad tardía la iconografía se estandarizó y se vinculó más estrechamente a los textos bíblicos, aunque rellenando los huecos del relato evangélico canónico con los textos apócrifos (como la mula y el buey en las escenas del ciclo de la Natividad).
Tras el periodo iconoclasta, la innovación iconográfica se veía como peligrosa si no herética en la Iglesia oriental, lo que condujo a un anquilosamiento de las formas (la mayor parte de los iconos modernos son idénticos a los de mil años atrás), y a la consideración de que la perpetuación de la tradición iconográfica era de origen divino (Acheiropoieta), por lo que el artista debía limitarse a copiarla con la menor desviación posible. En Oriente tampoco se aceptó nunca el uso de altorrelieves monumentales o esculturas de bulto redondo, que recordaban demasiado al paganismo. La persistencia de las formas ha sido incluso superior a la de sus significados: en las representaciones de la Natividad, el anciano que viste ropajes de lana y que conversa con San José comenzó siendo uno de los pastores o el profeta Isaías, y ahora se le considera como el "Tentador" (Satanás). En cambio, en Occidente, especialmente desde el Románico, la decoración escultórica de las iglesias fue un verdadero "Catecismo" o "Evangelio de piedra", de gran originalidad, aunque en muchas ocasiones siguiera modelos de la iconografía bizantina o de la iluminación de manuscritos del arte mozárabe o hibernosajón.
Tanto en Oriente como en Occidente, es muy abundante la iconografía de Cristo (Jesús entre los doctores, Oración del Huerto, Ecce Homo, Cristo Crucificado, Varón de Dolores, Cristo resucitado -Categoría:Jesús en el arte-), la iconografía de la Virgen (Hodegetria, Panhagia -Categoría:Representaciones de la Virgen María-) y la iconografía de los santos (especialmente de los más populares, reconocibles por cartelas con sus nombres o por sus atributos o símbolos iconográficos, como los instrumentos usados en su martirio -cruz en distintas posiciones, espada, flechas, parrilla-, los miembros afectados -ojos, senos, cabeza-, o los objetos que les caracterizan -llaves, libros, llamas-), a pesar de que algunas sean especialmente repetidas en ciertas épocas, como el Pantocrátor (Cristo como "el que todo lo gobierna") o la Theotokos (la Virgen como "madre de Dios"). Los modelos tradicionales evolucionaron en la pintura narrativa, que permitía a los artistas desarrollar los largos ciclos de la vida de Cristo, la vida de la Virgen, algunas partes del Antiguo Testamento (creación, historias de Adán y Eva, Caín y Abel, Noé, Abraham, Isaac, Esaú y Jacob, José, Moisés, David, Salomón, etc.). Los desarrollos teológicos (cristológicos, mariológicos) y de las prácticas devocionales produjeron innovaciones iconográficas, como la Coronación de la Virgen y la Asunción (ambas asociadas al franciscanismo) o el Rosario (a los dominicos).
La mayor parte de los artistas se limitaban a copiar o modificar ligeramente las obras que tomaban como modelo, especialmente entre los copistas-iluminadores de los scriptorium monásticos. Hasta el Renacimiento (y en gran medida durante todo el Arte de la Edad Moderna) era absoluto el predominio de la voluntad o cualquier otro cliente que comisionaba las obras de arte (el comitente -fuera clérigo o noble-) sobre la libertad del artista. Los encargos se hacían con un extremado detalle, no solo sobre las dimensiones y materiales a emplear, sino sobre la totalidad de los aspectos formales e ideológicos de la obra de arte.
La teoría de la tipología, por la que la mayor parte de los episodios del Antiguo Testamento se deben entender como un "tipo" o prefiguración de Cristo (o de la Virgen), se reflejó particularmente en el arte, especialmente desde finales de la Edad Media.
Mientras que la mayor parte del arte medieval tiende a hacer lo más comprensible posible los complejos mensajes religiosos, la iconografía de los primitivos flamencos era sutilísima y altamente sofisticada, y en muchos casos parece haberse hecho deliberadamente enigmática, con múltiples significados ocultos, no inmediatos a primera vista, incluso para los contemporáneos mejor formados. El Tríptico de Merode de Roberto Campin, la Virgen del canciller Rolin o la Anunciación de Jan van Eyck no son representaciones puramente convencionales. La pintura italiana desarrolló un gusto similar por el enigma considerablemente más tarde, y sobre todo en composiciones no religiosas, influenciadas por el neoplatonismo.
Desde el siglo XV la pintura religiosa occidental se liberó gradualmente de la sujeción a los modelos compositivos tradicionales, y en el siglo XVI los artistas más ambiciosos se distinguían por sus composiciones novedosas. De hecho, su clientela esperaba eso precisamente. La imitación seguía siendo una parte importantísima de la tarea del artista, pero en vez de reproducirse composiciones enteras se restringía a poses individuales u otros detalles, la mayor parte de las veces en combinación de distintas fuentes.
La Reforma protestante tuvo en el arte un gran impacto, restringiendo inicialmente las representaciones religiosas a escenas bíblicas concebidas con las convenciones del género de pintura de historia. En las zonas católicas, tras unas décadas de alguna mayor libertad creadora de los artistas, la Contrarreforma impuso en el Concilio de Trento (1545-1563) la expresión de sus propios conceptos iconográficos.

### El Concilio de Trento
En la sesión número veinticinco del Concilio de Trento (3 y 4 de diciembre de 1563) se estructuró un Decreto sobre las imágenes, en el que se señalaban las características que debían seguir éstas y las funciones de cumplir. Se distinguía dos tipos de imágenes:
1. Dogmáticas, que defendían los dogmas de la Iglesia Católica frente a los protestantes, como Cristo, la Virgen, algunos santos (Pedro y Pablo), Apóstoles y Evangelistas, Padres de la Iglesia y virtudes teologales y cardinales.
2. Devocionales, aquellas que aludían al resto de los santos, los que eran más venerados por tradición o los extraídos del santoral hispano-visigodo o mozárabe. También dentro de este grupo se encontraban los llamados santos de las necesidades o taumaturgos que combatían las pestes y las catástrofes, como san Roque, san Sebastián, san Antón y san Miguel Arcángel.

Además de estas imágenes tradicionales, se añadieron las introducidas por las órdenes religiosas, sus santos propios y nuevas advocaciones de la Virgen. Los dominicos aportaron la Virgen del Rosario, los franciscanos, las ánimas y la de Dolores, y los carmelitas la Virgen del Carmen.
Después del Concilio de Trento la devoción mariana invade la iconografía con nombres-topónimo que surgen del lugar de las apariciones en toda la geografía del catolicismo. Existe también una gran difusión del culto del personaje bíblico de María Magdalena que se hace en el norte de España, patrona de los peregrinos (y de los apestados) junto con Santiago el Mayor. Sin embargo, la imagen de la Virgen de la Leche o Galactotrofusa o de Belén, está totalmente prohibida durante esta época, y las ya existentes tuvieron que ser retiradas del culto.

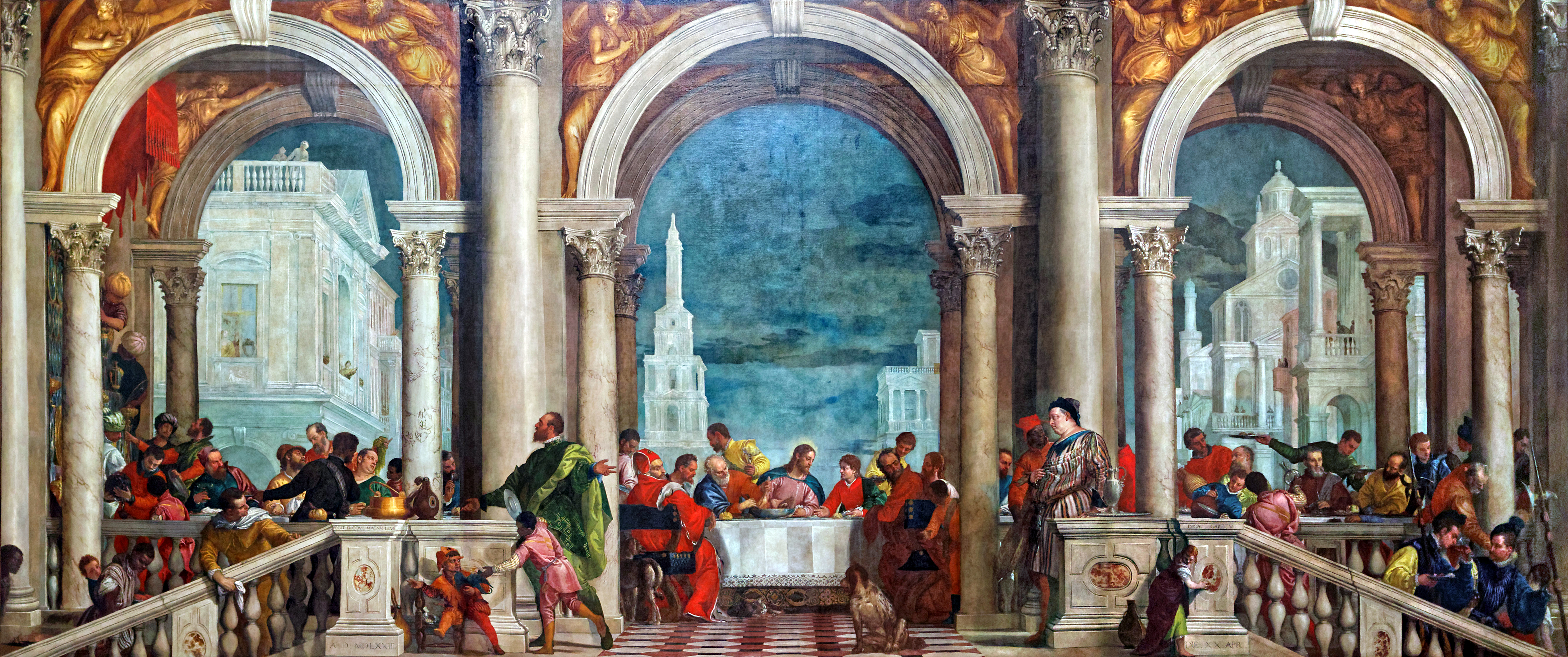
Cena en casa de Leví, de Veronés (1573), objeto de una investigación inquisitorial y de diferentes atribuciones del tema para eludir problemas dogmáticos.

## Otras iconografías mitológicas y religiosas

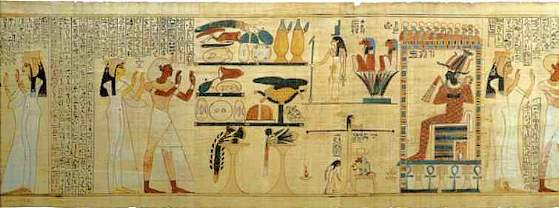
Dioses egipcios en el Libro de los muertos.
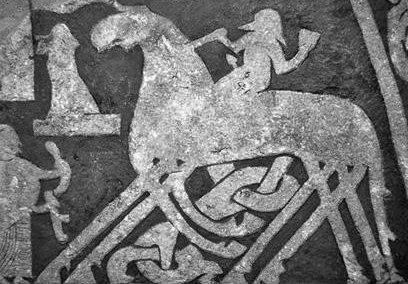
Odin con su caballo Sleipnir (mitología nórdica).
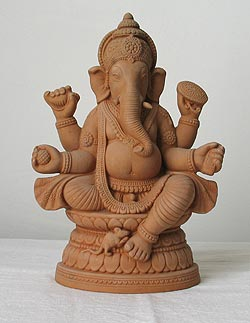
Ganesh, con su cabeza de elefante (panteón hinduista).
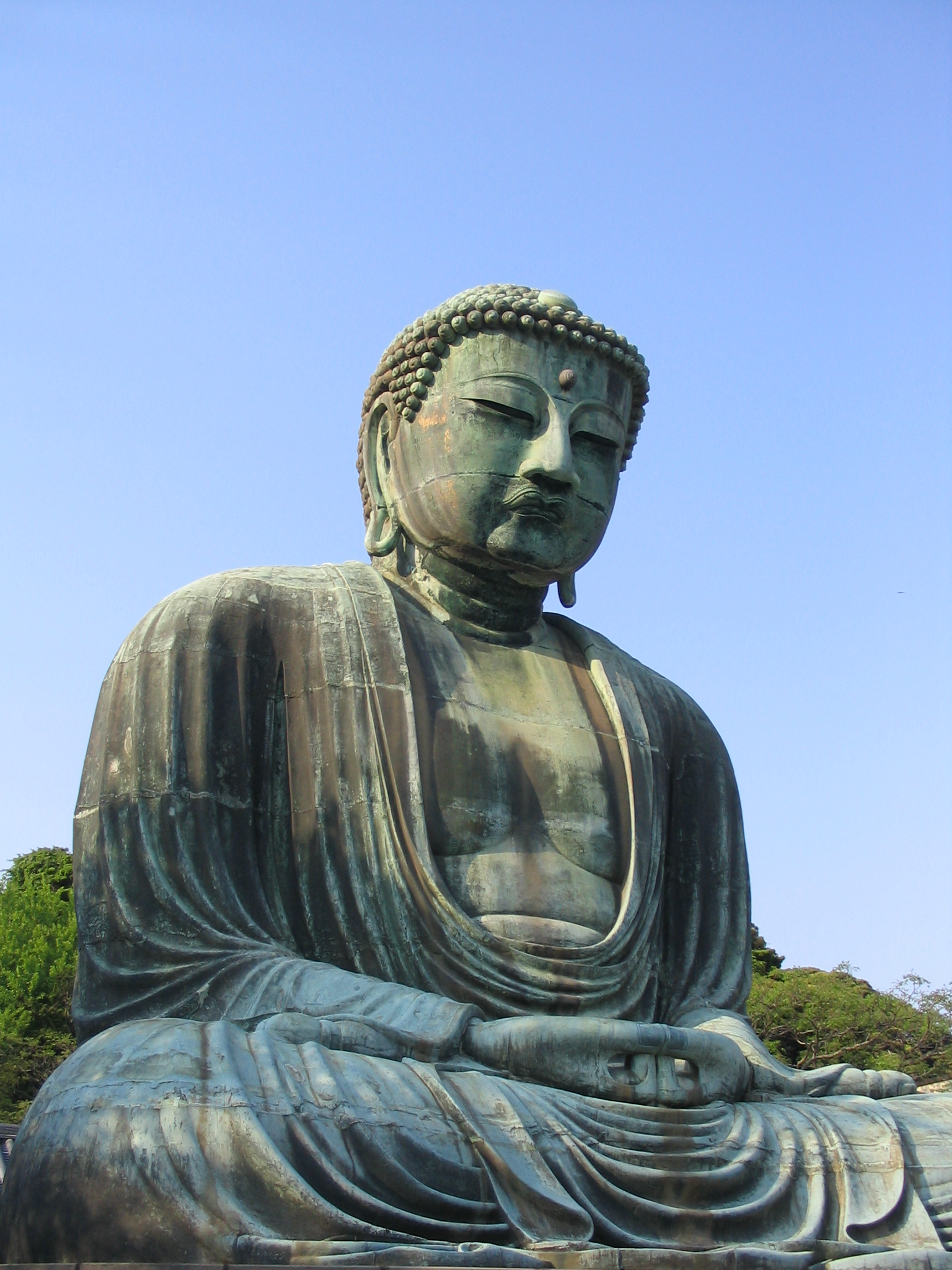
Buda reconocible por su postura.
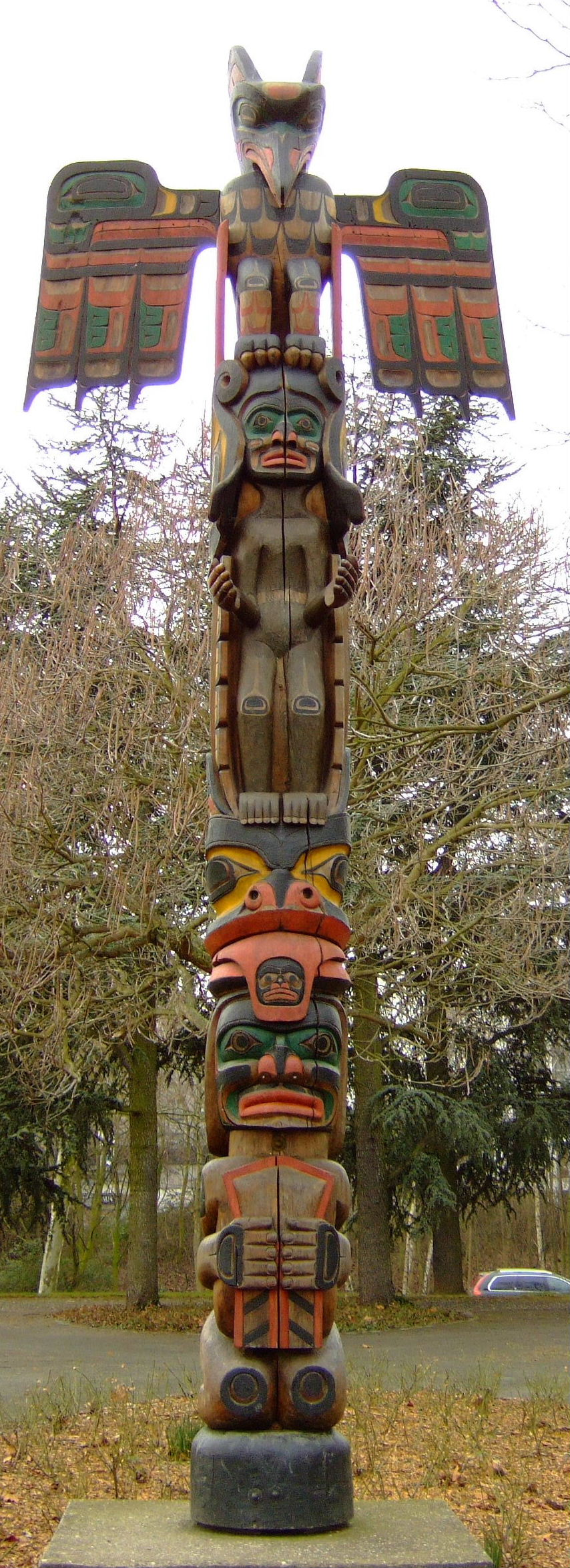
Tótem de la Columbia Británica.